# 軍服 (南アメリカ)
この南アメリカの軍服（みなみアメリカのぐんぷく）の記事では、独立国家の成立以降現在に至る時期の南アメリカ諸国における軍服の変遷について述べる。
本稿で扱う諸国は以下の通りである。
- アルゼンチン、ボリビア、ブラジル、チリ、コロンビア、エクアドル、ガイアナ、パラグアイ、ペルー、スリナム、ウルグアイ、ベネズエラ

## 概観
その大半が19世紀前半に独立した南アメリカ諸国の軍服は、同時期のヨーロッパ諸国（特に旧宗主国のスペイン、ポルトガル）のパターンをほぼ踏襲する形で出発した。その後、特に陸軍の軍服においては主に以下の3国の影響を受け、これらの要素が混在しながら各国の軍服の個性を形成しているといえる。
1. フランス（19世紀中葉～同世紀末）
2. ドイツ（19世紀末～第二次大戦前）
3. アメリカ合衆国（第二次大戦後）

海軍の軍服は、ほぼ一貫してイギリスの影響を受けたものであった。

## アルゼンチンの軍服

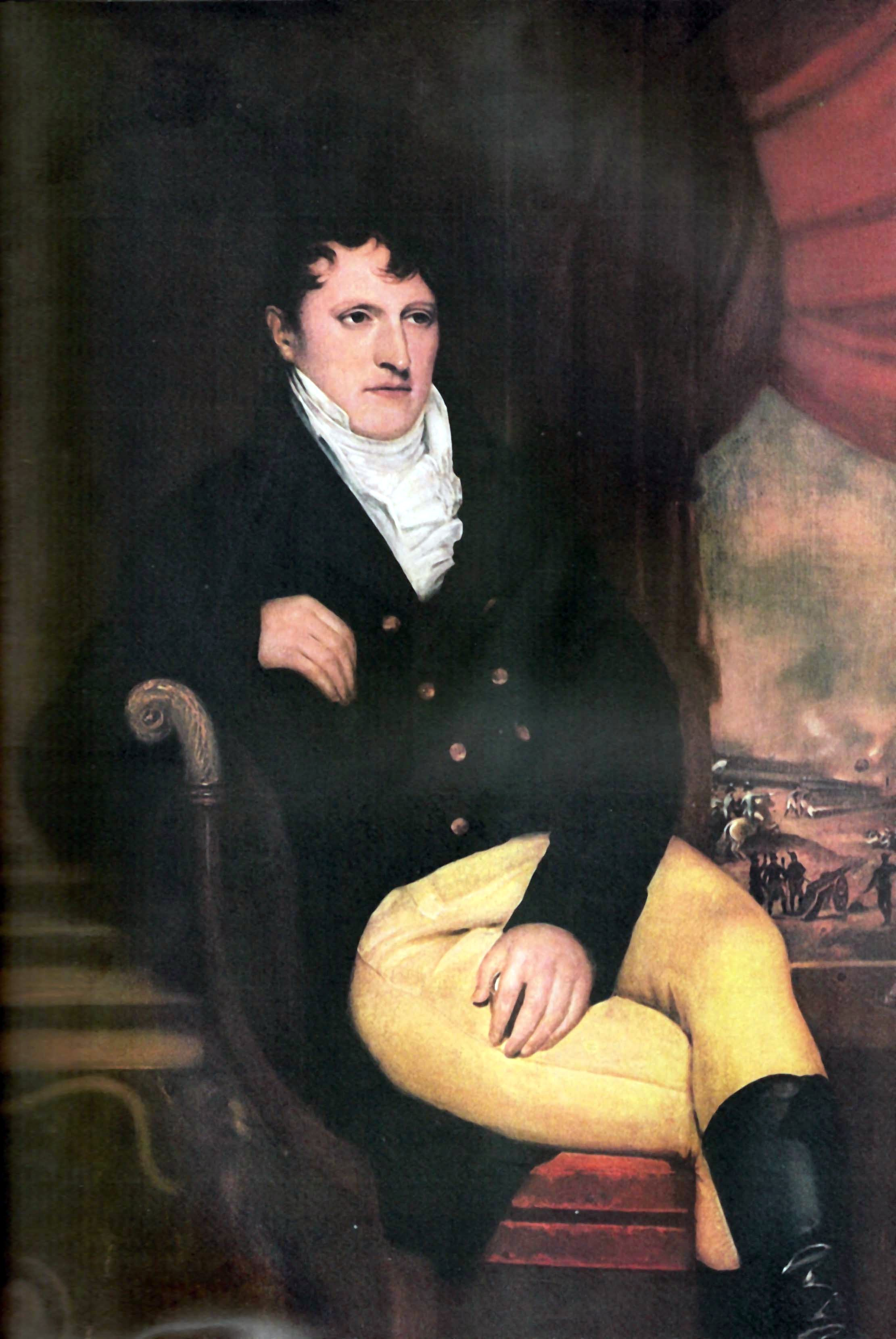
マヌエル・ベルグラーノ将軍
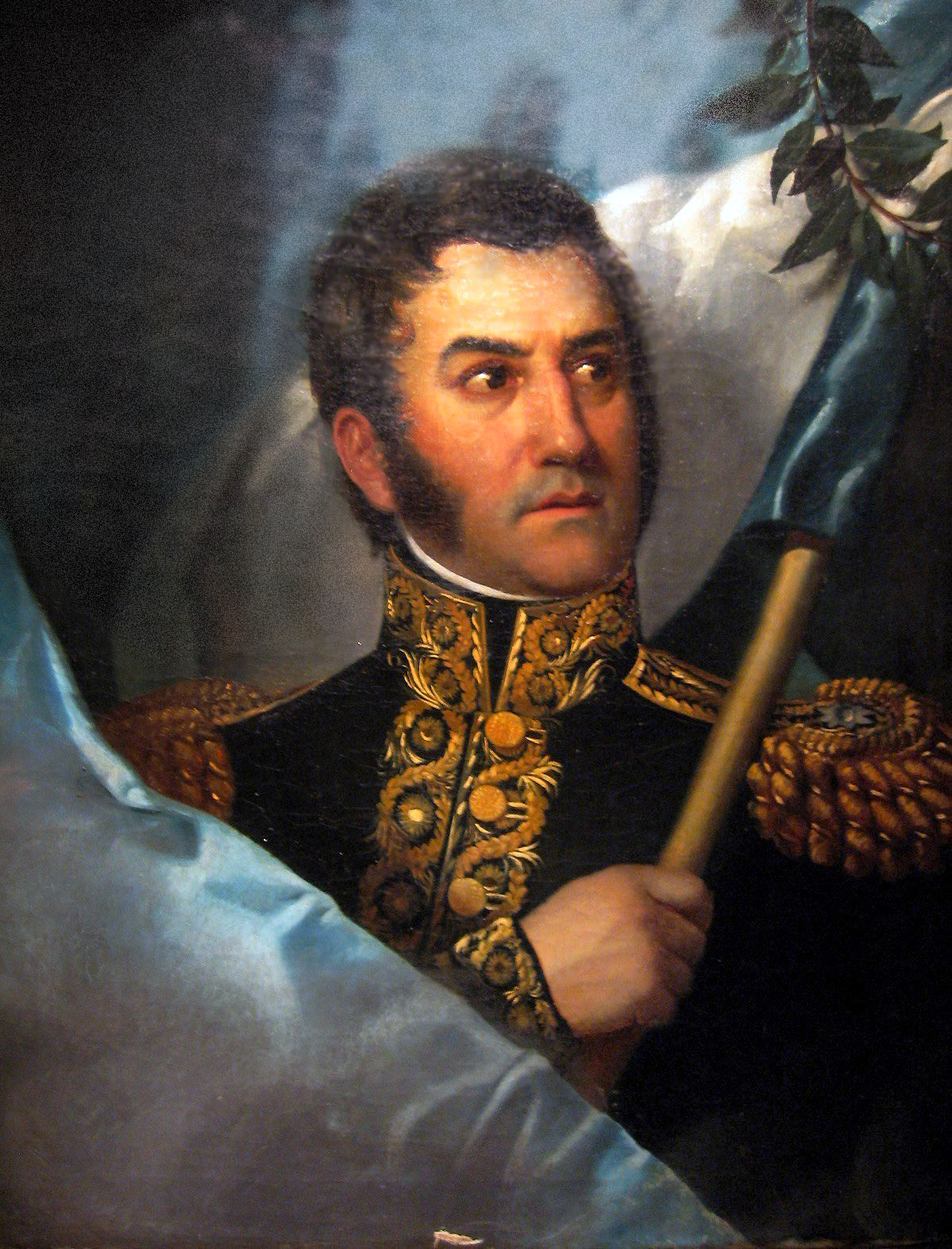
ホセ・デ・サン＝マルティン将軍
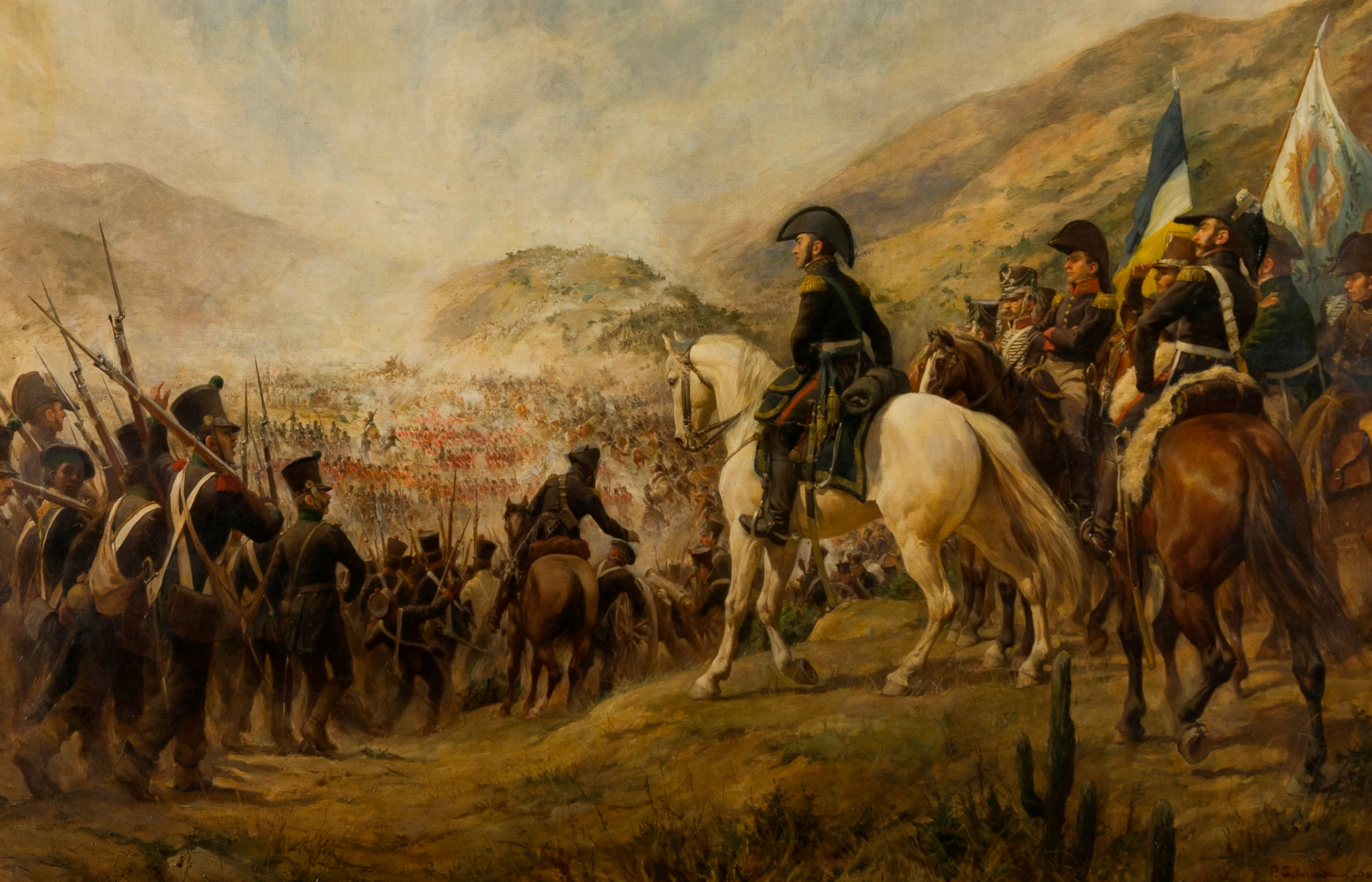
チャカブコの戦いに臨むアンデス軍
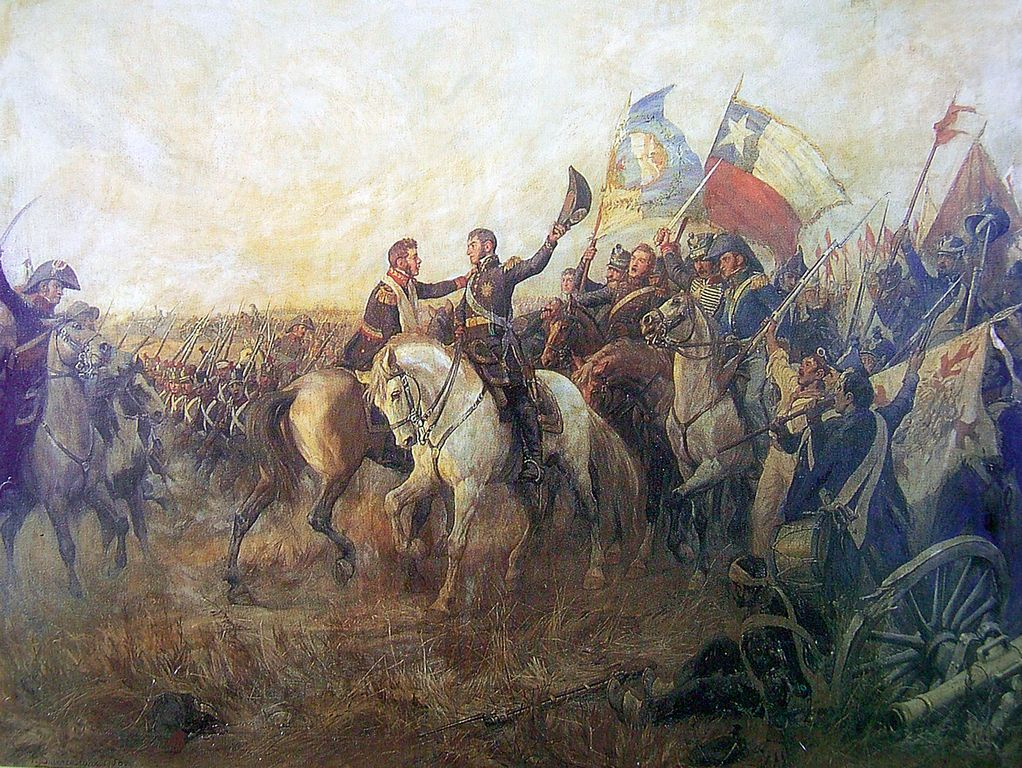
マイプーの戦いの勝利に沸き立つアンデス軍
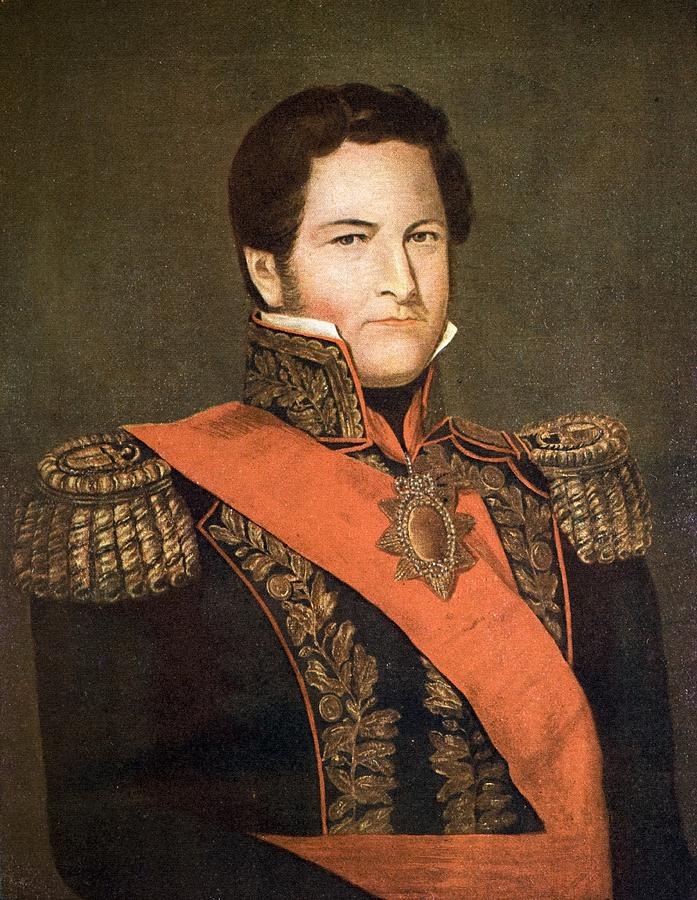
フアン・マヌエル・デ・ロサス
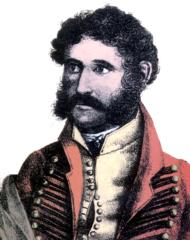
フアン・ファクンド・キロガ
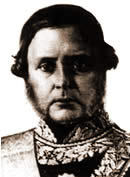
フスト・ホセ・デ・ウルキーサ
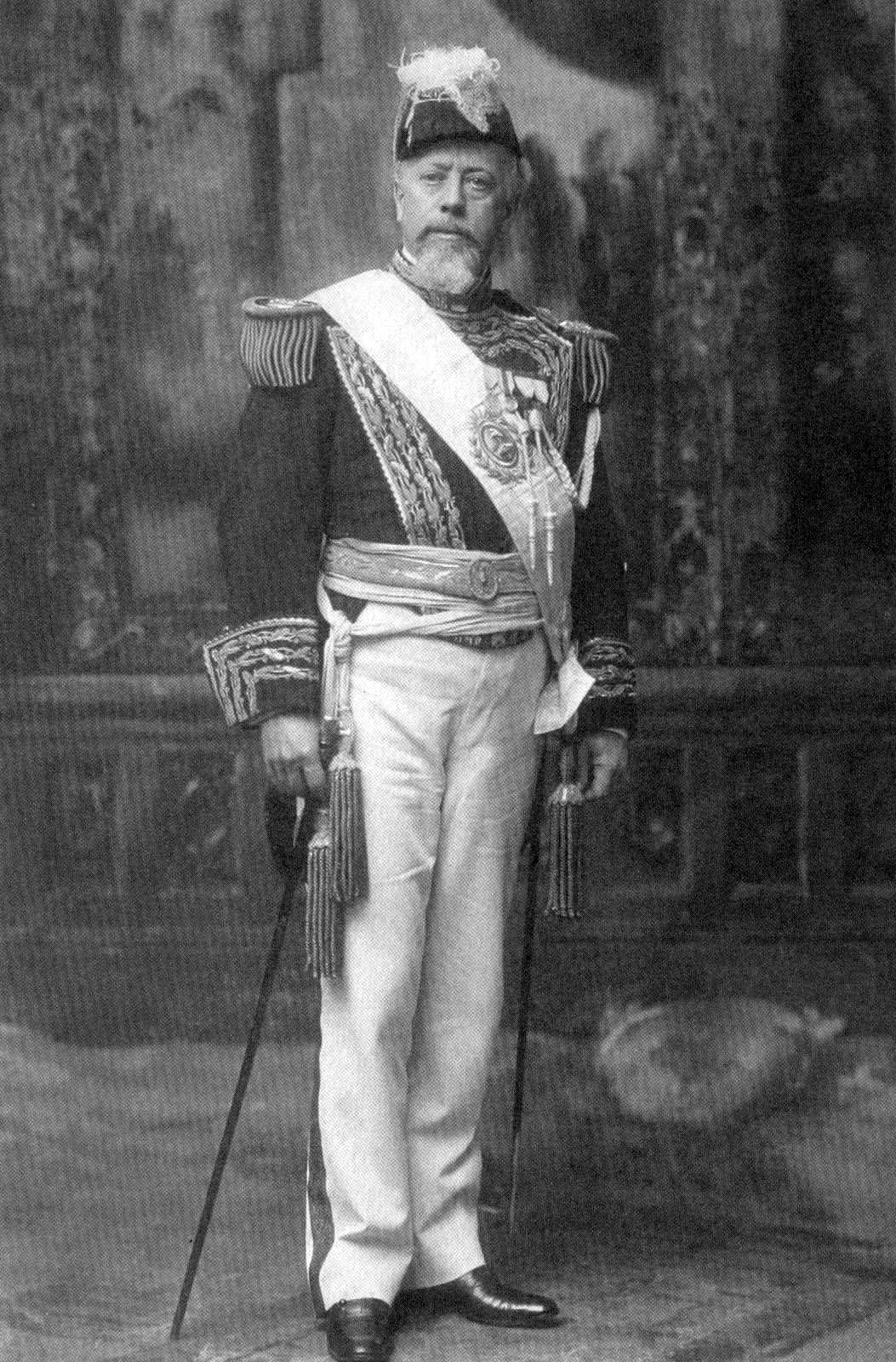
砂漠の開拓作戦を指揮したフリオ・アルヘンティーノ・ロカ将軍
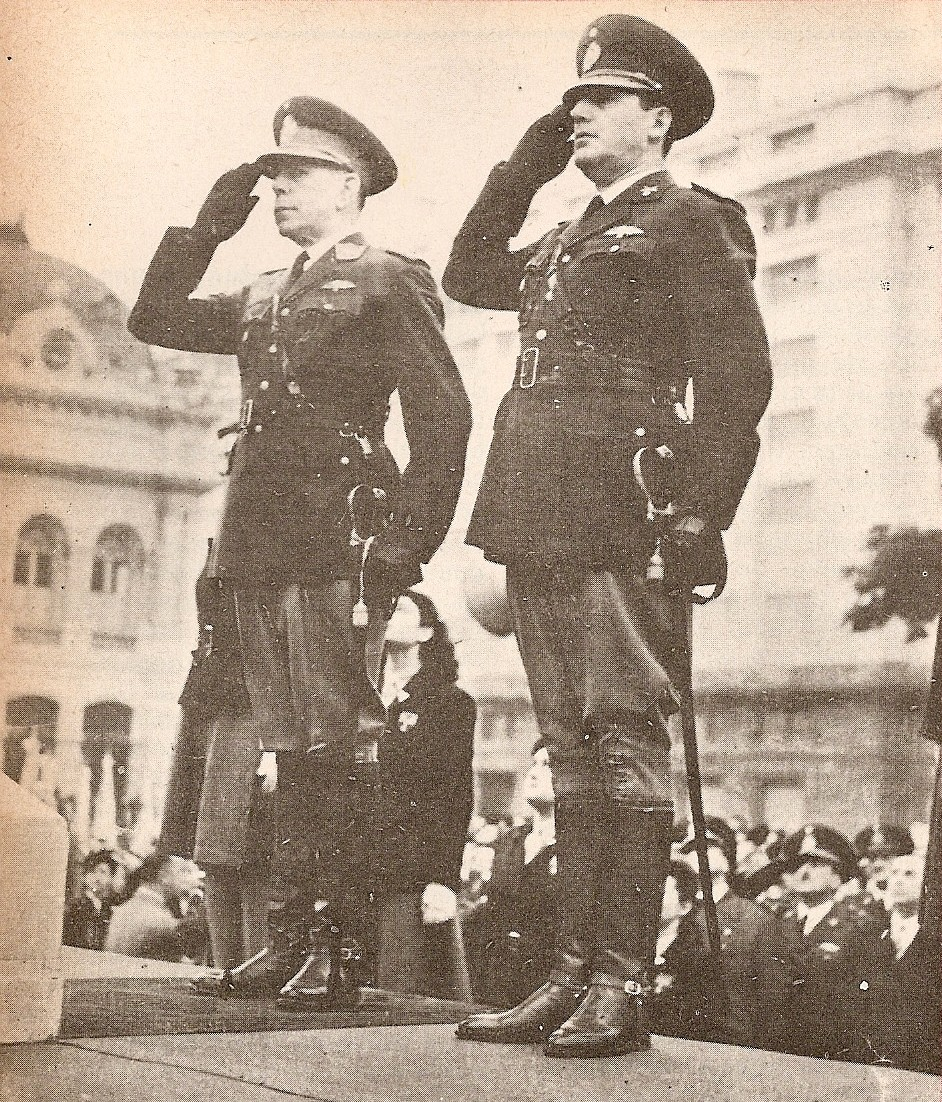
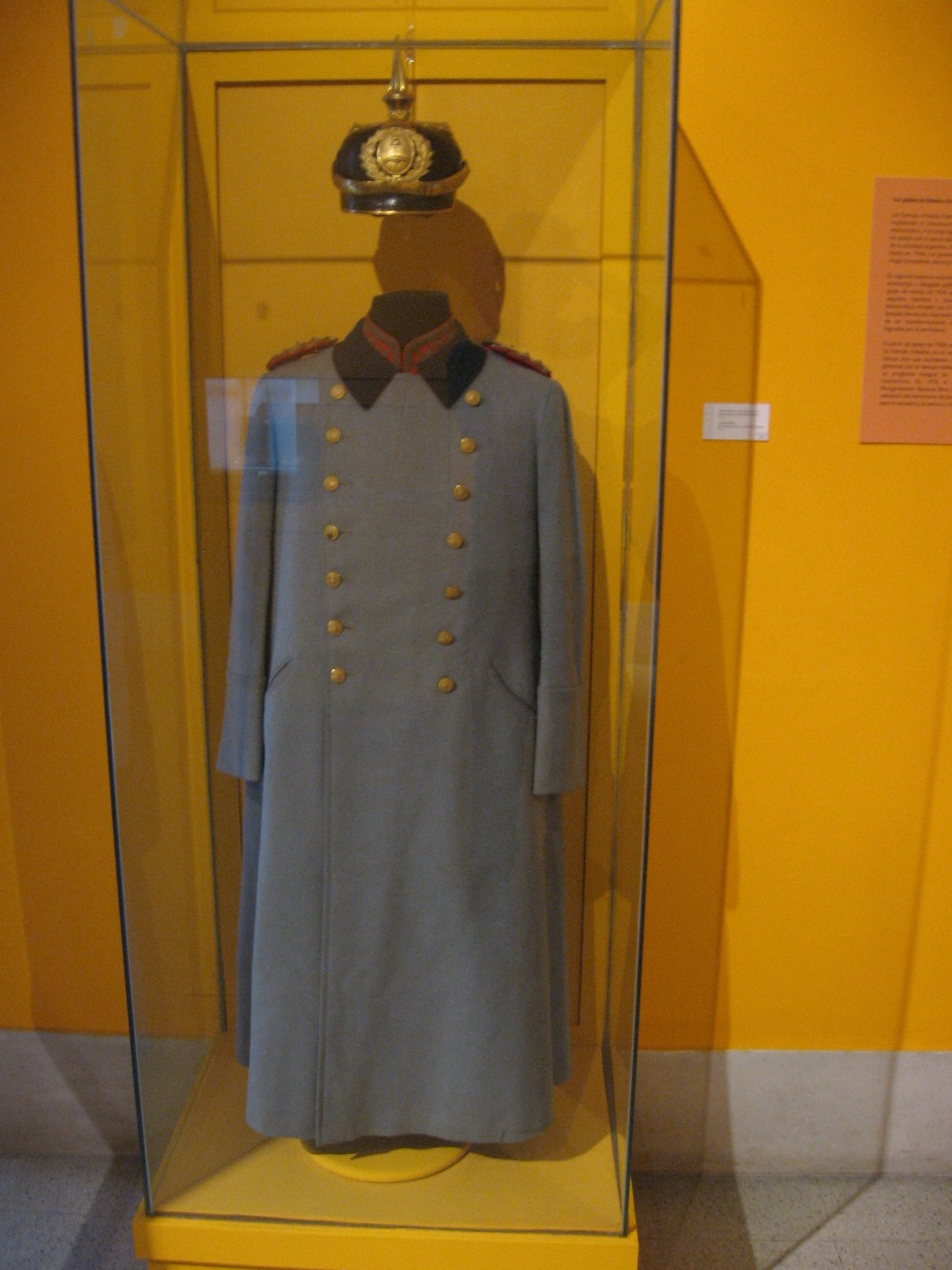
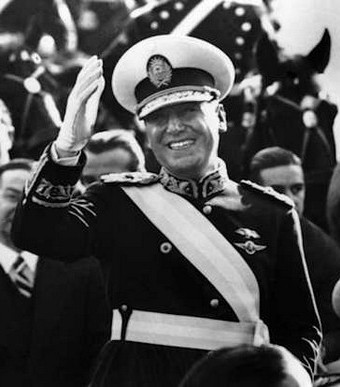
フアン・ペロン将軍
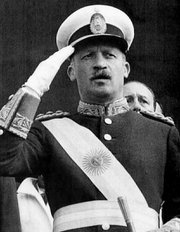
フアン・カルロス・オンガニーア将軍
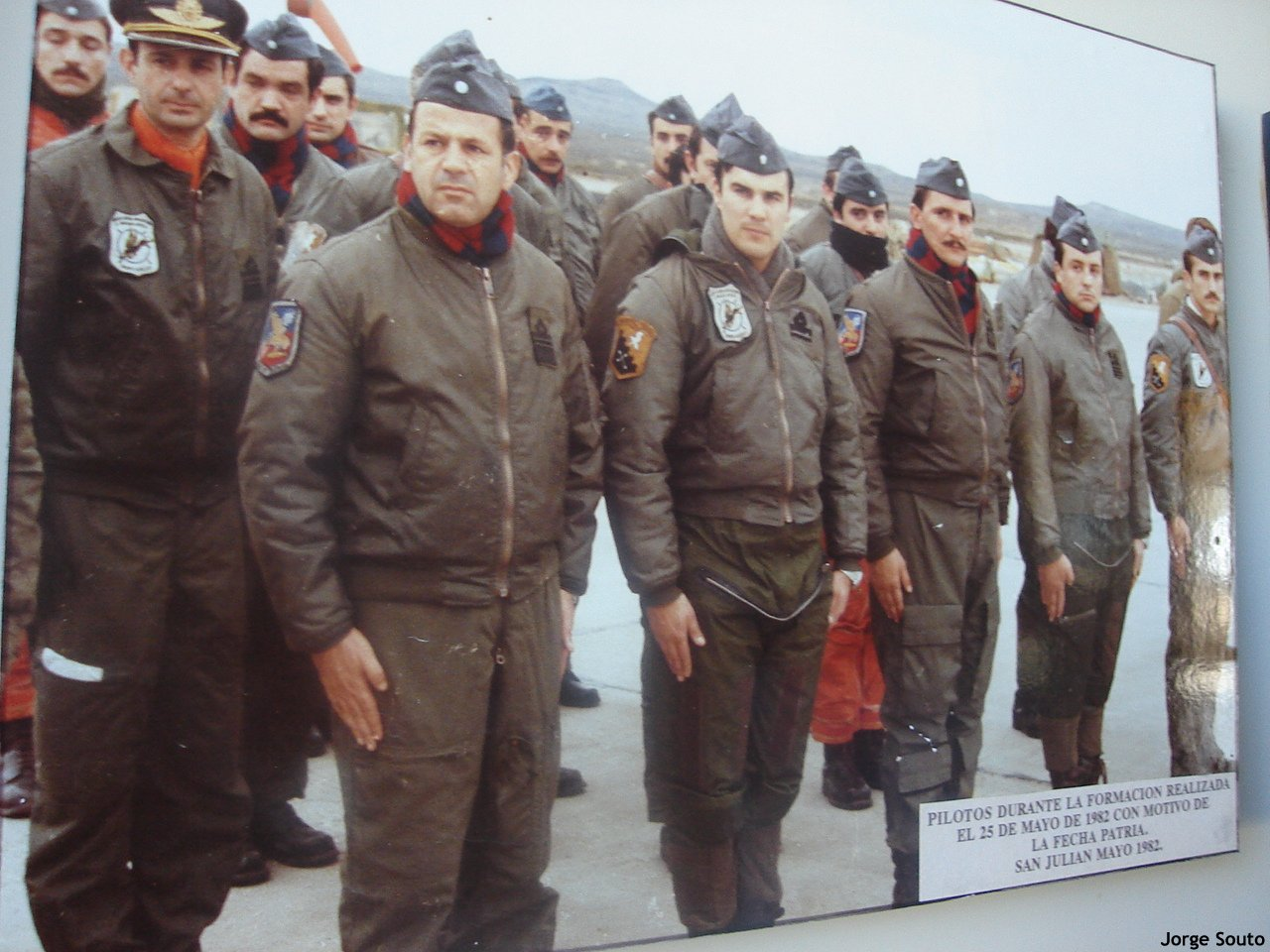
マルビナス戦争に臨む飛行隊
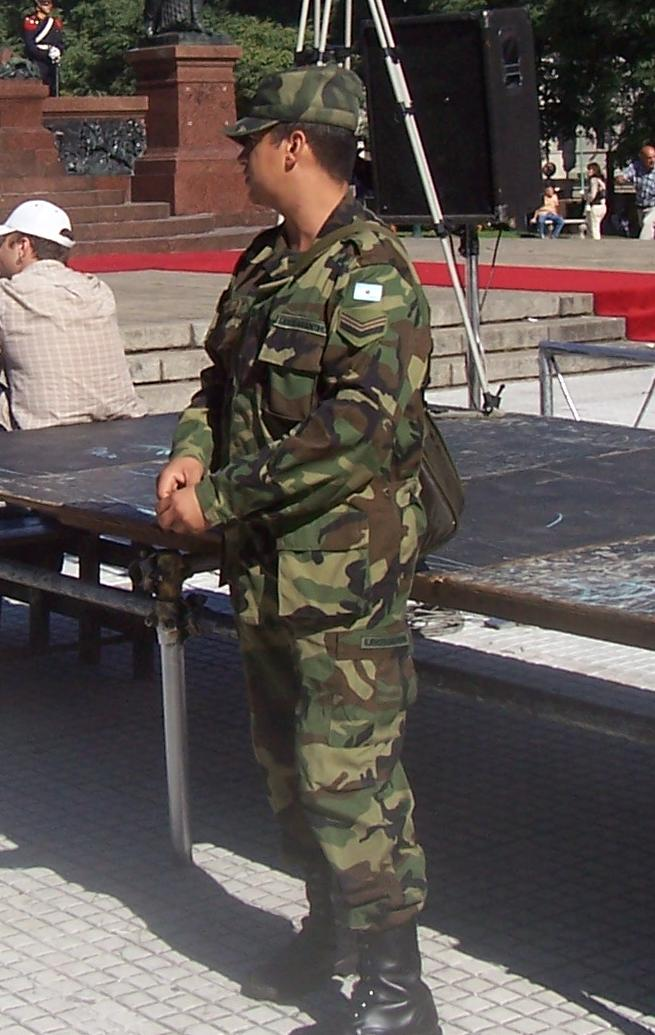
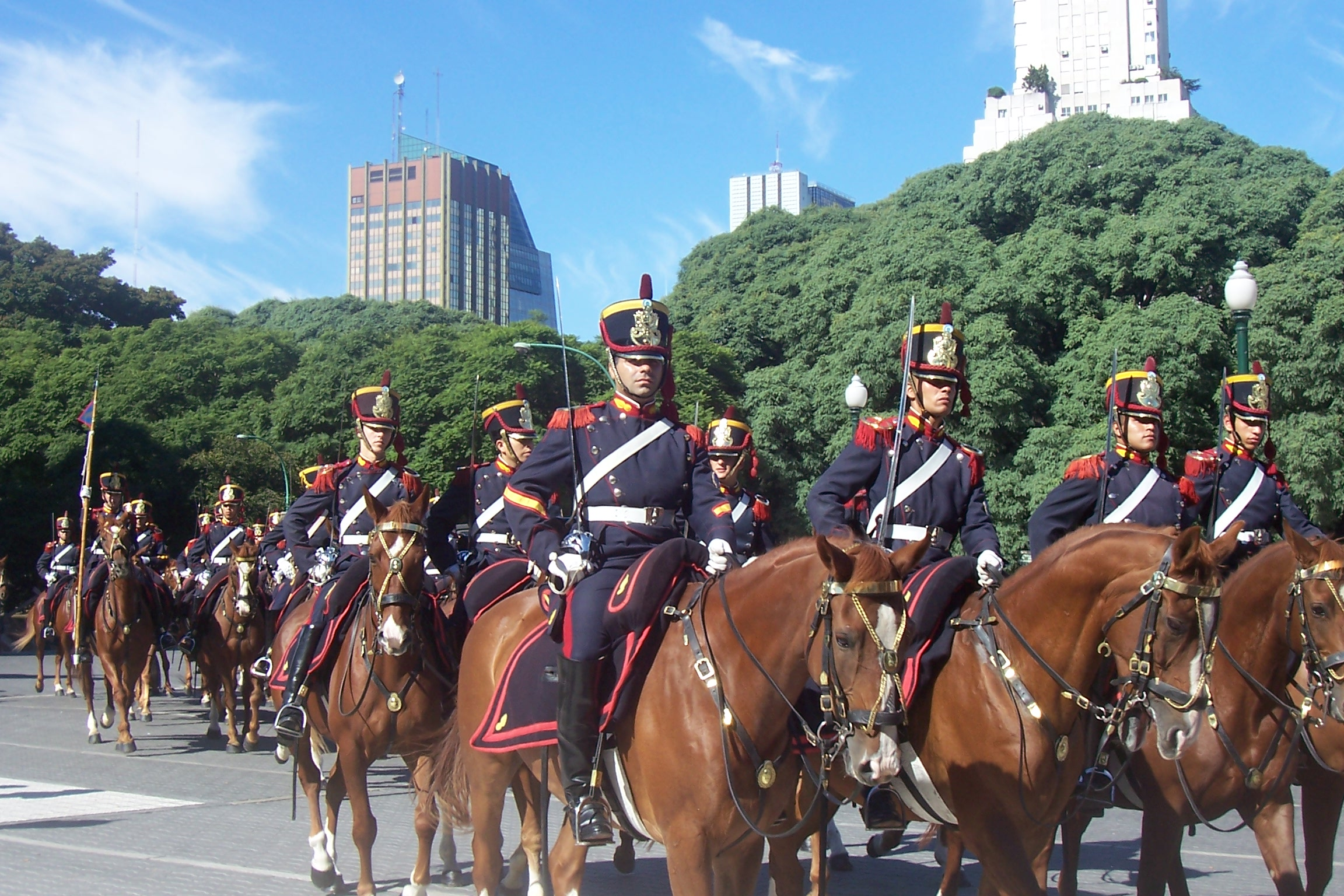
陸軍の擲弾騎兵連隊。
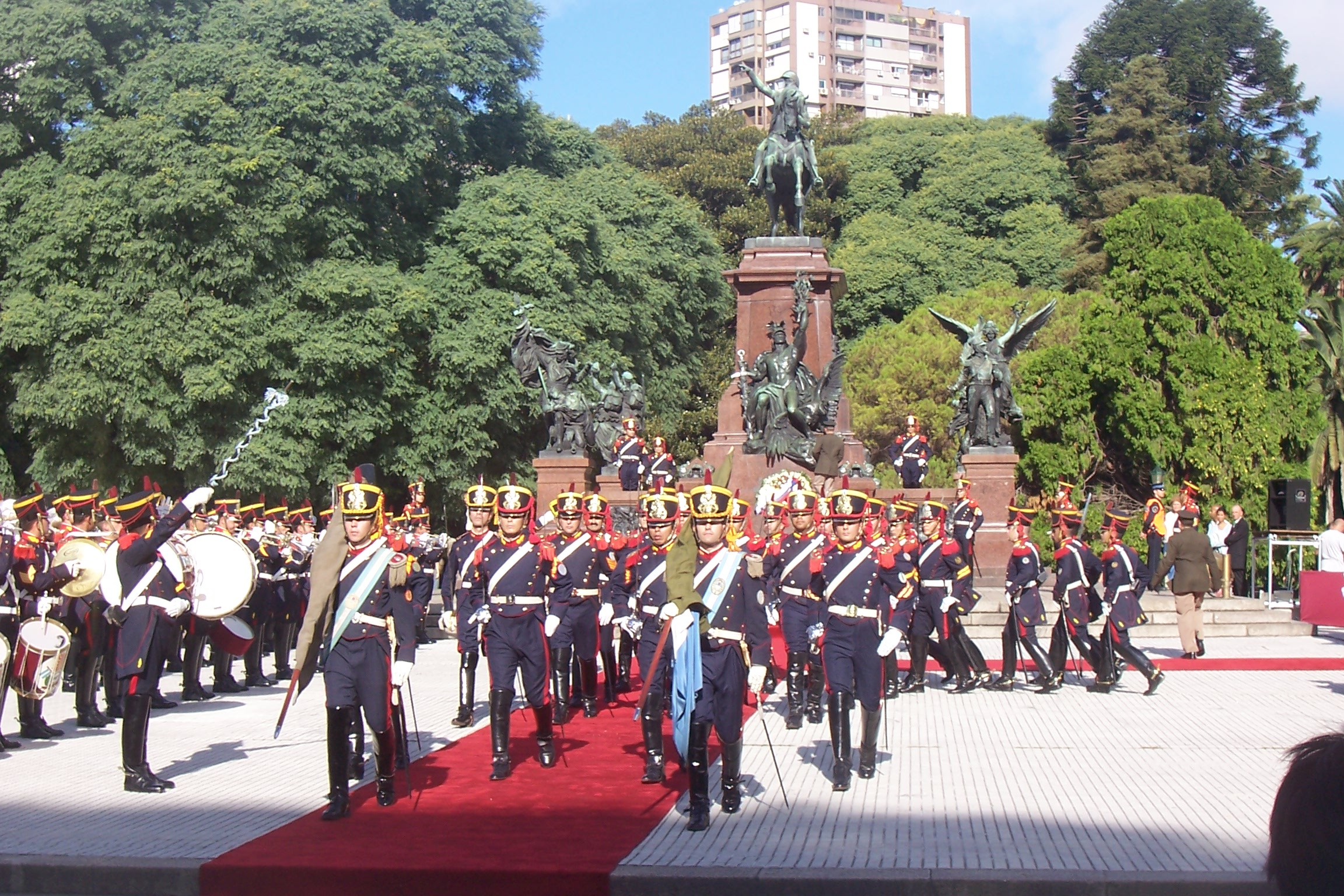
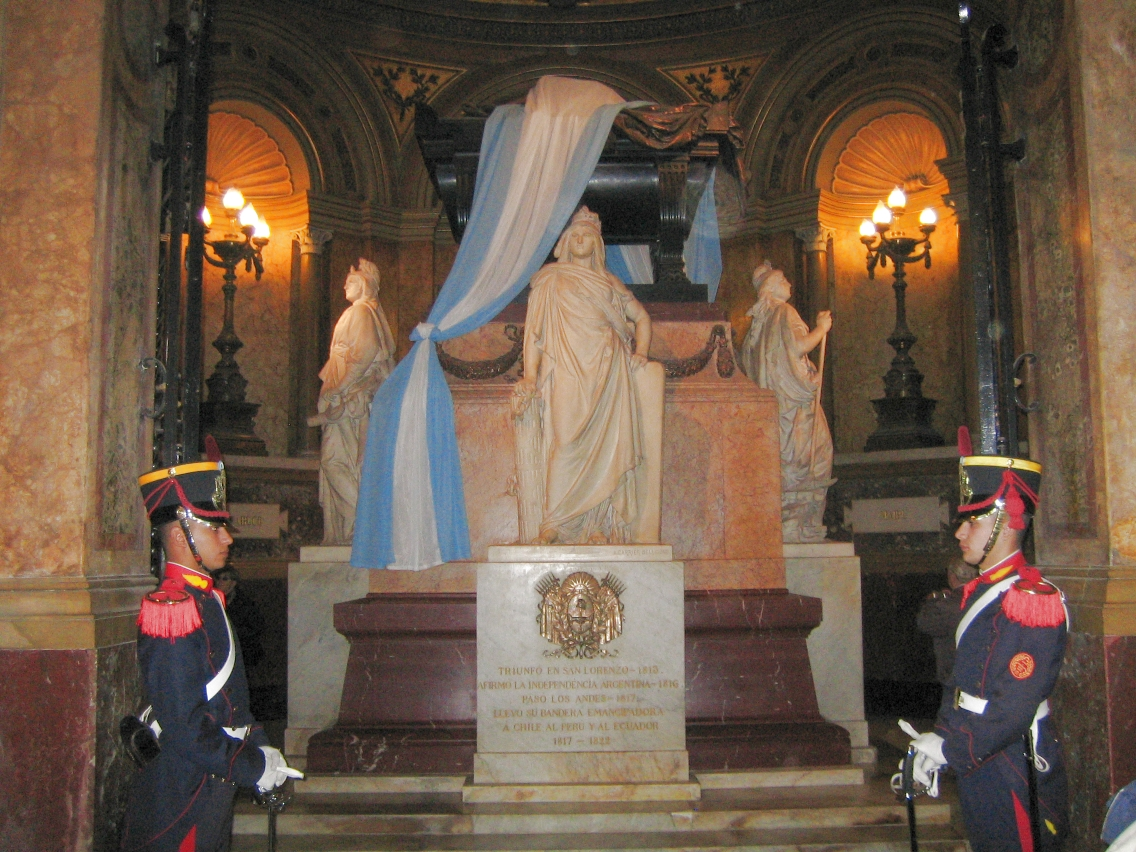
ブエノスアイレスのサン＝マルティン霊廟
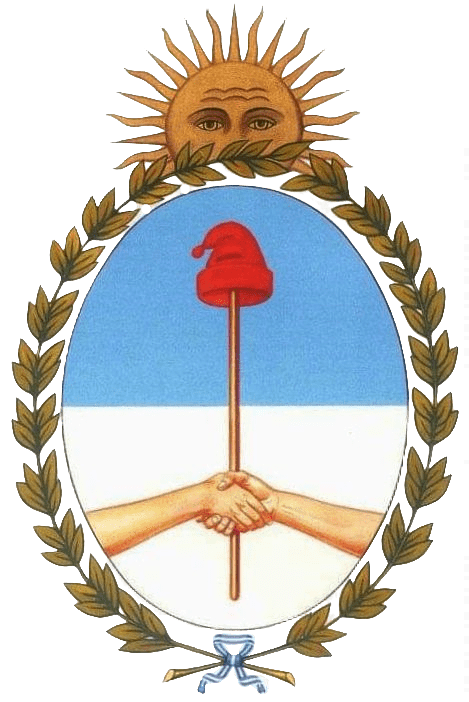
アルゼンチンの国章（帽章の元になっている）
制帽に用いられる円形章の配色（国籍マークと共通）

## ボリビアの軍服

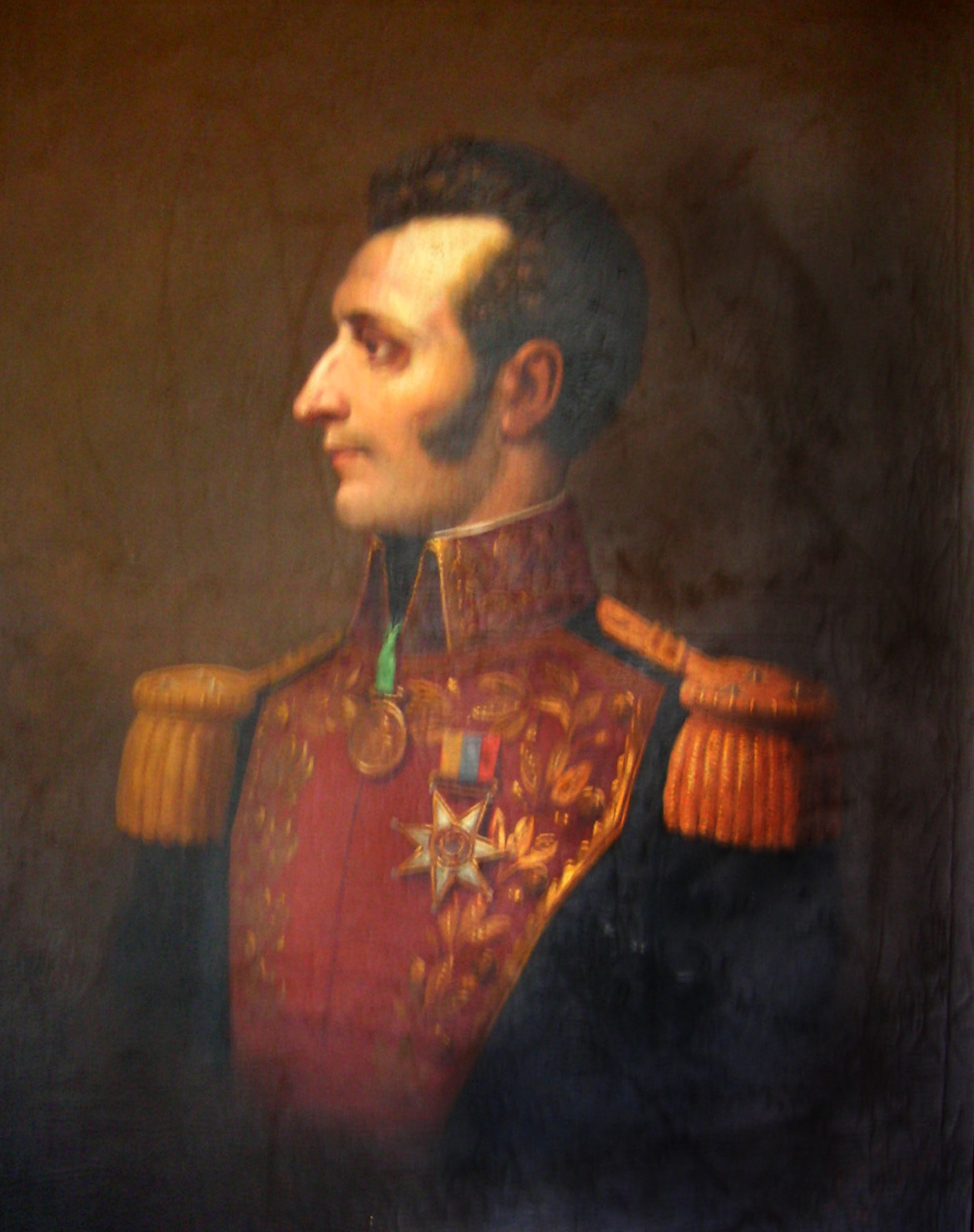
アントニオ・ホセ・デ・スクレ元帥
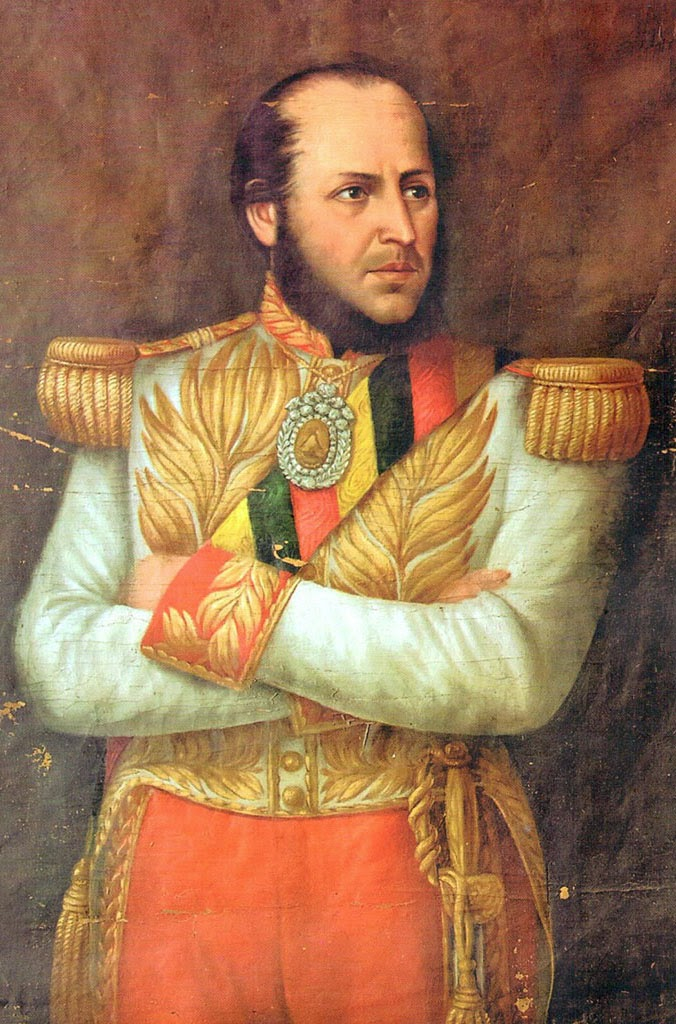
ホセ・バジビアン将軍
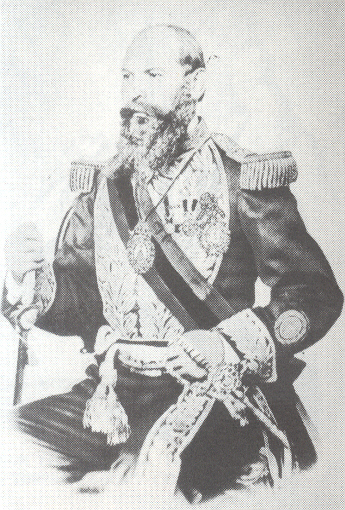
マリアーノ・メルガレホ将軍
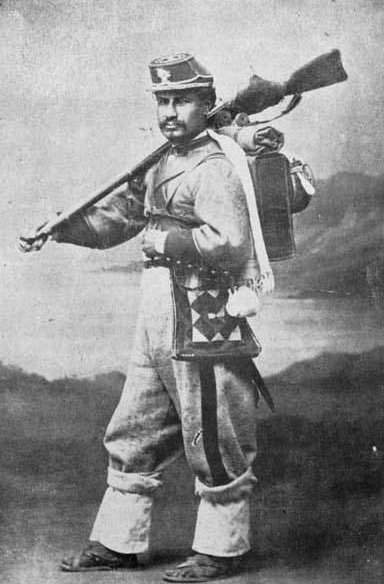
太平洋戦争に従軍した兵士、1879年頃
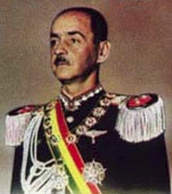
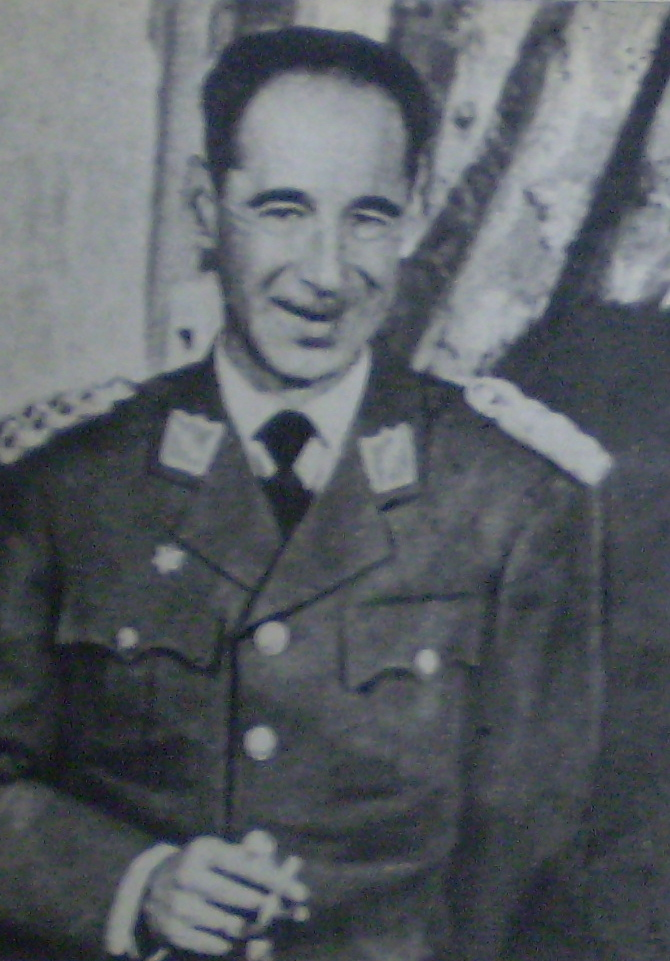
チェ・ゲバラと戦ったアルフレド・オバンド将軍
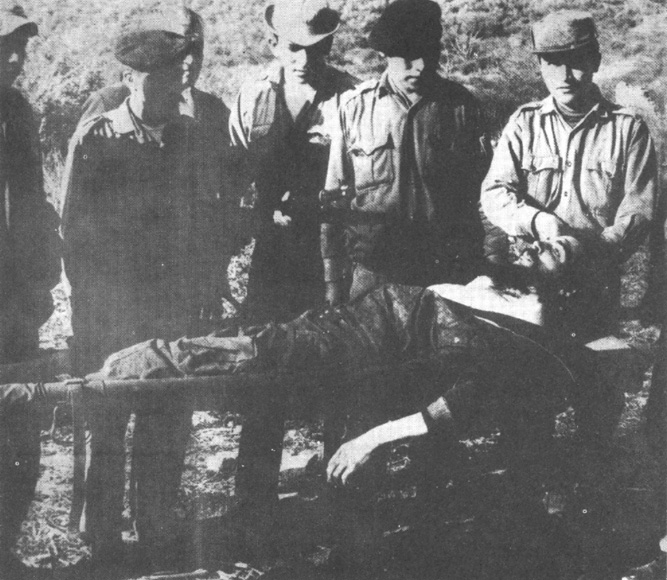
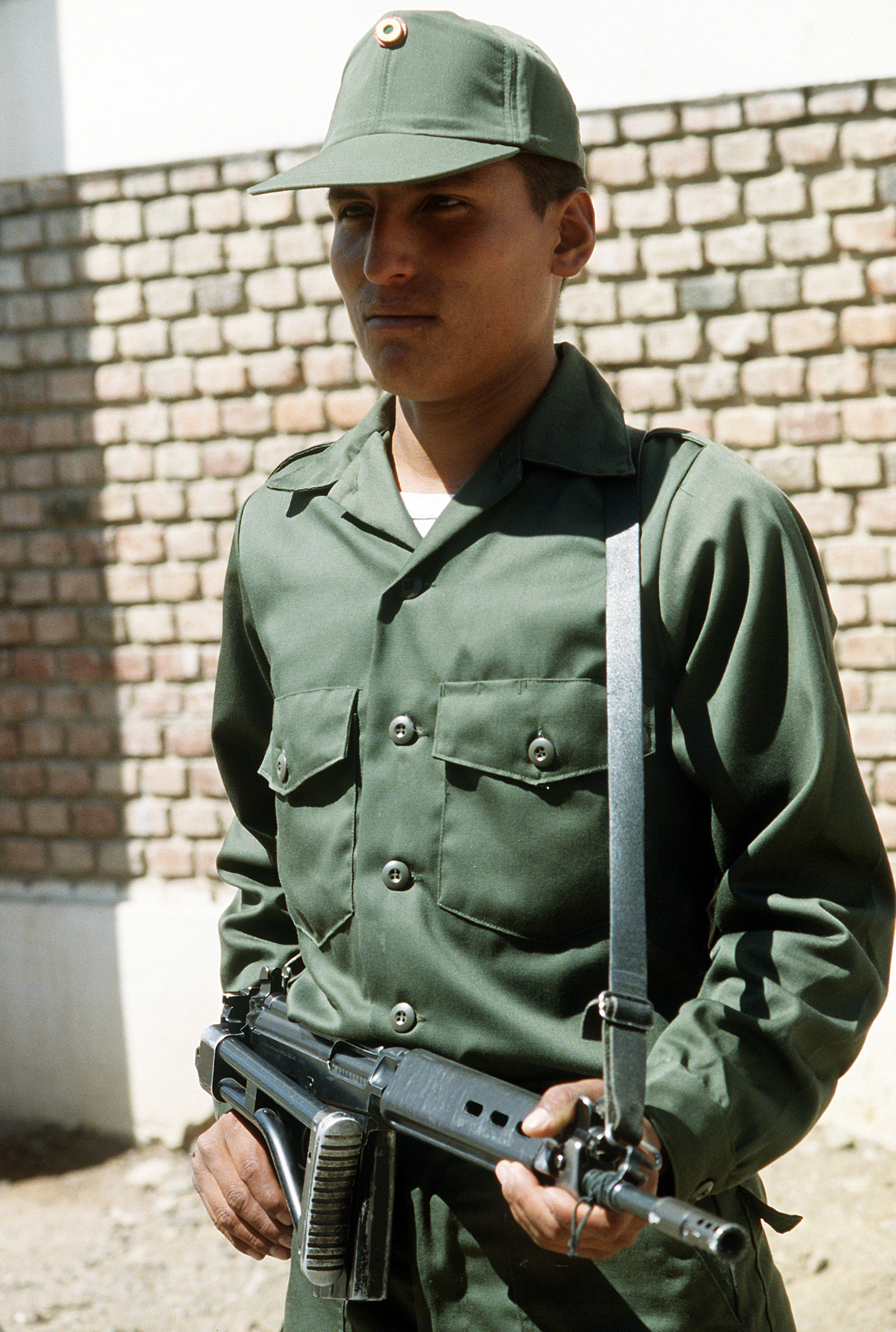
1980年代の戦闘服。略式の帽章として円形章が用いられている。
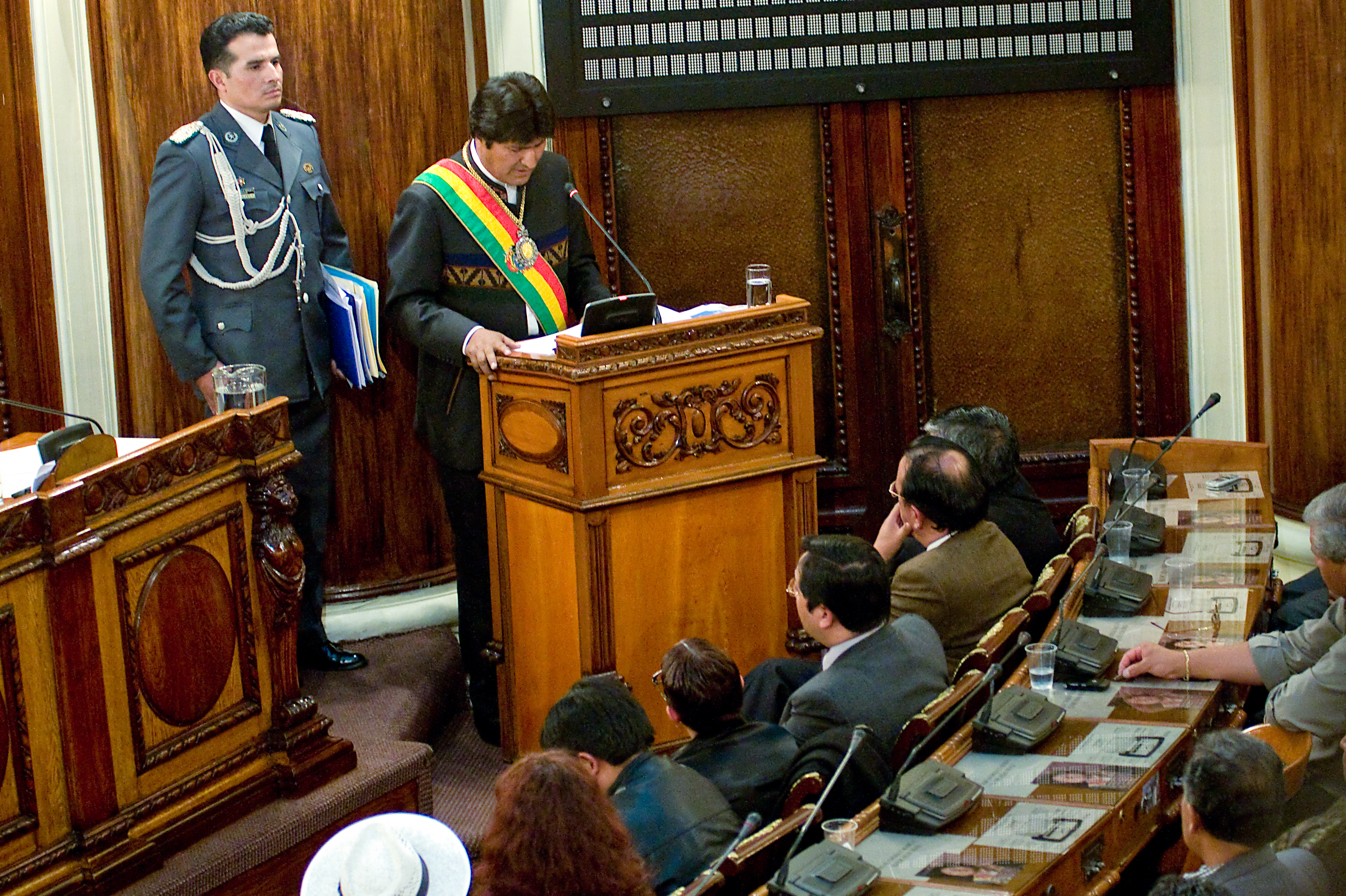
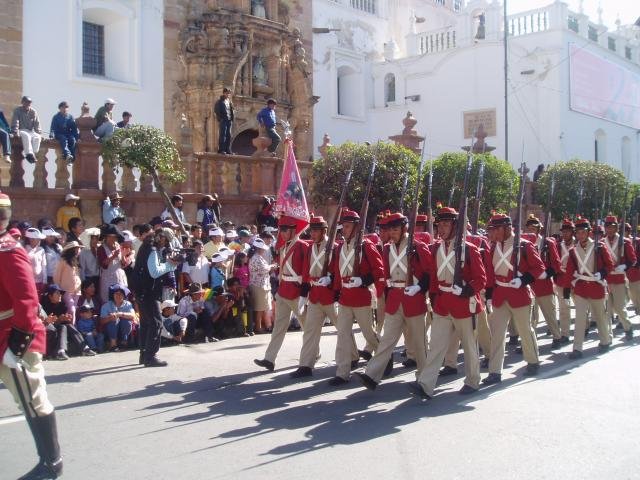
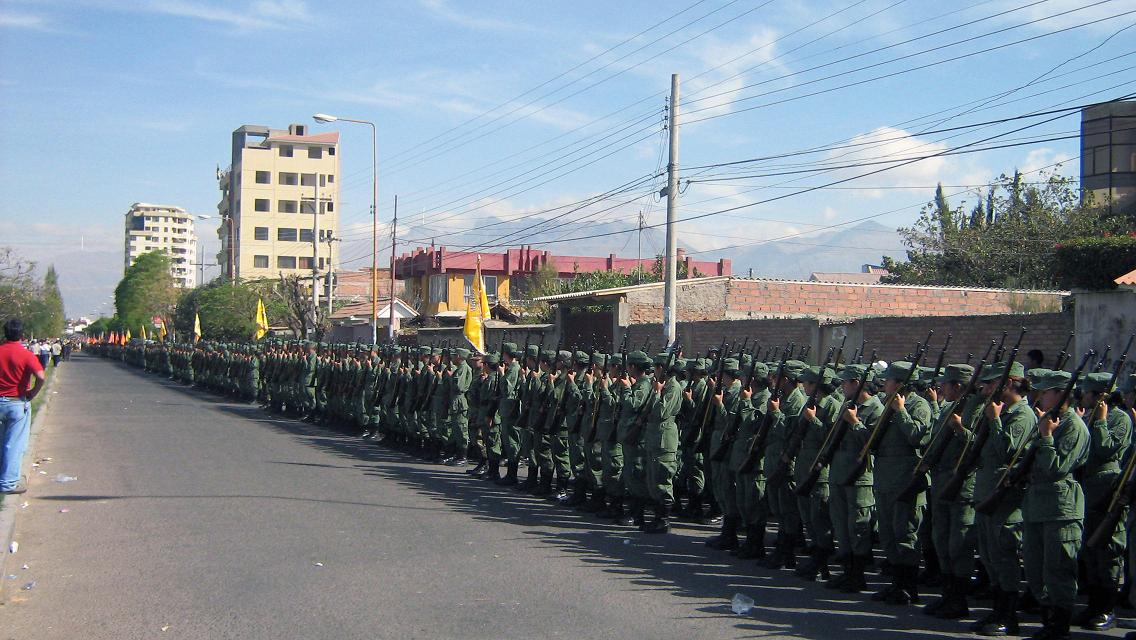
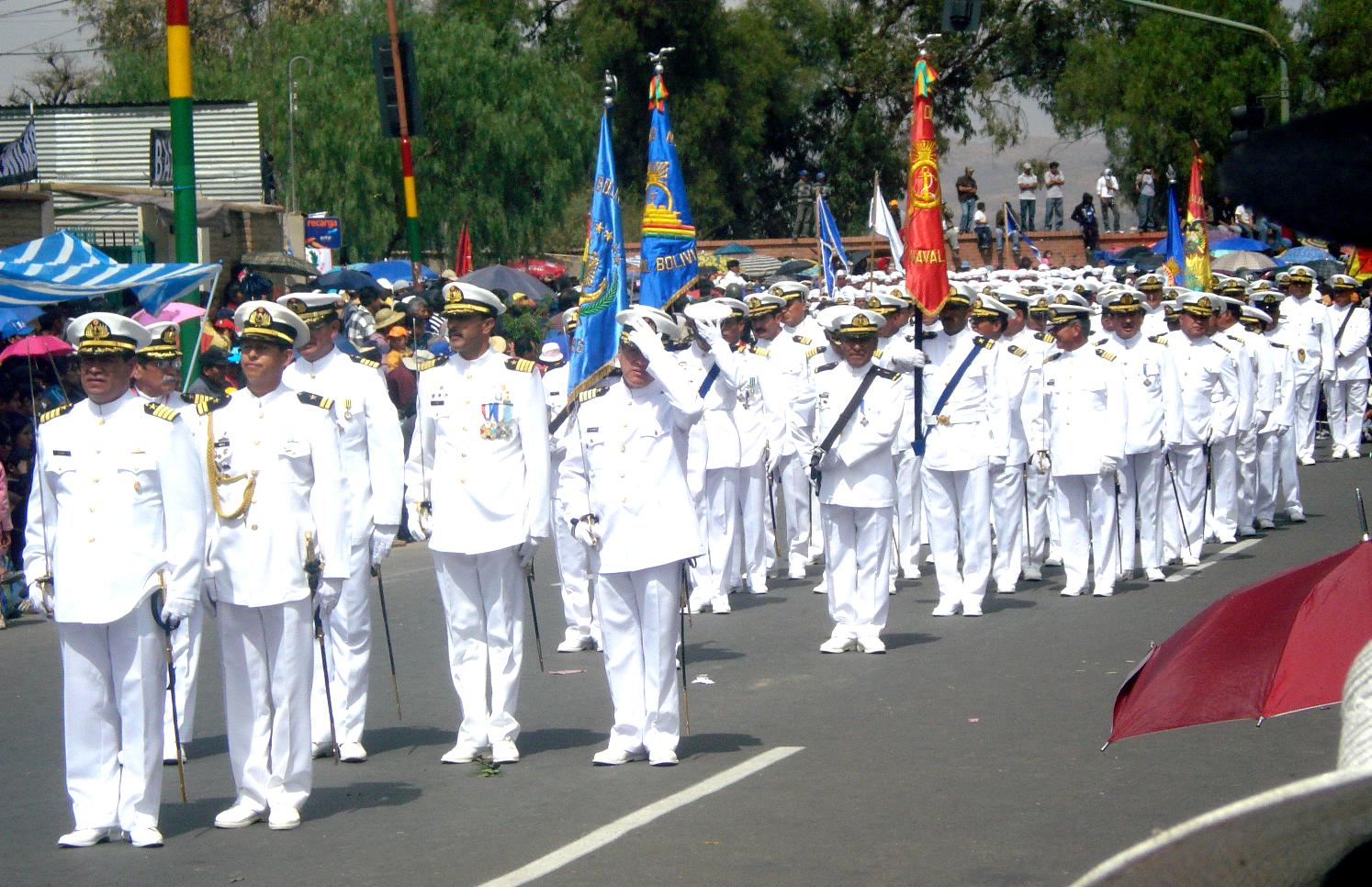
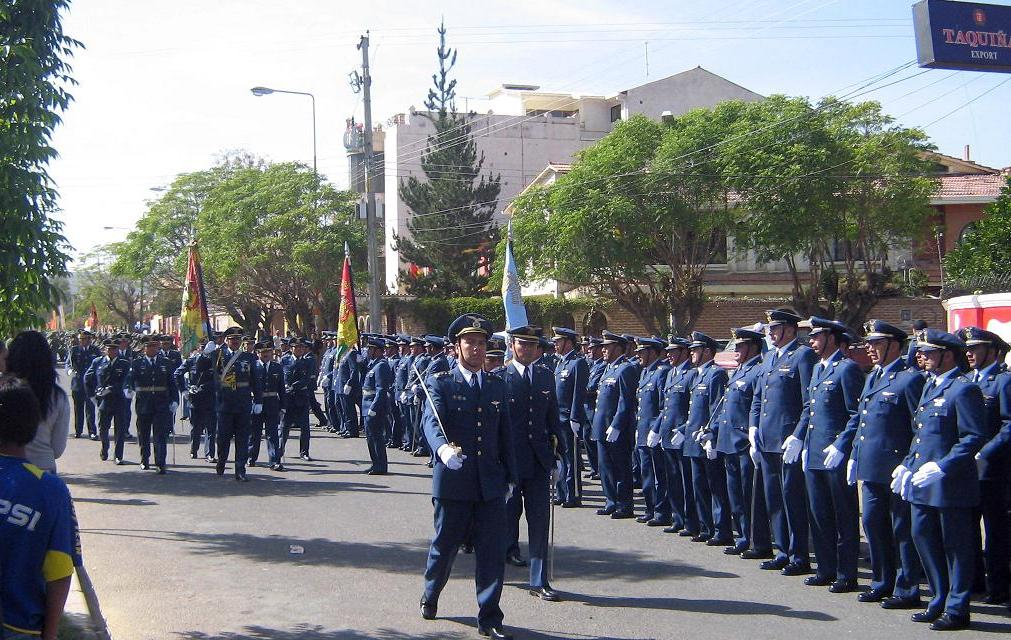
制帽の円形章のもとになっている、国旗色のリボン飾り
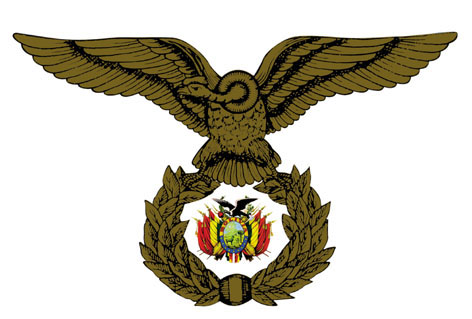
ボリビア空軍の記章（帽章に用いられる）

## ブラジルの軍服

ベント・ゴンサレス・ダ・シルヴァ将軍
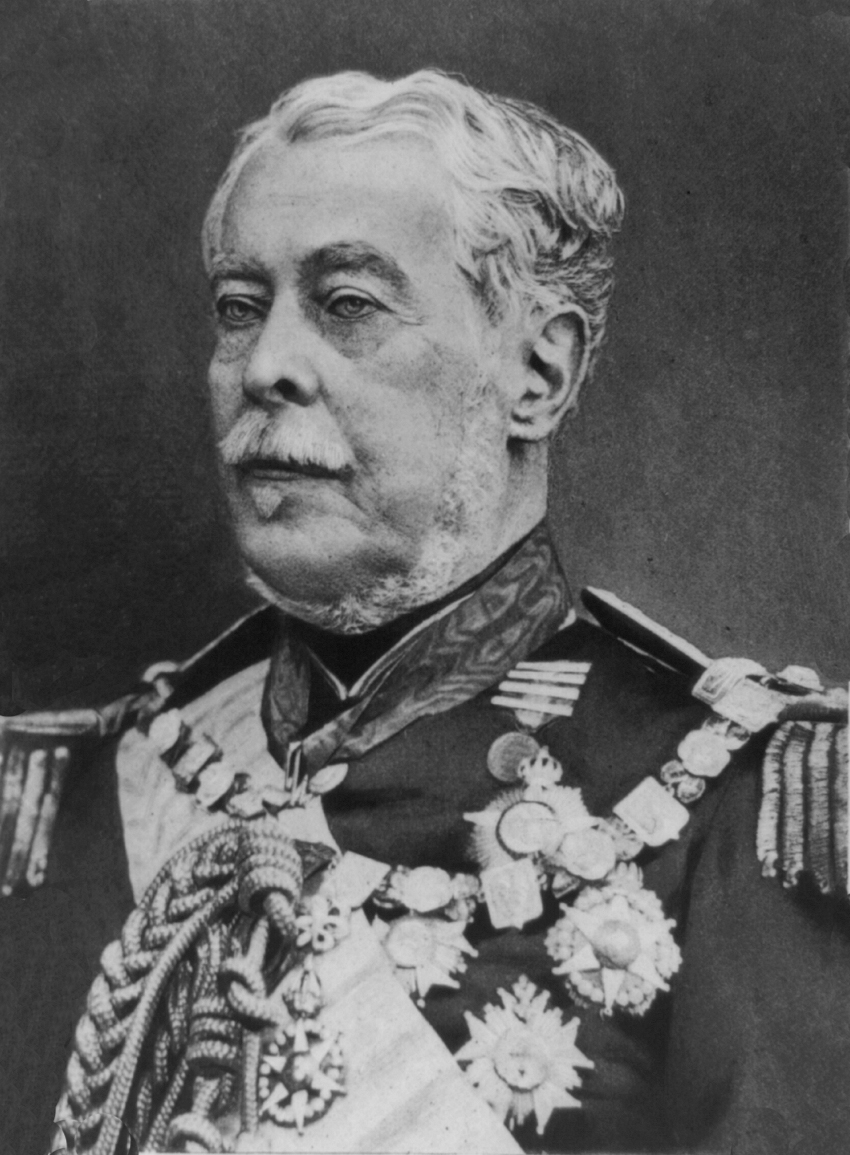
カシアス公
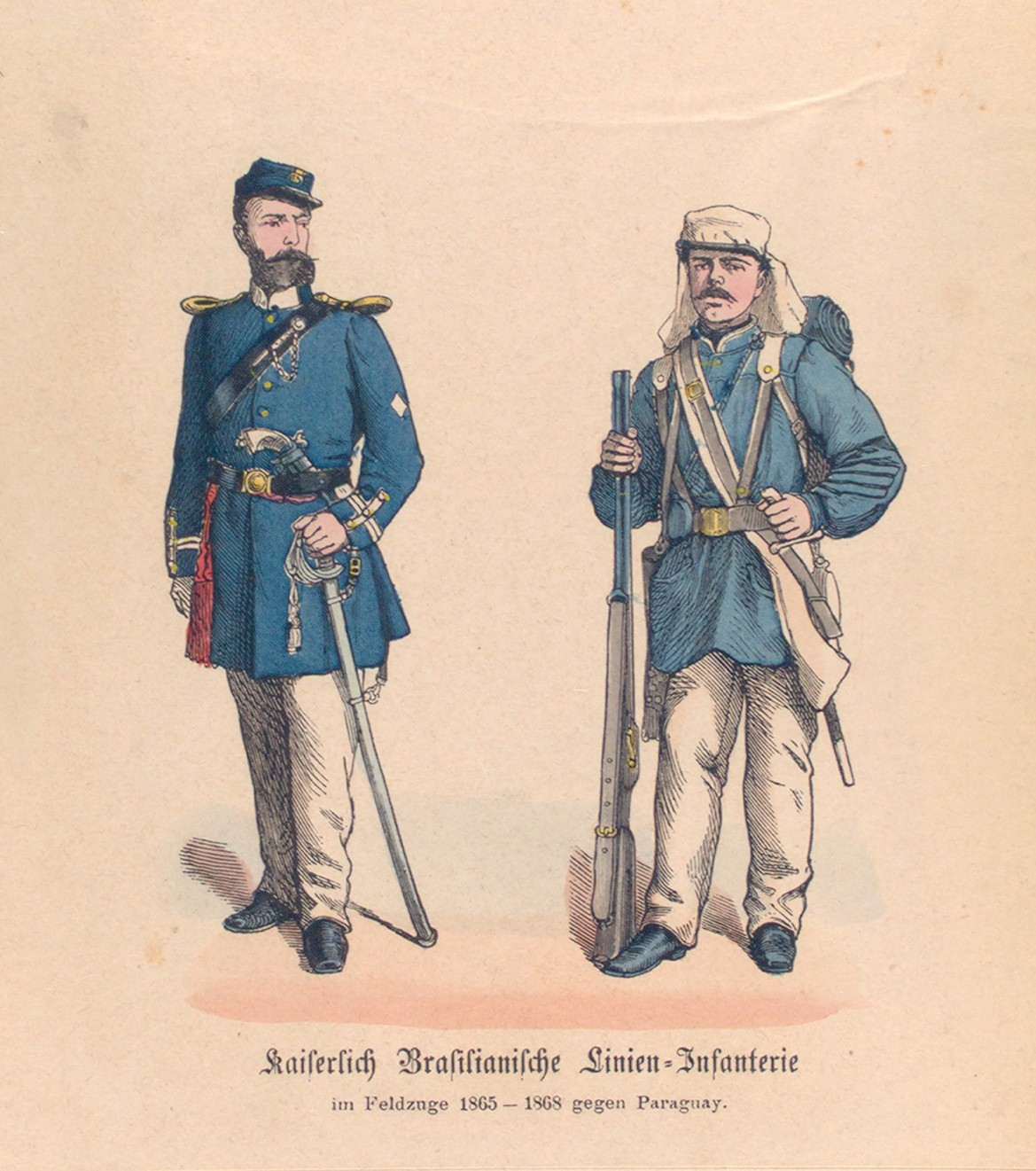
三国同盟戦争時のブラジル兵
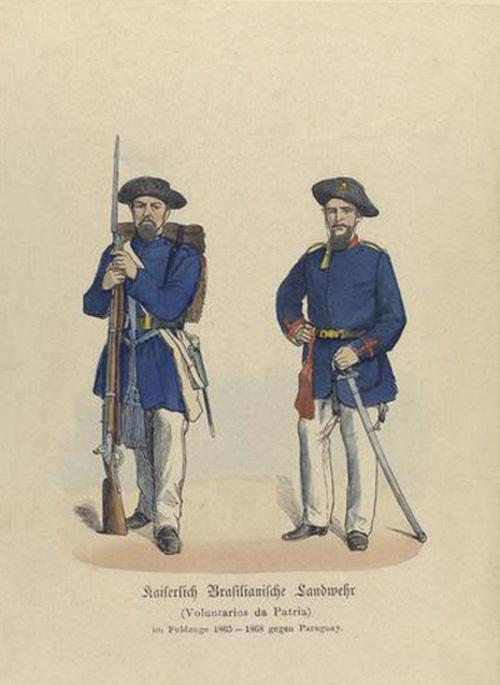
三国同盟戦争時のブラジル兵
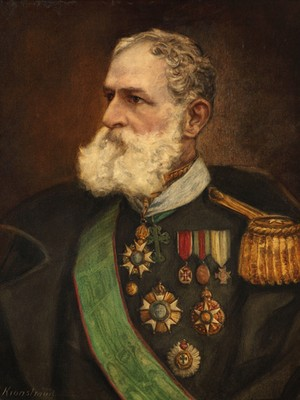
デオドロ・ダ・フォンセカ元帥
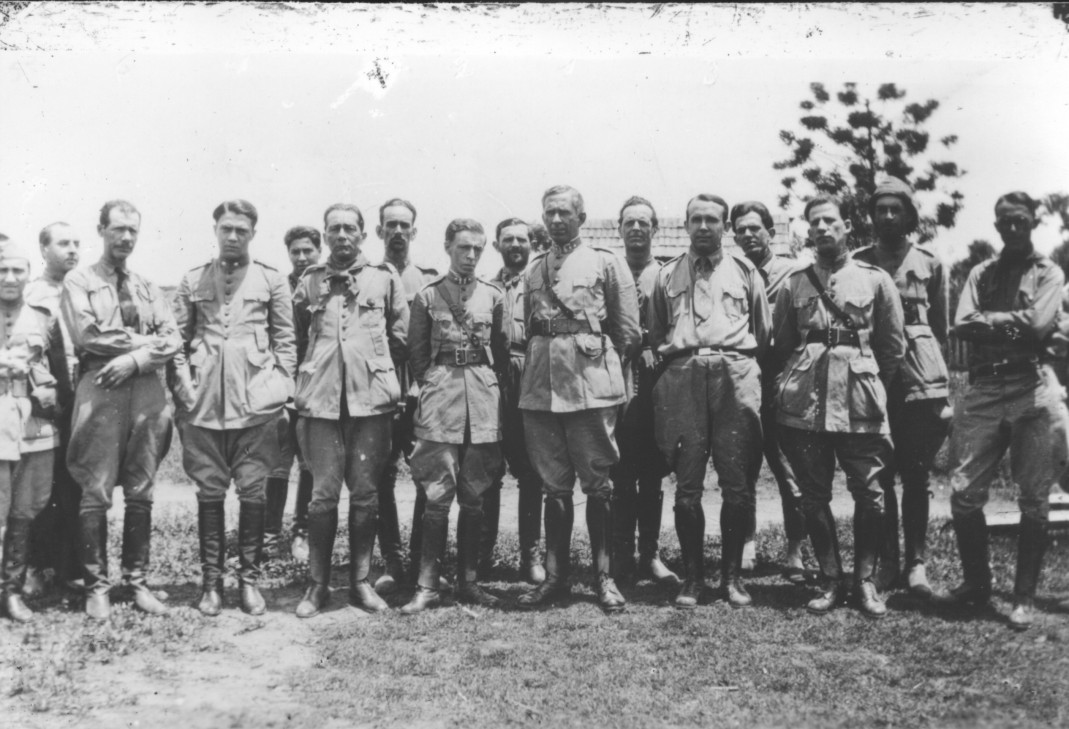
ミゲル・コスタ将軍
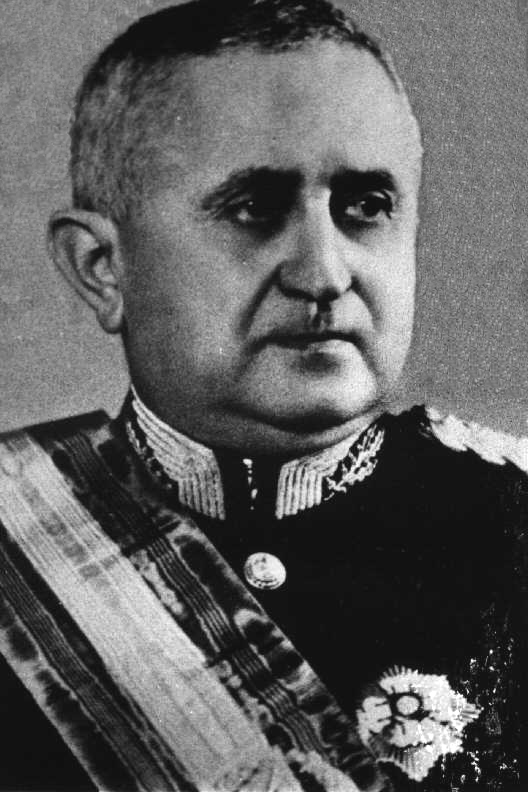
エウリコ・ガスパール・ドゥトラ将軍
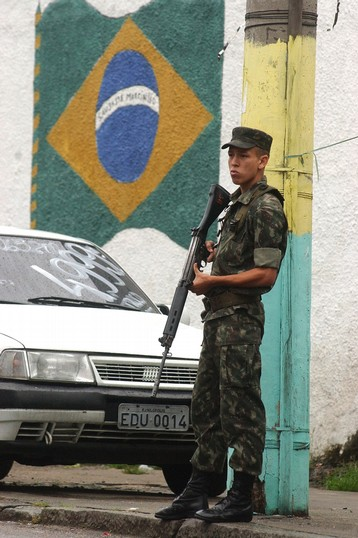
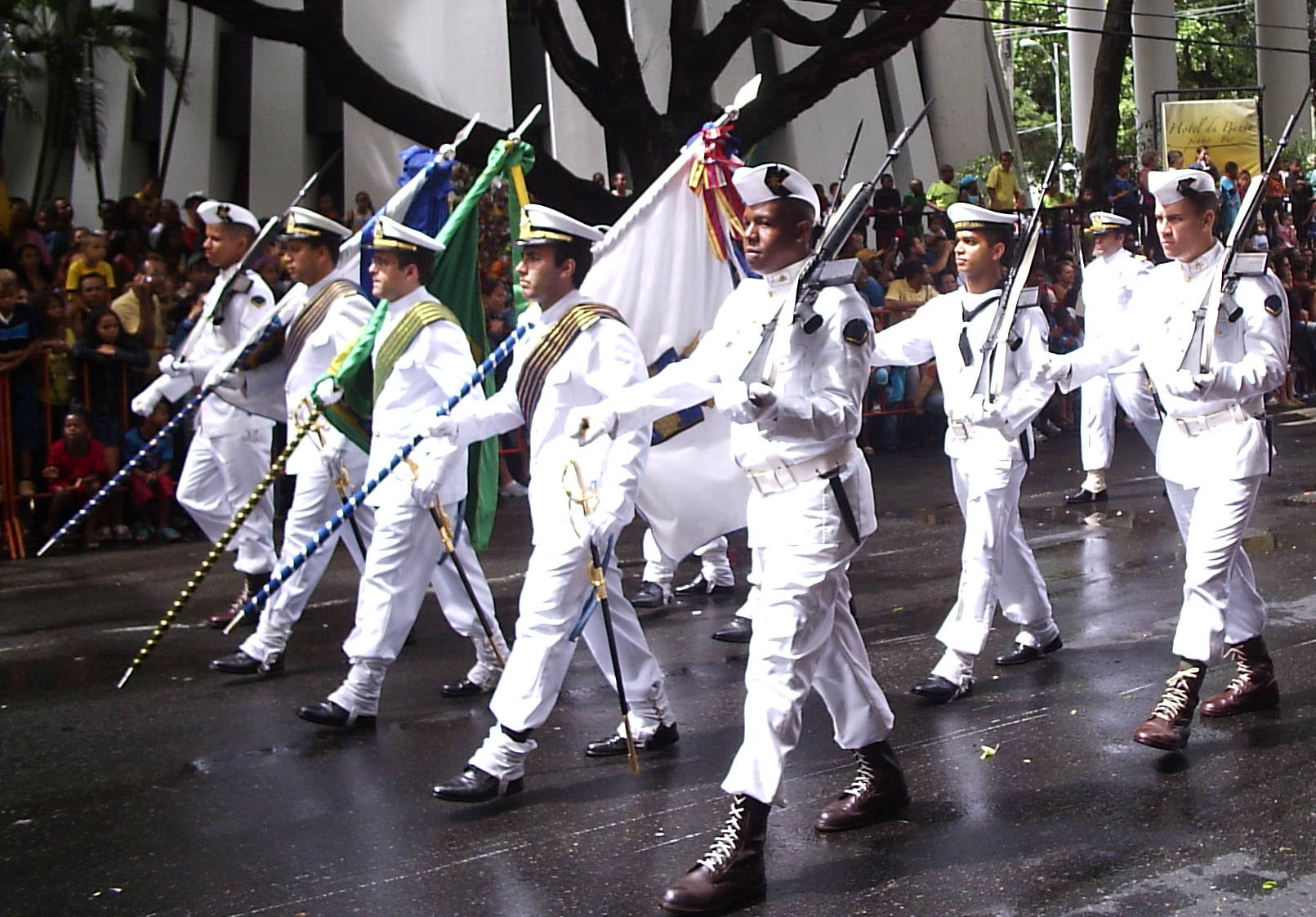
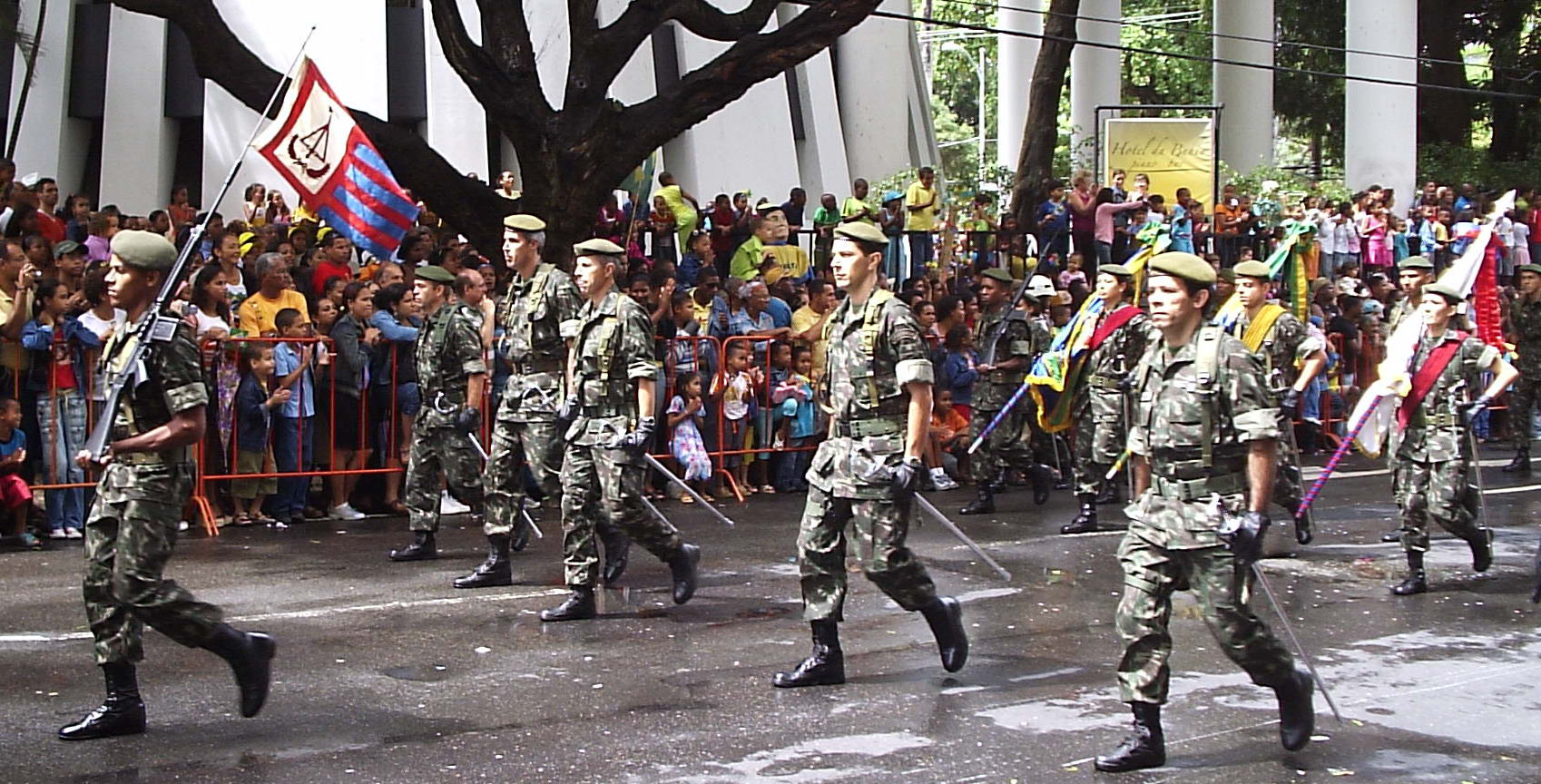
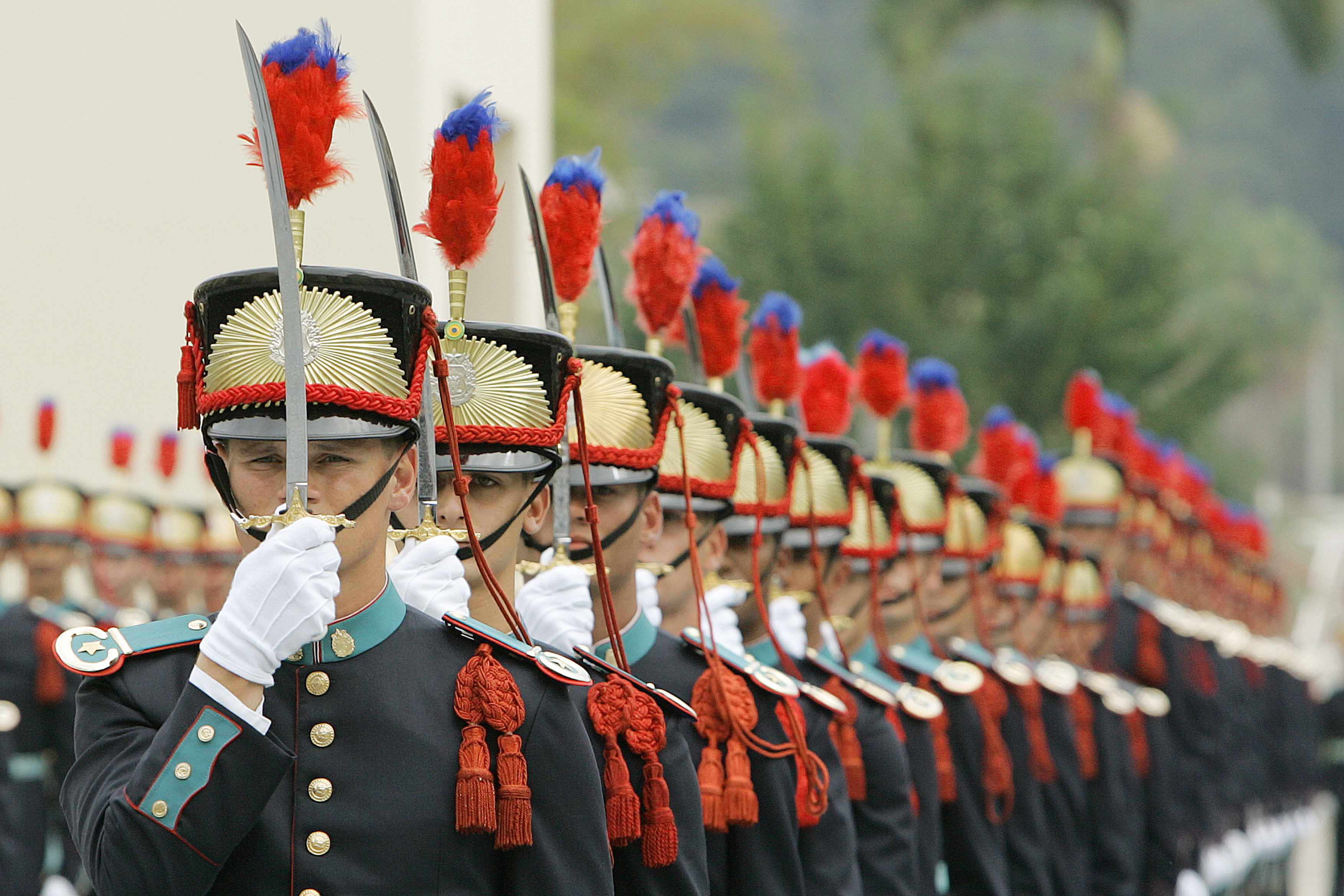
アグーリャス・ネグラス軍事学校の学生
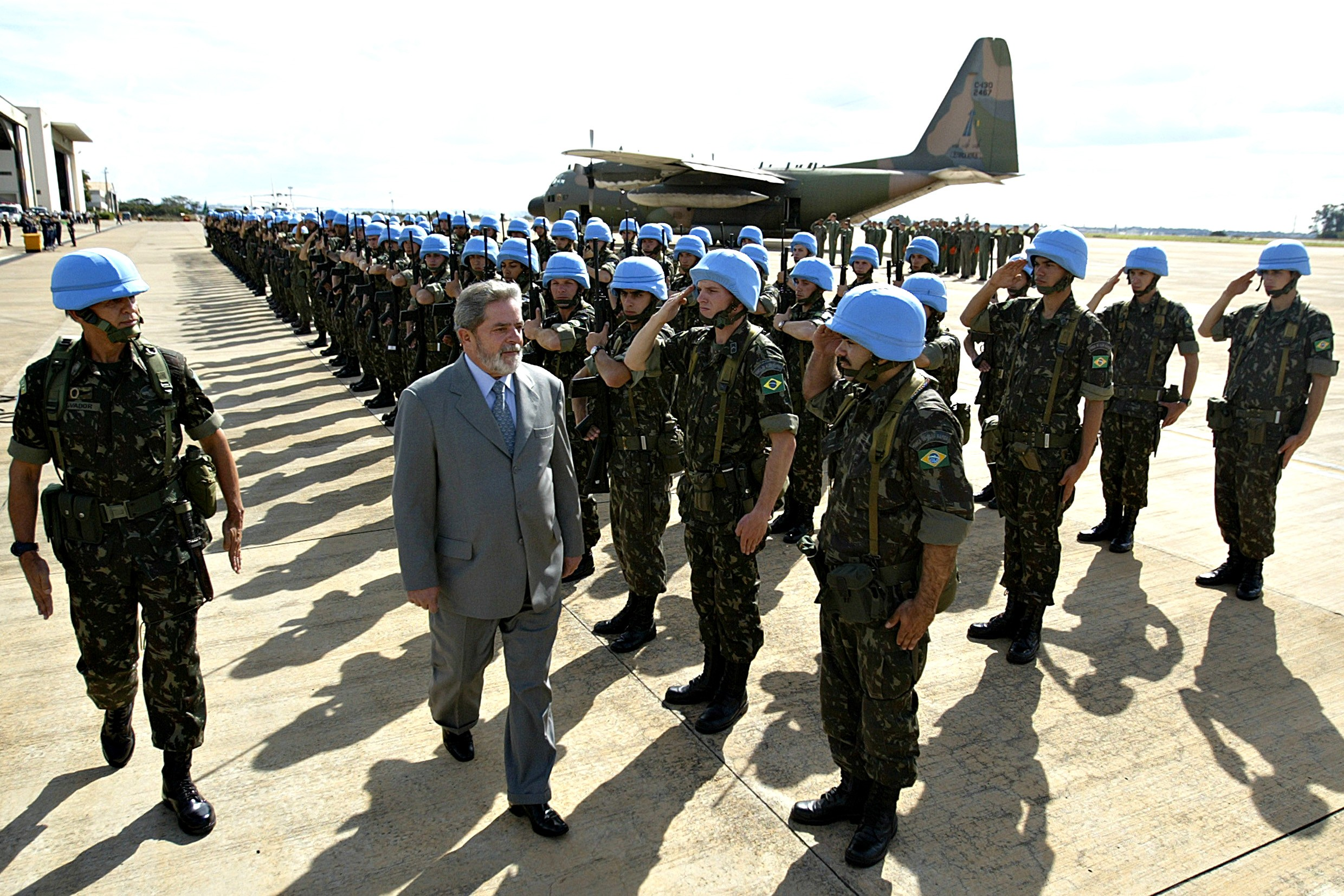
国際連合ハイチ安定化ミッションに臨むブラジル軍を観閲するルーラ大統領
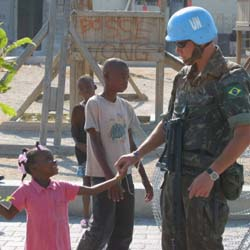
国際連合ハイチ安定化ミッションに臨むブラジル兵
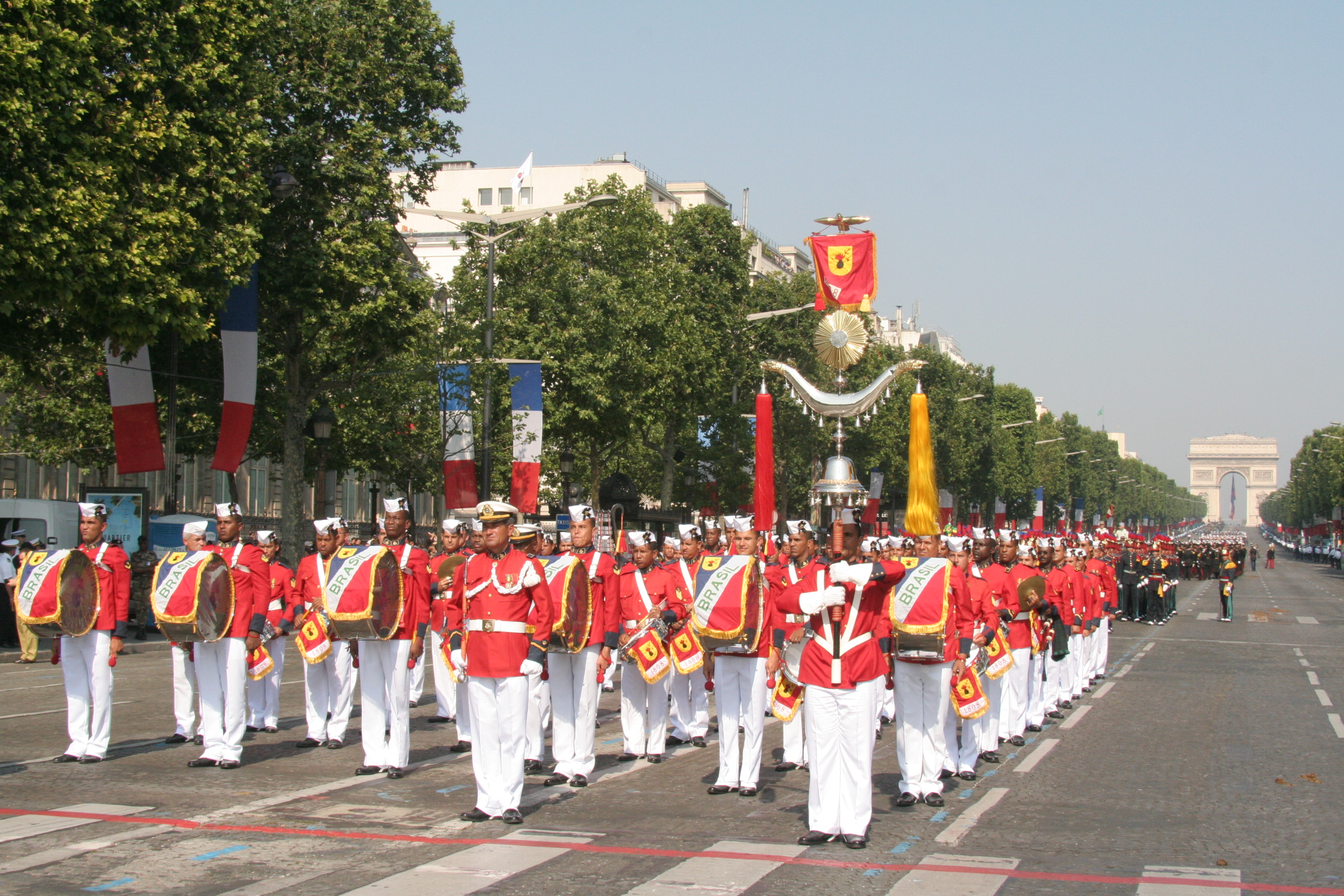
陸軍軍楽隊。2005年パリ祭。

## チリの軍服

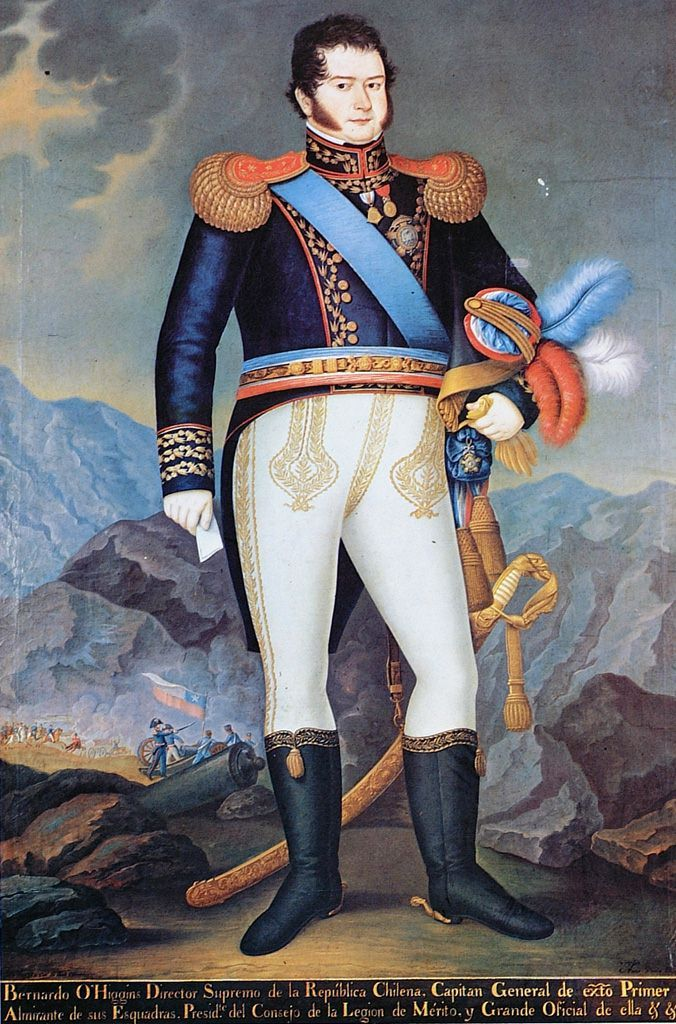
ベルナルド・オイギンス将軍
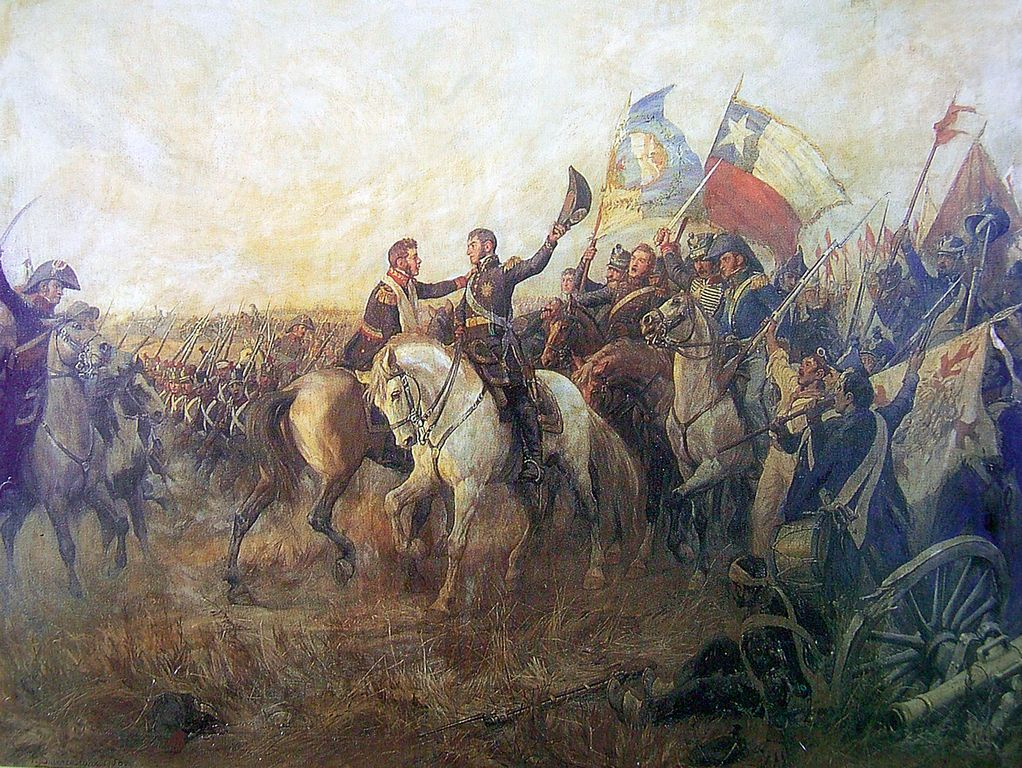
マイプーの戦いの勝利に沸き立つアンデス軍
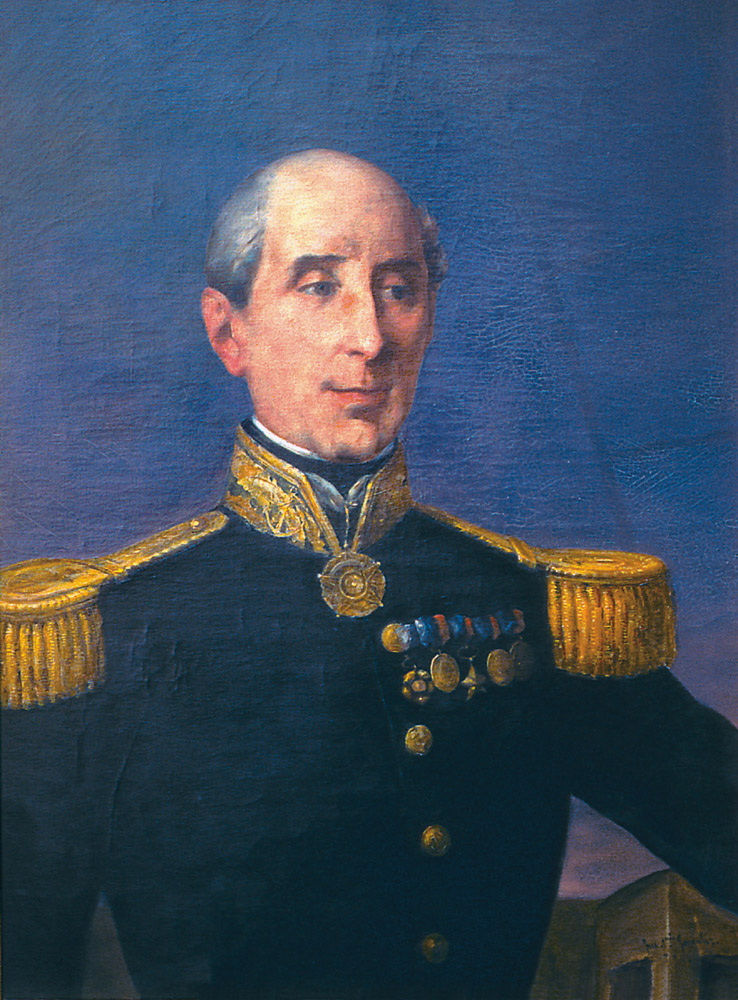
マヌエル・ブランコ・エンカラダ提督
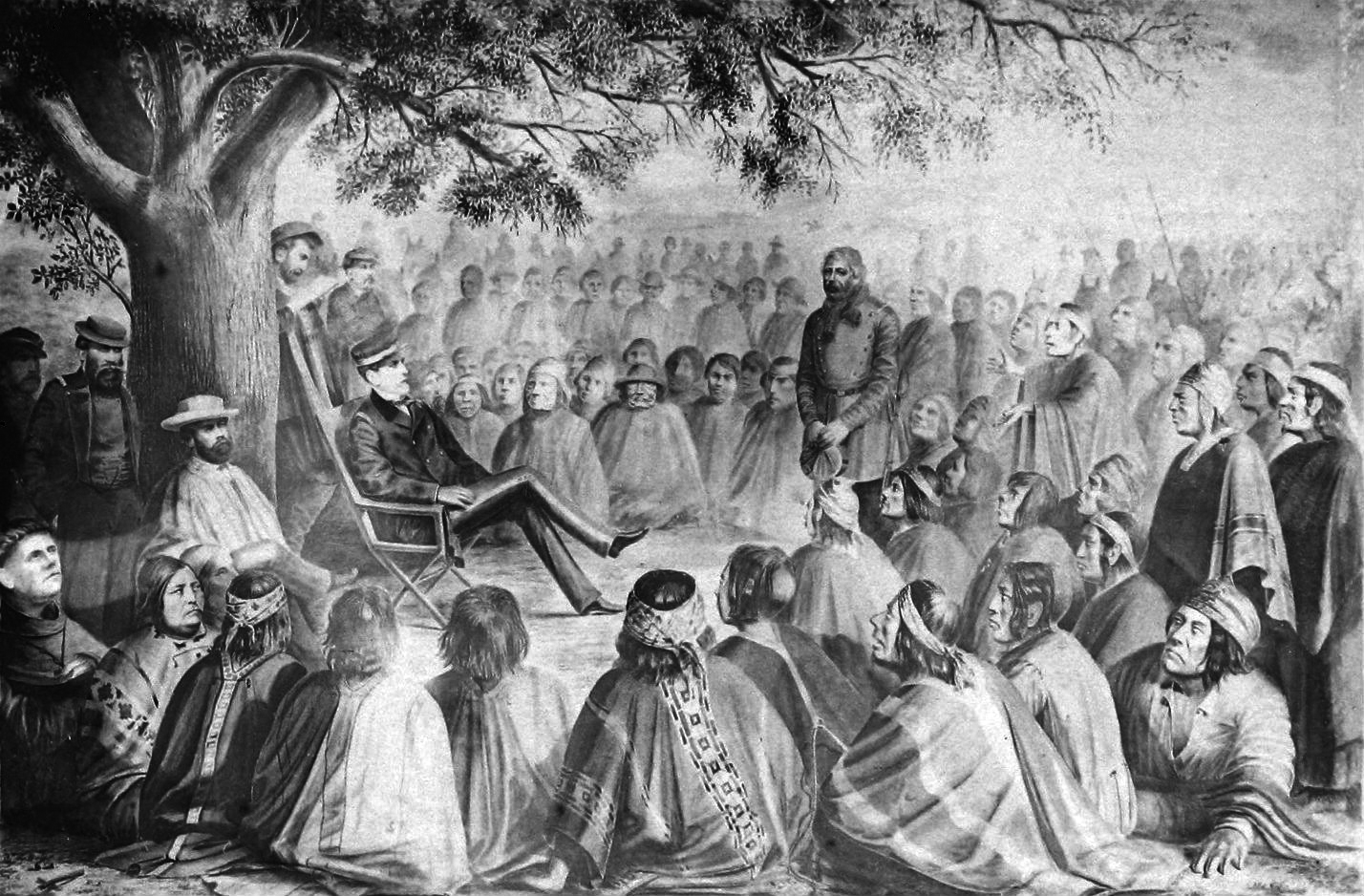
アラウカニア制圧作戦におけるコルネリオ・サアベドラ・ロドリゲス将軍
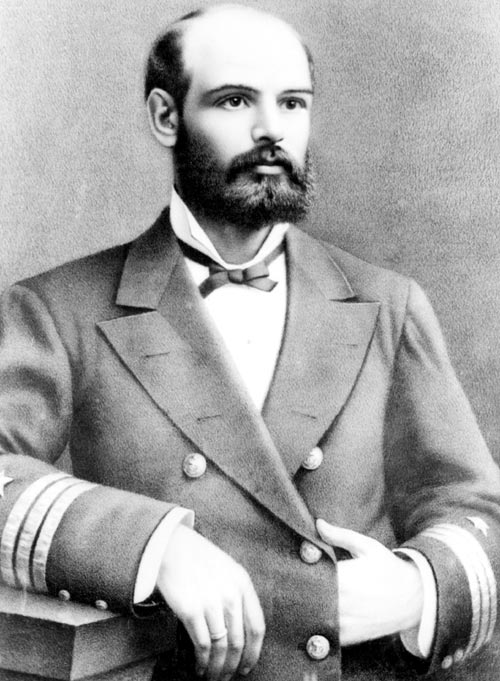
アルトゥーロ・プラット提督
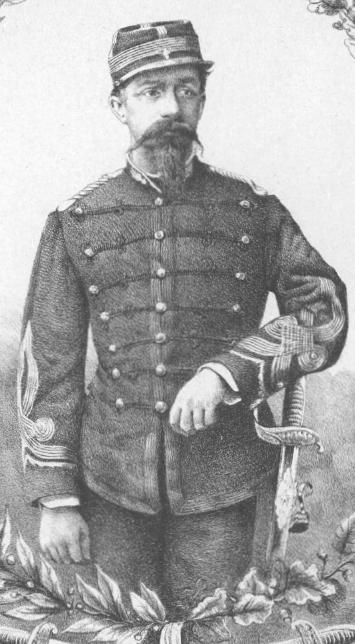
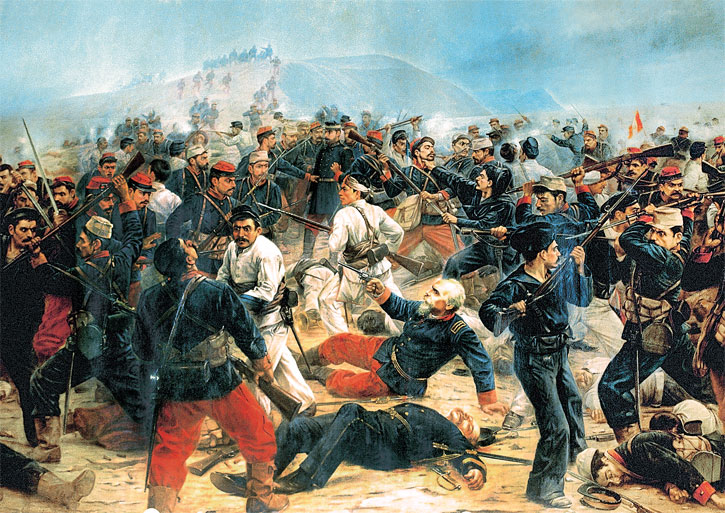
太平洋戦争におけるアリカの戦い（英語版）でペルー軍と激突するチリ軍（青い軍服）
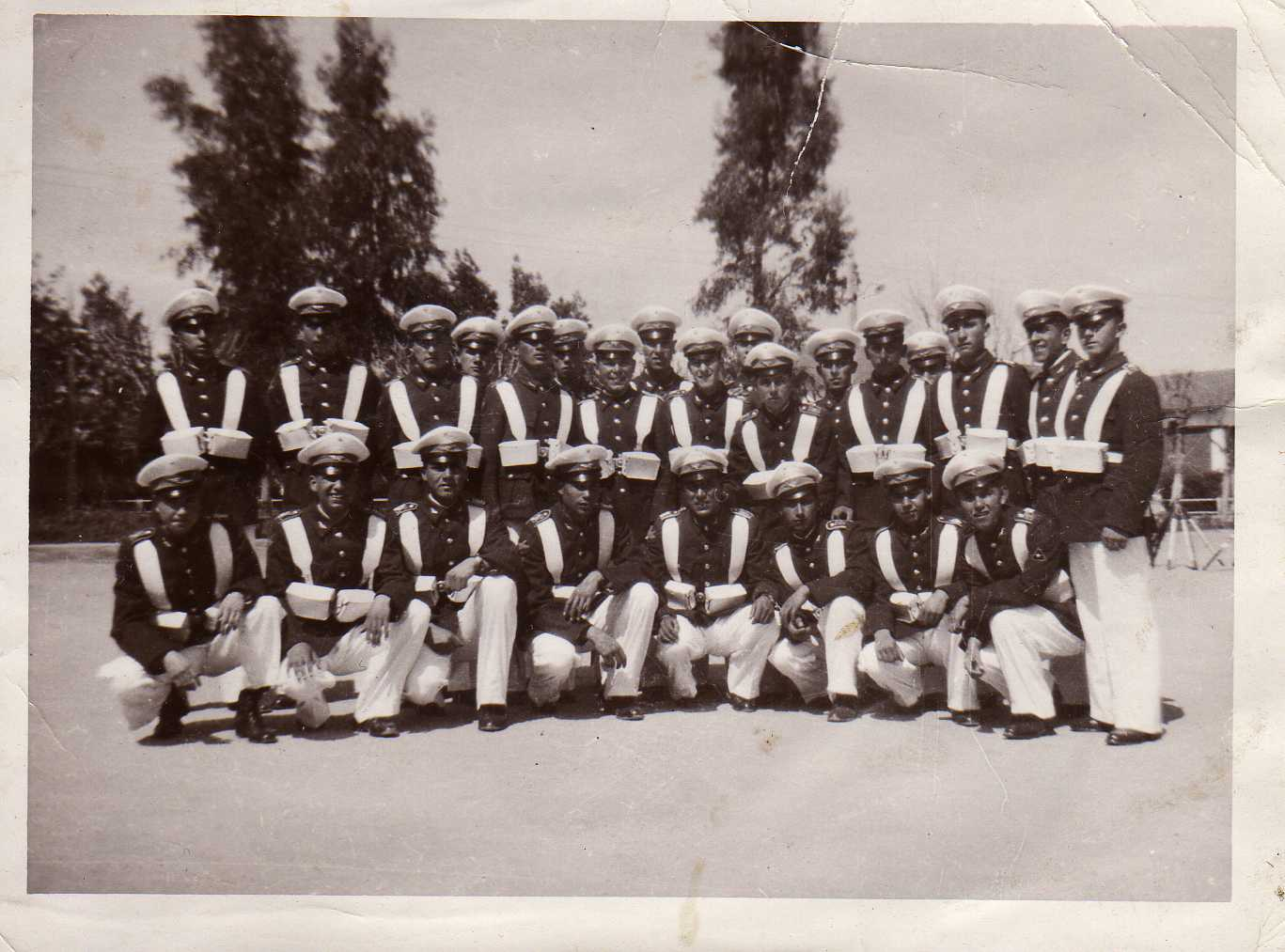
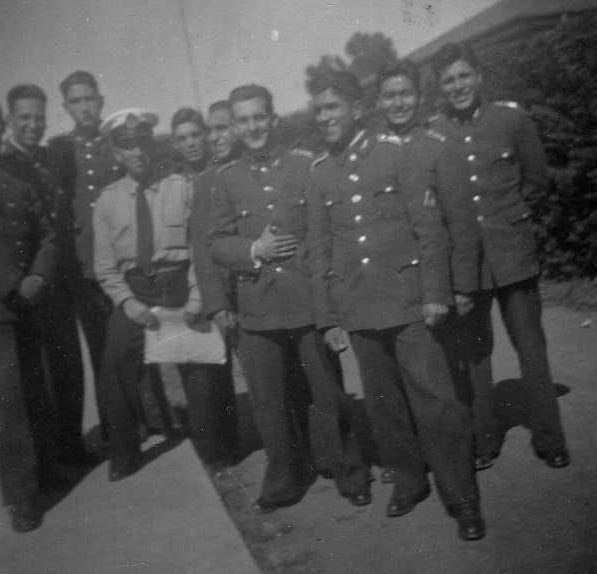
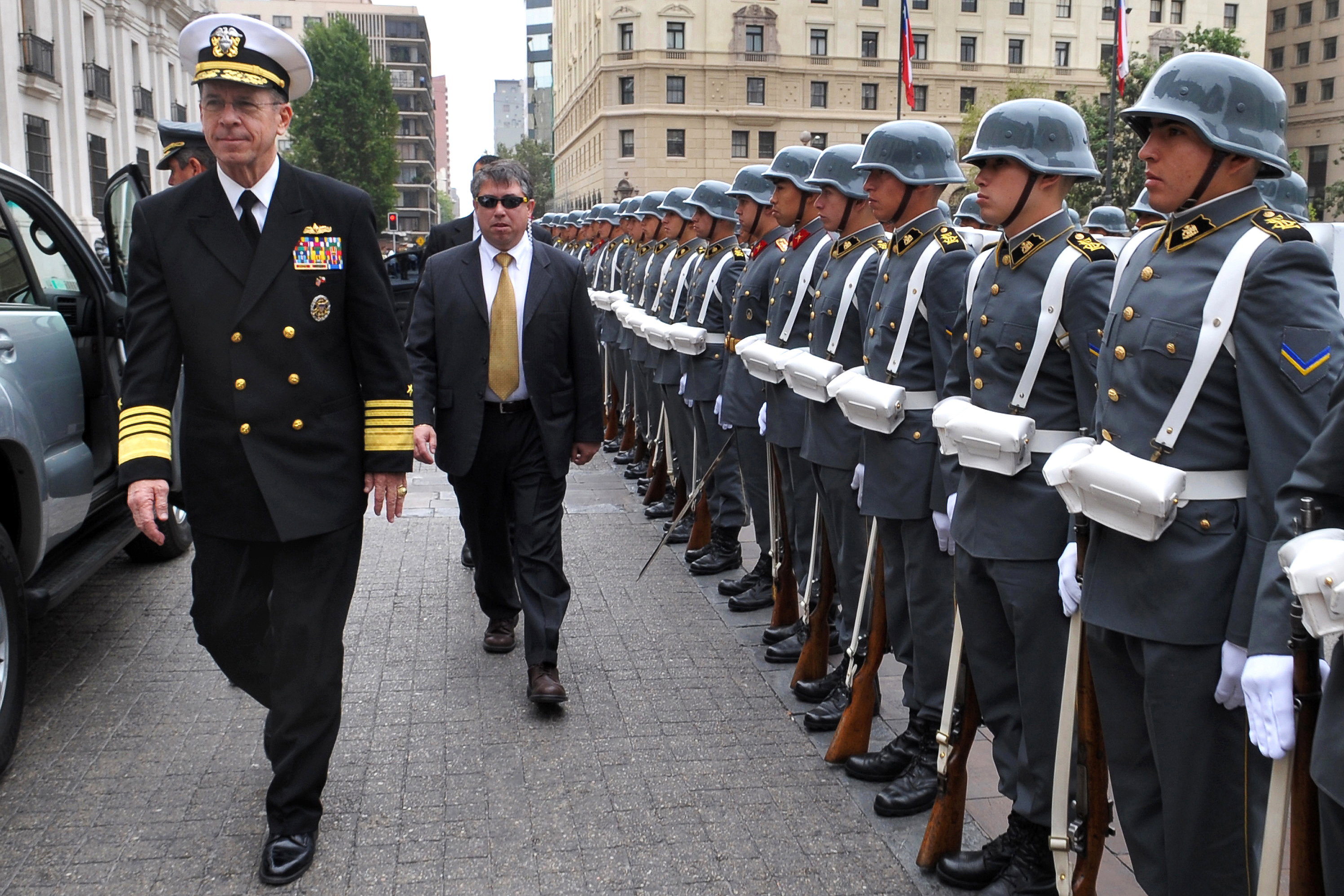
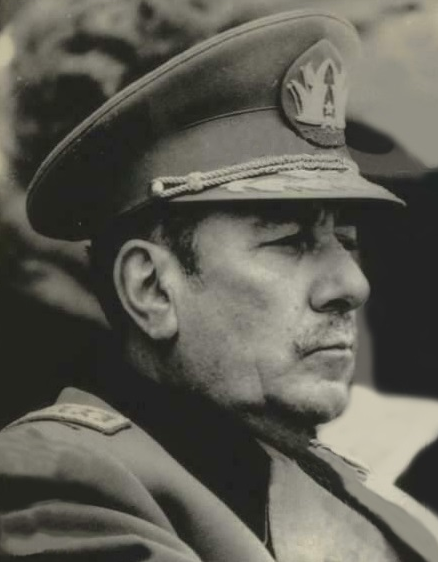
カルロス・プラッツ将軍
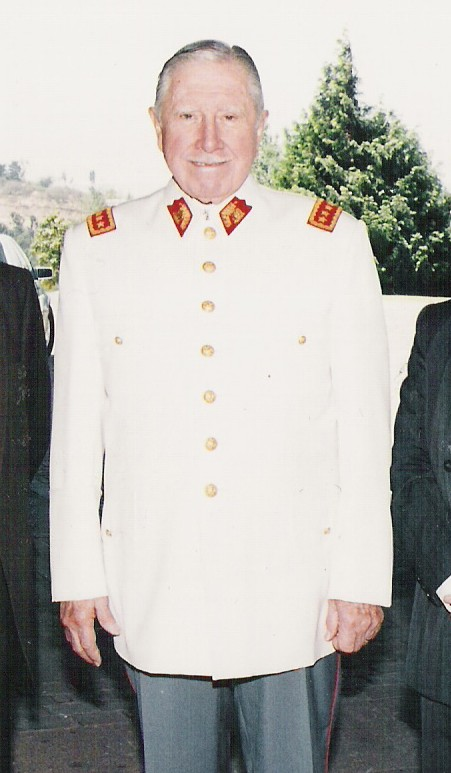
アウグスト・ピノチェト将軍
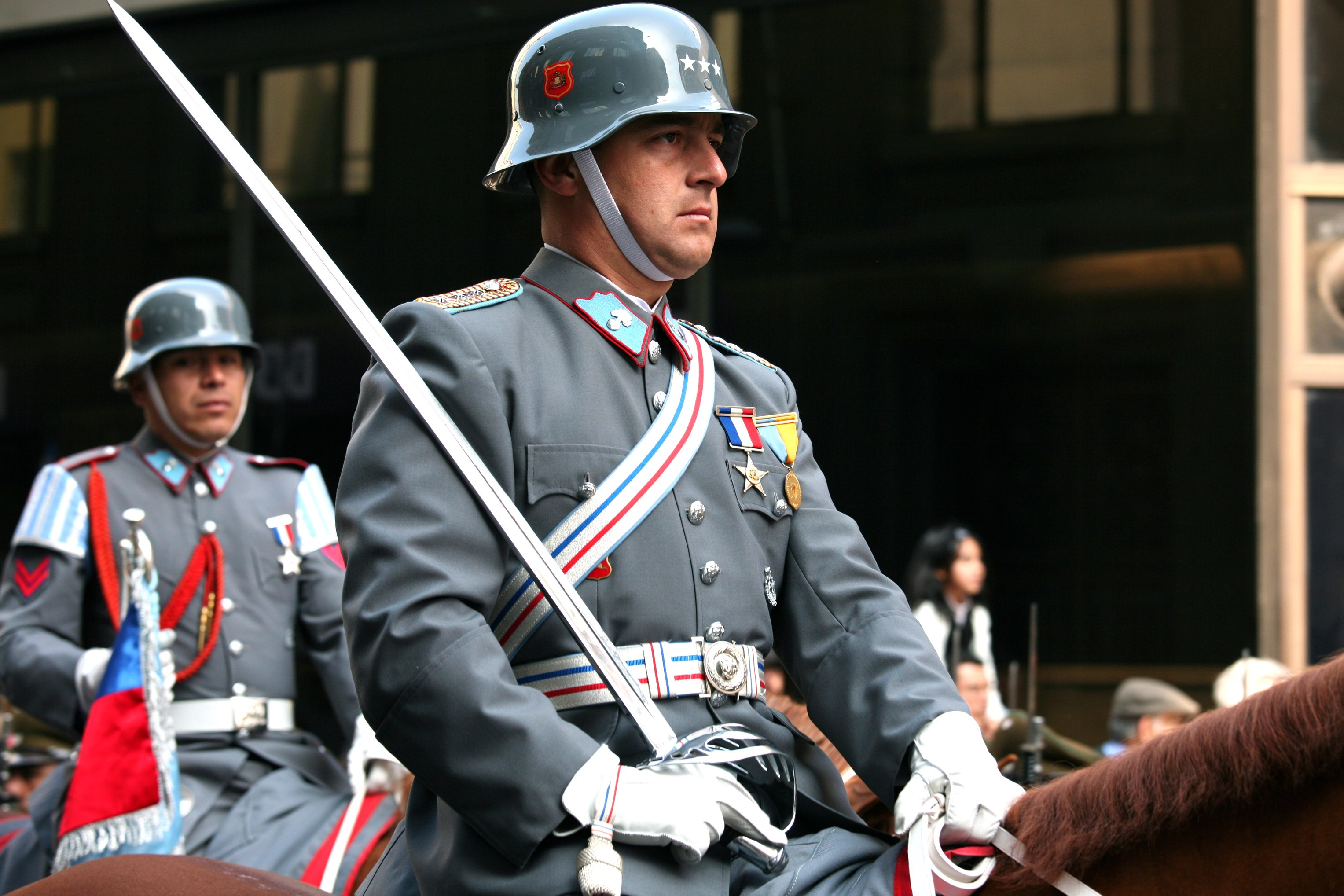
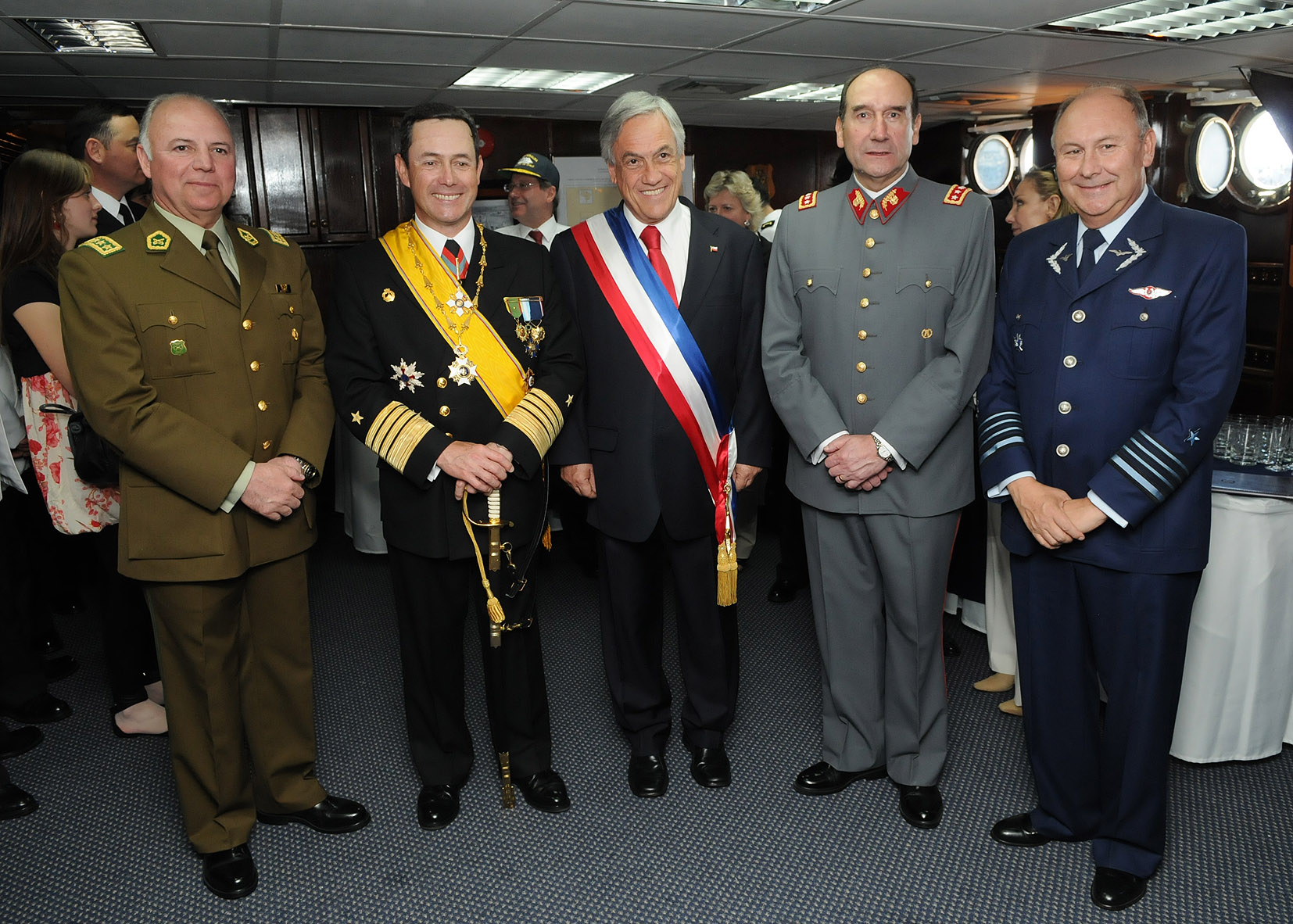
現行のチリ軍将官の制服(2010年撮影)。右から空軍、陸軍、一人飛ばして海軍。左端はチリ警察長官。
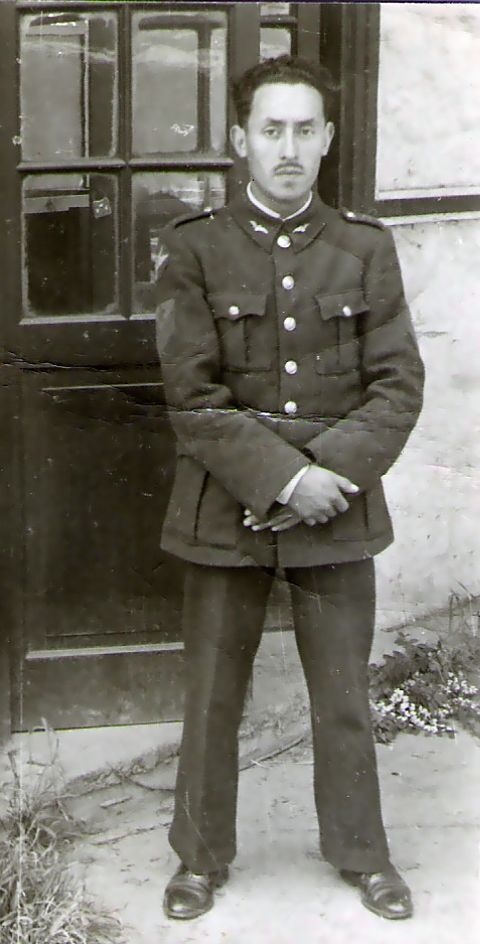
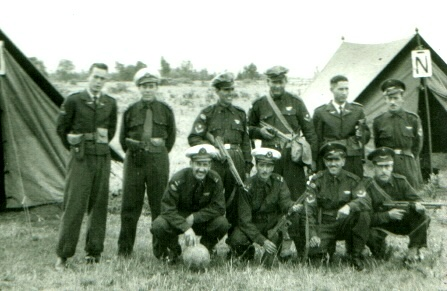
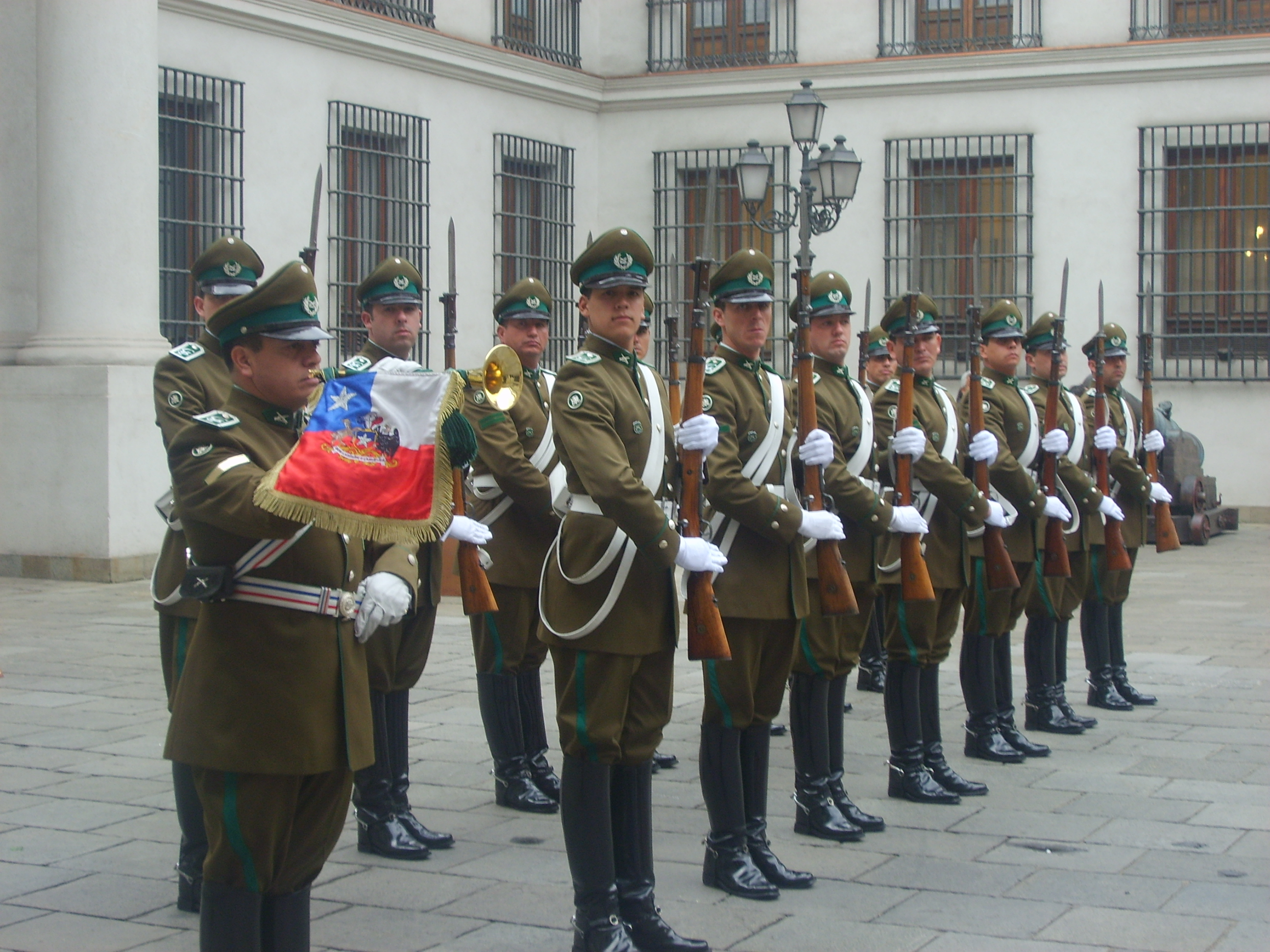
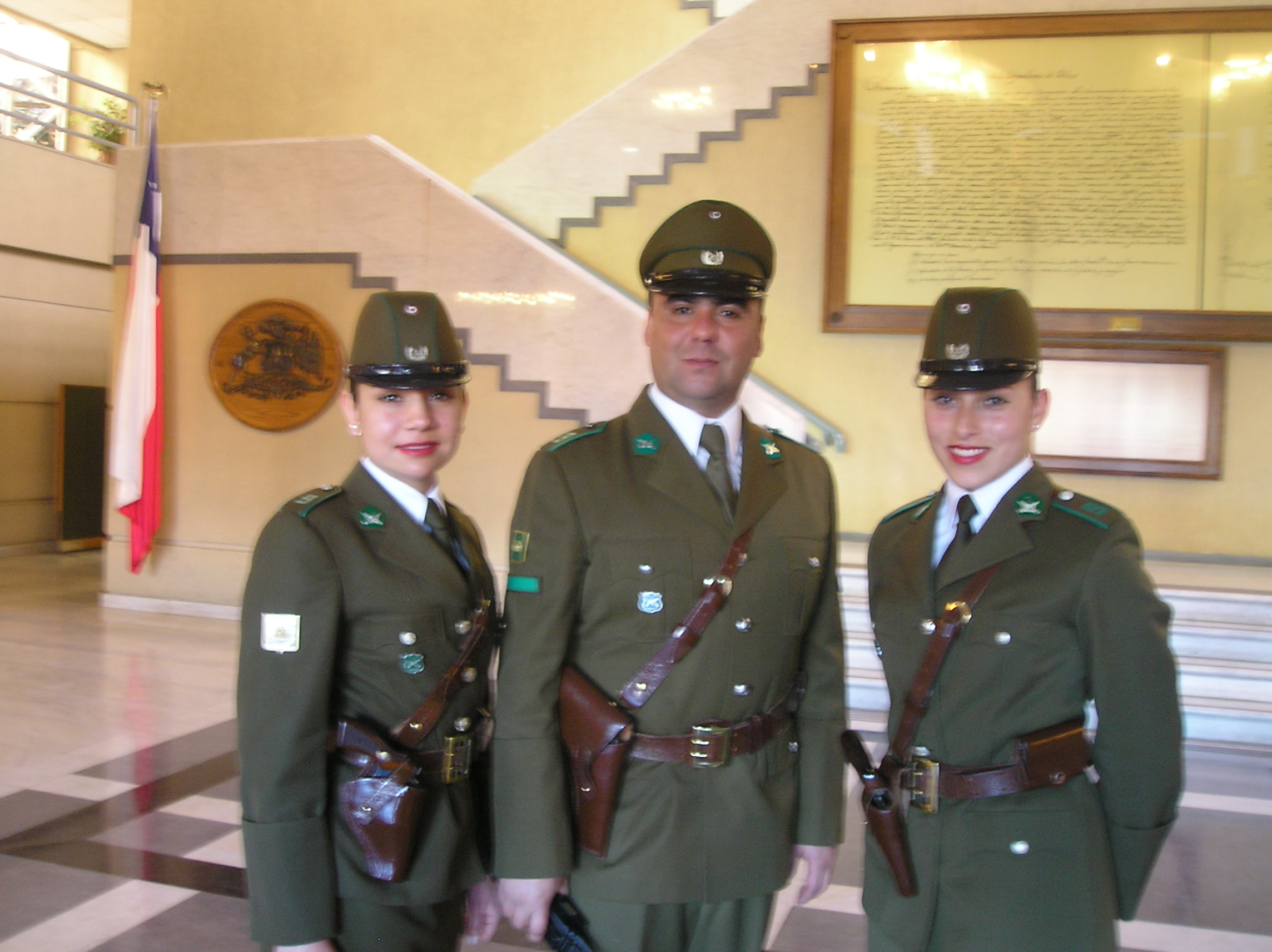
カラビネーロス・デ・チレ隊員
陸軍の帽章・襟章、国家警察の帽章のもとになっている国章
制帽の円形章のもとになっている、国旗色のリボン飾り

## コロンビアの軍服

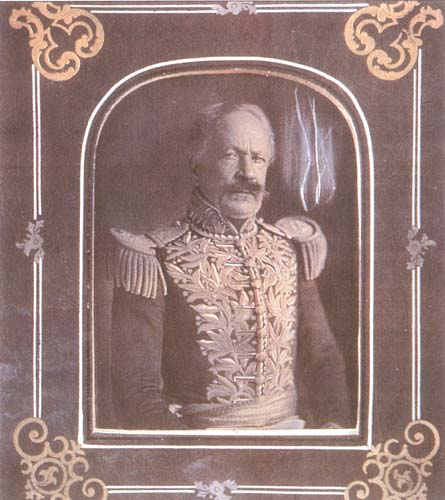
José María Obando,1850s
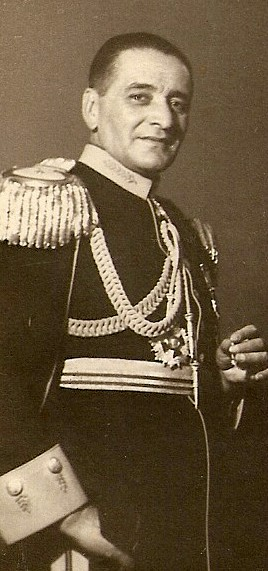
German Ocampo,1930,1940
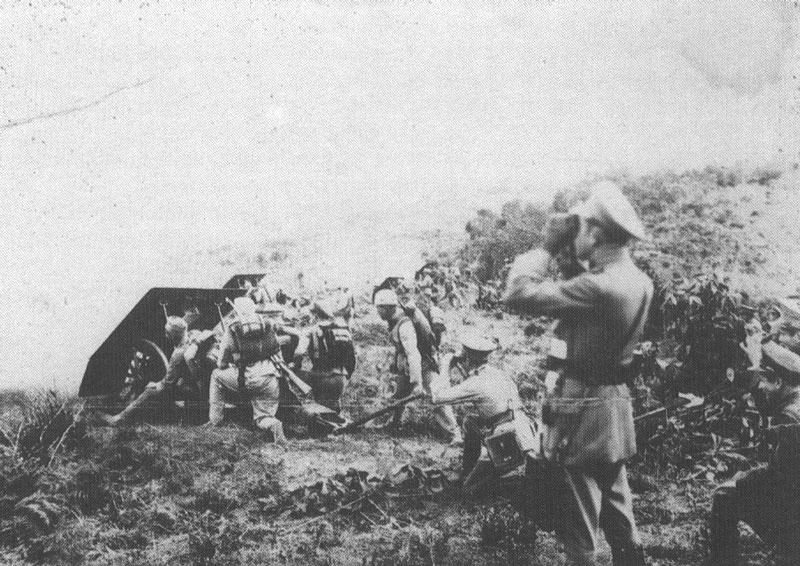
コロンビア・ペルー戦争の際のコロンビア軍 1933
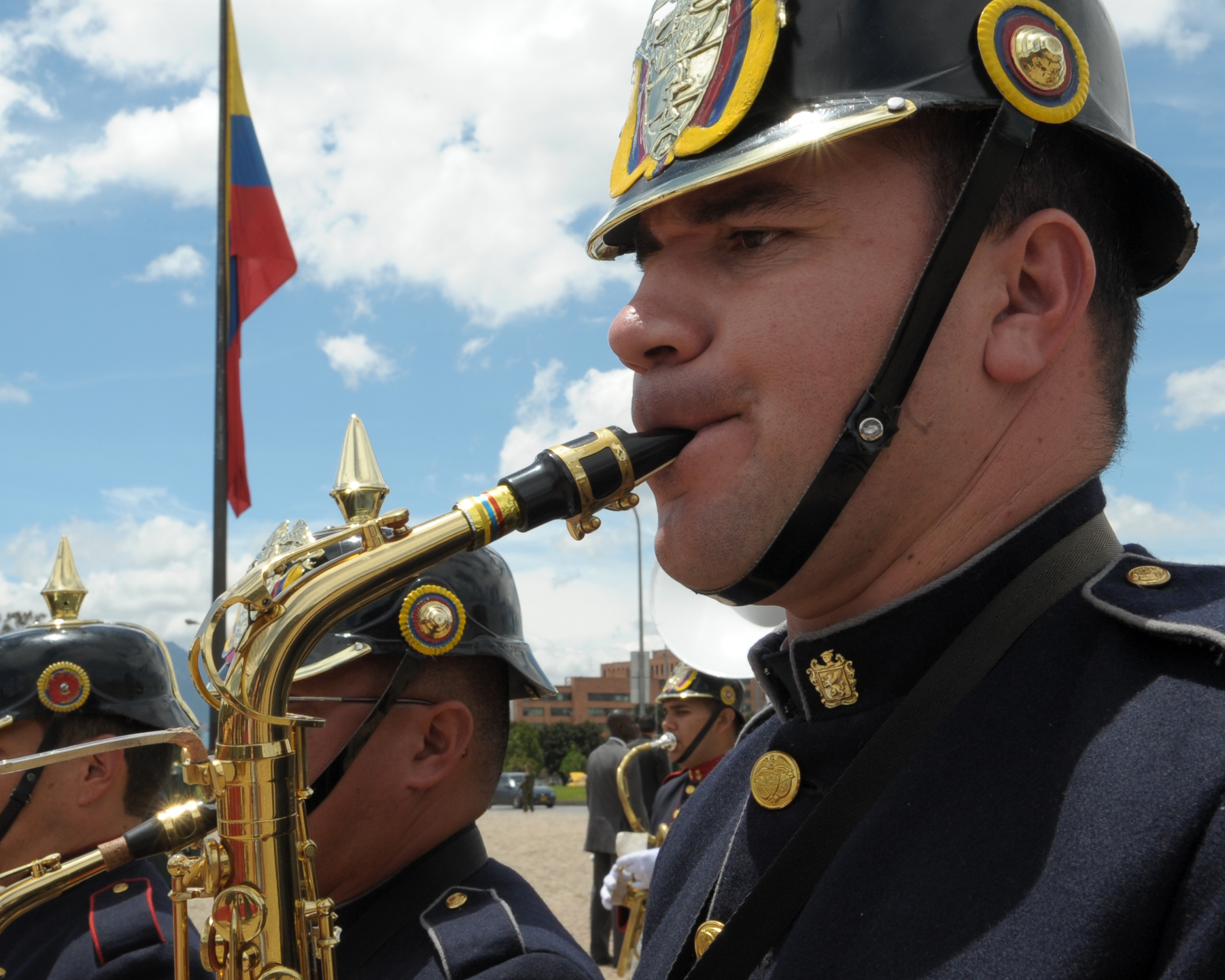
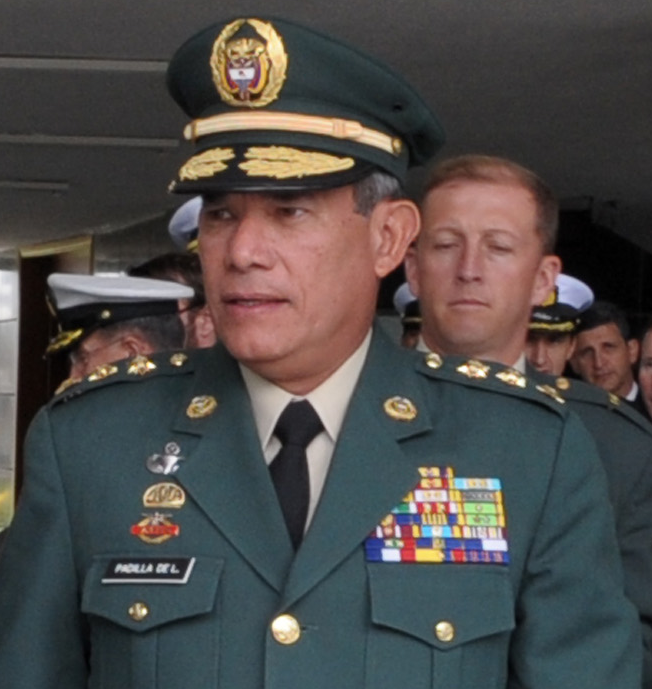
Freddy león Padilla
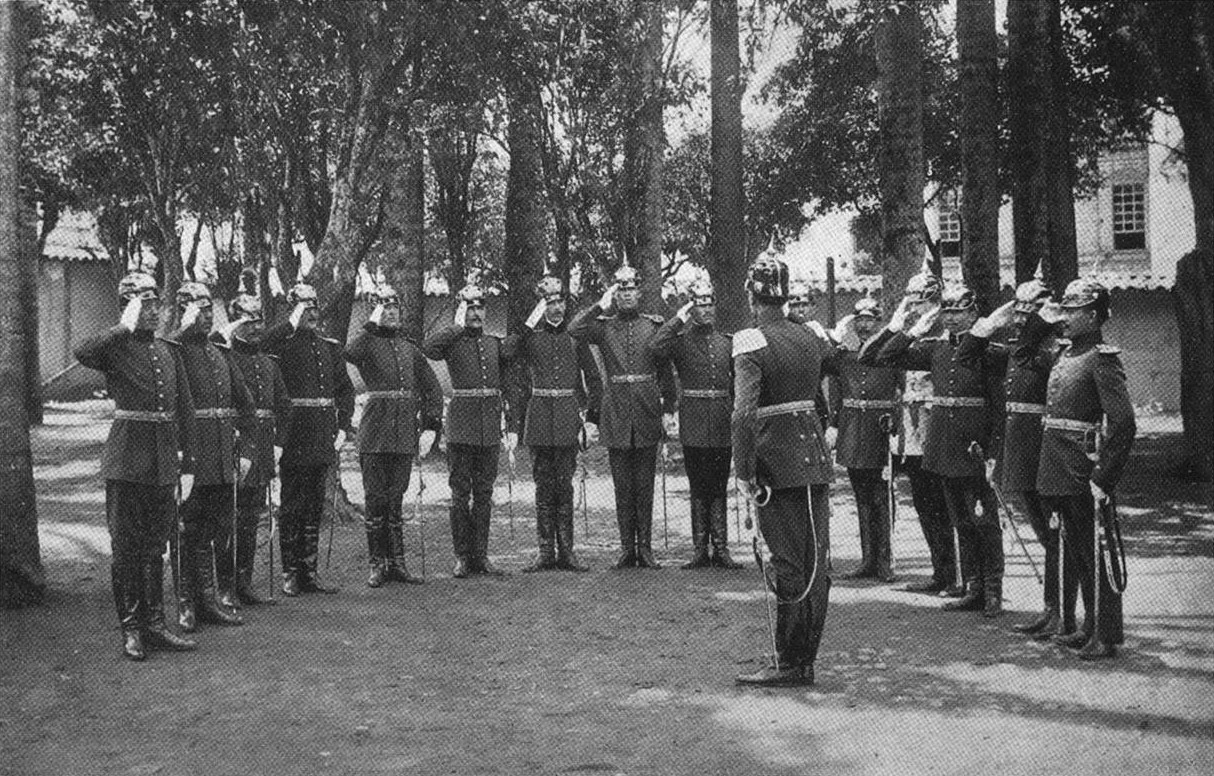
1910
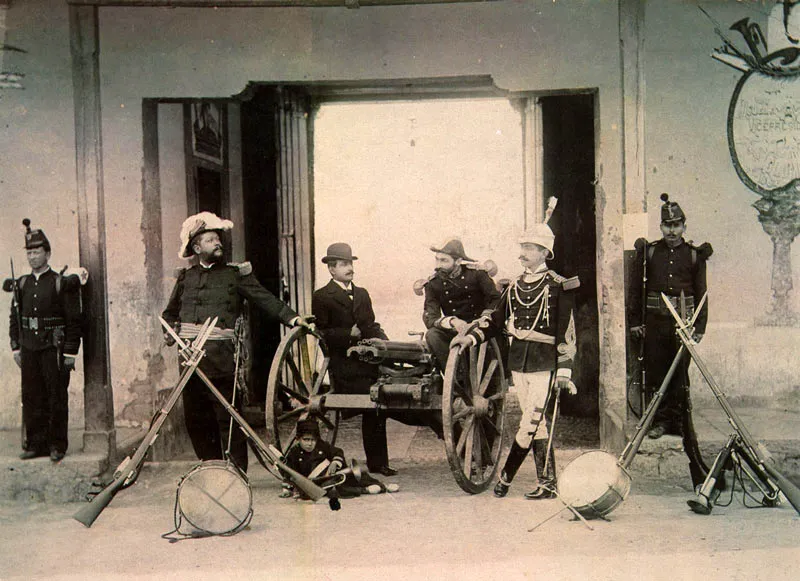
1894
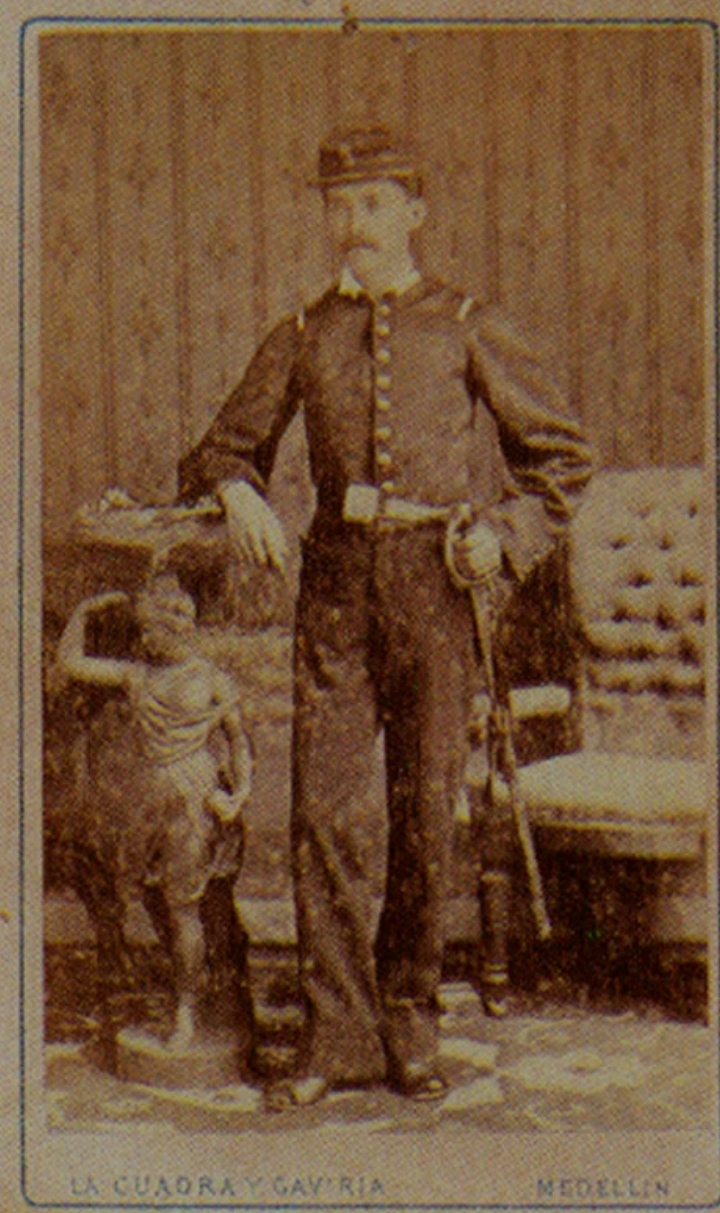
1870
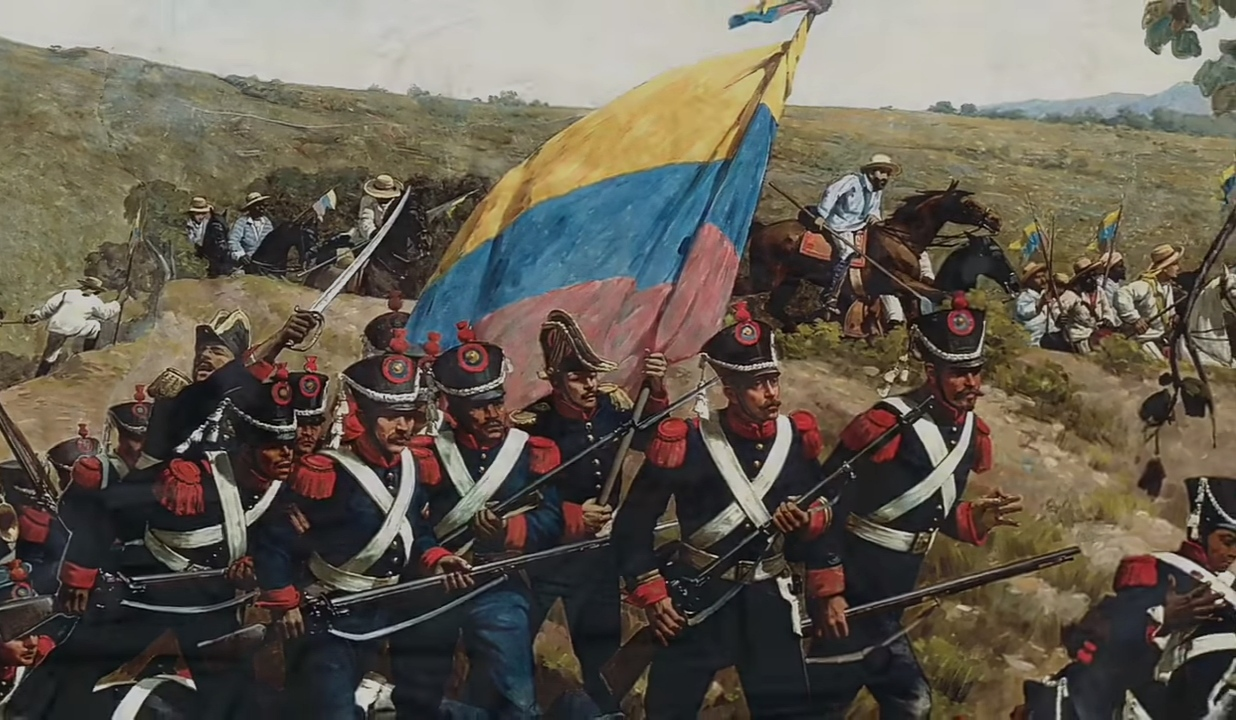
1821
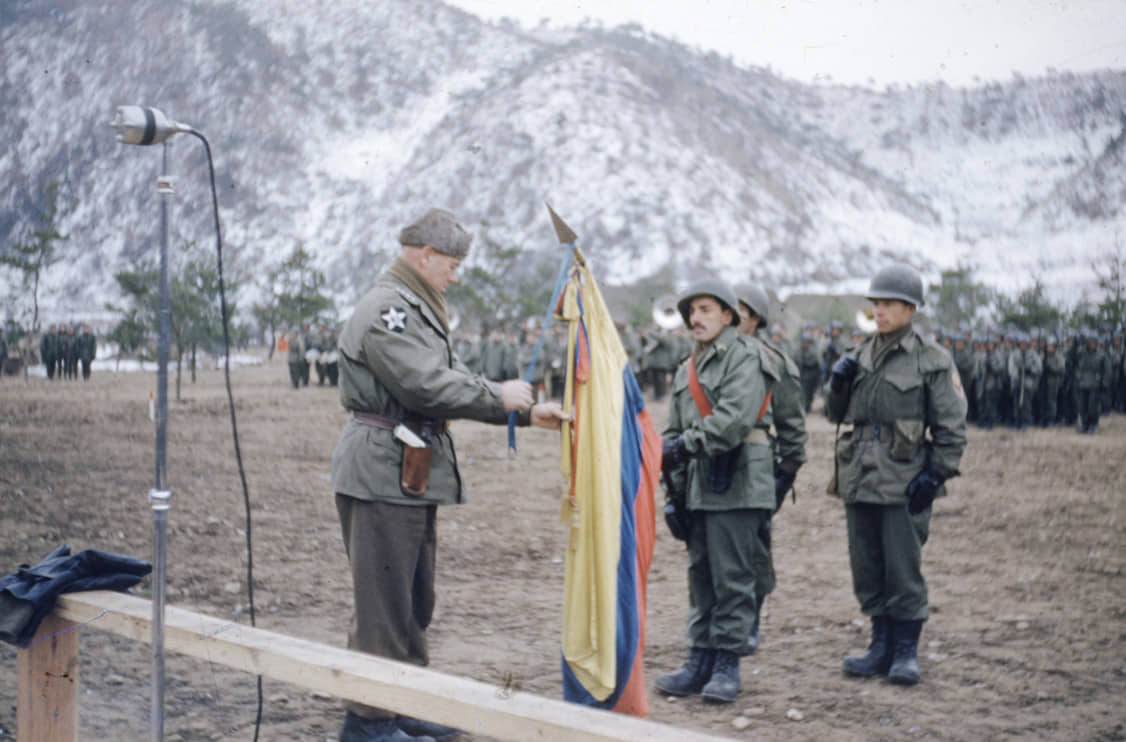
1950s
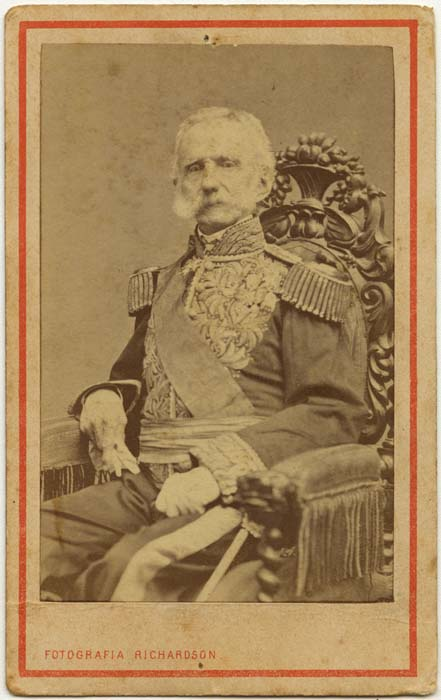
Tomas Cipriano de Mosquera
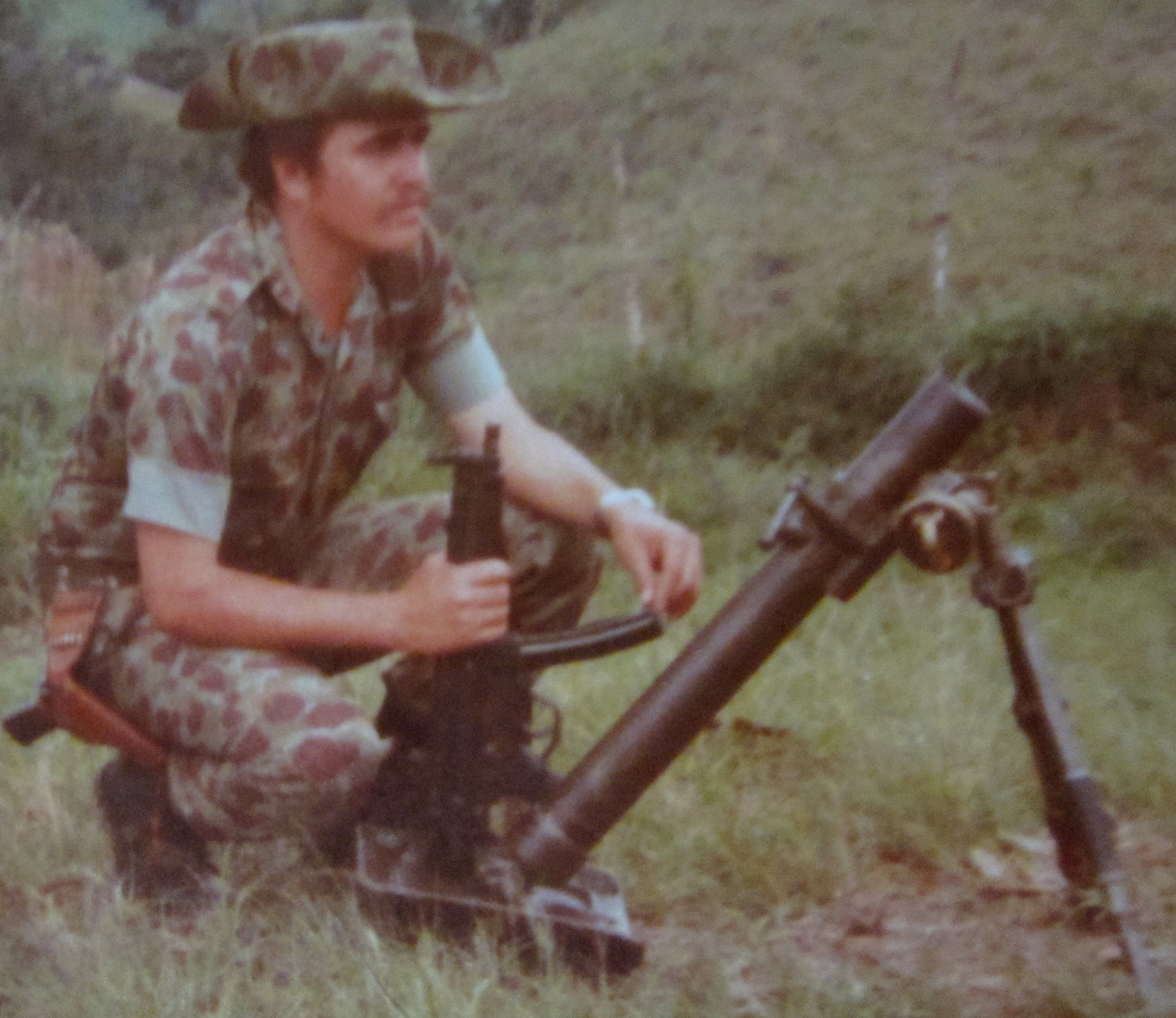
1971

## エクアドルの軍服

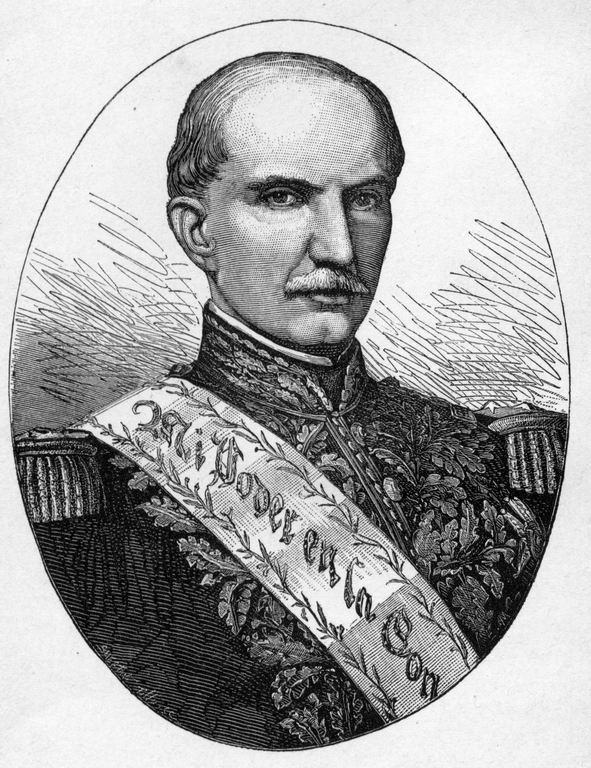
ガブリエル・ガルシア・モレノ
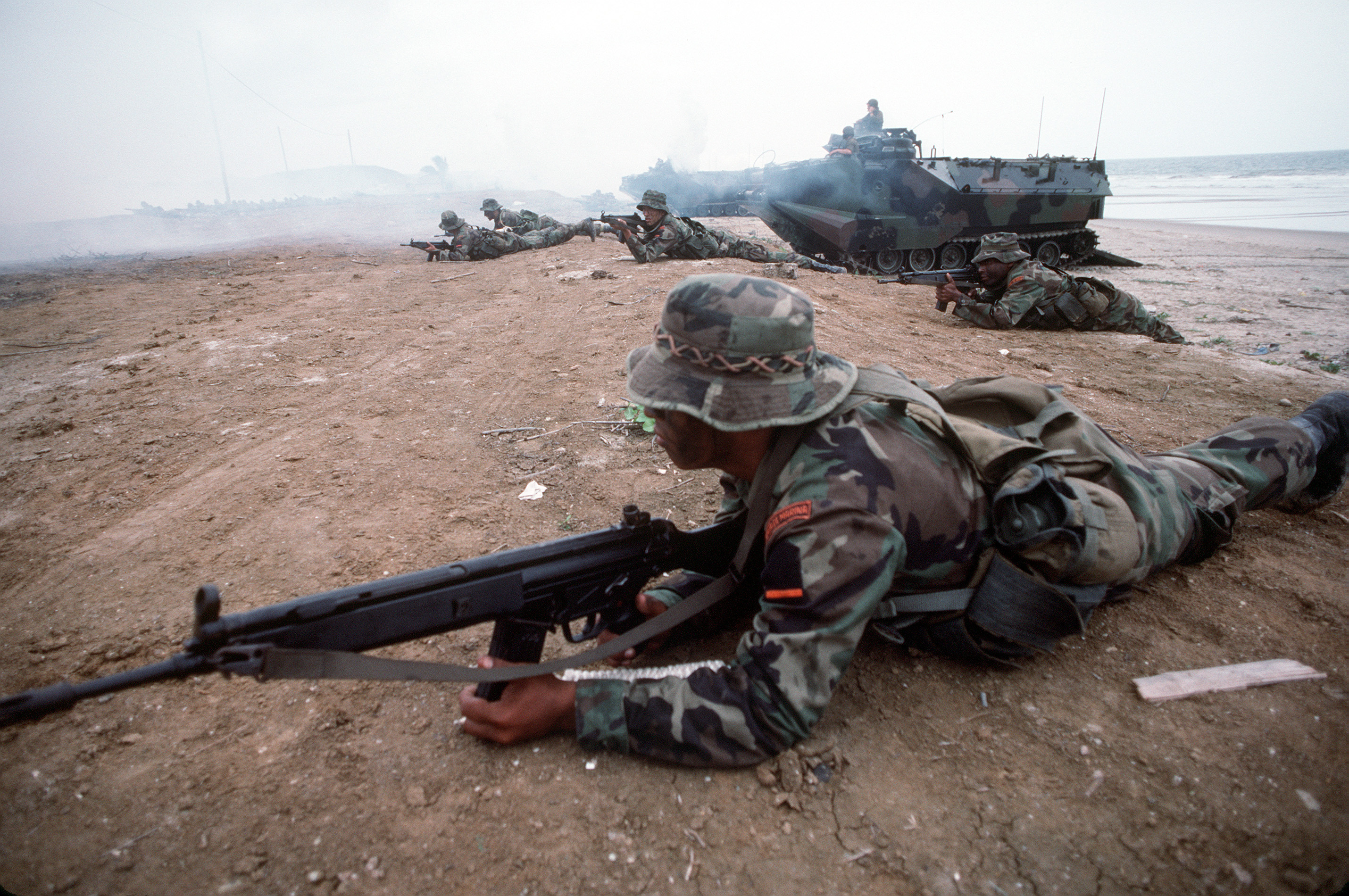
演習中のエクアドル海兵隊員

## パラグアイの軍服

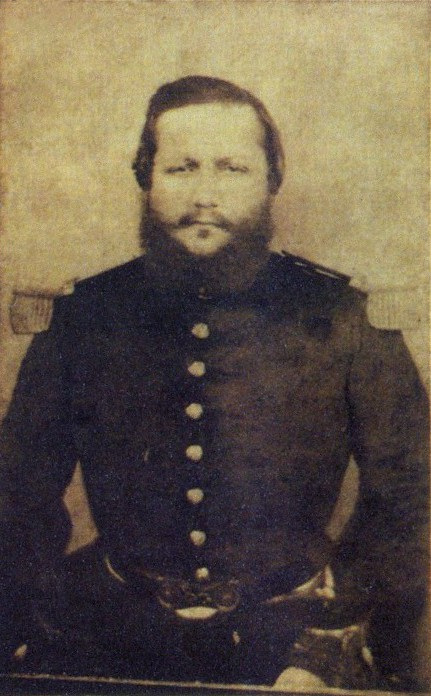
フランシスコ・ソラーノ・ロペス元帥
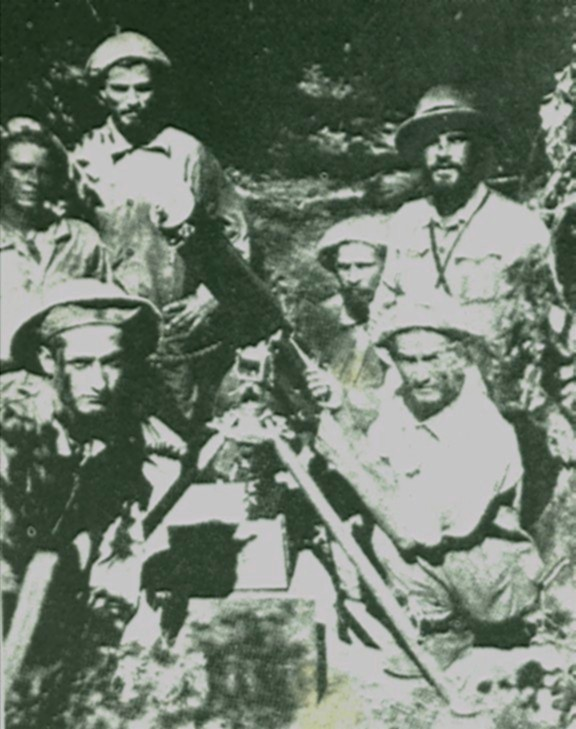
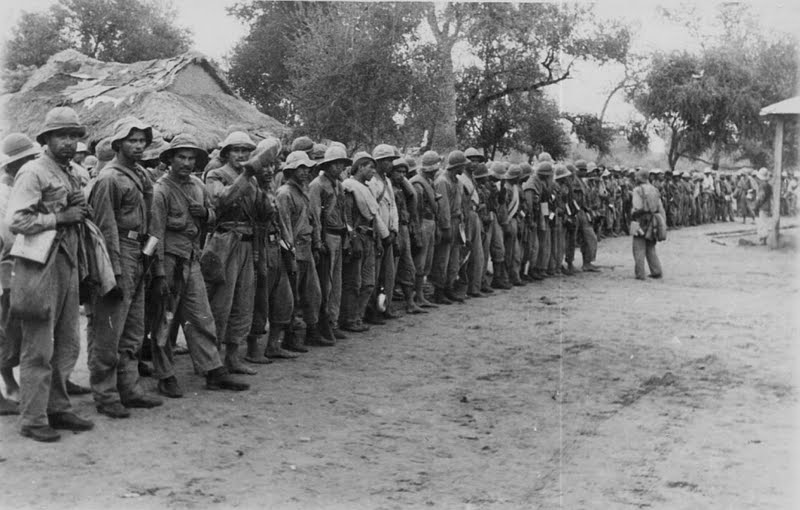
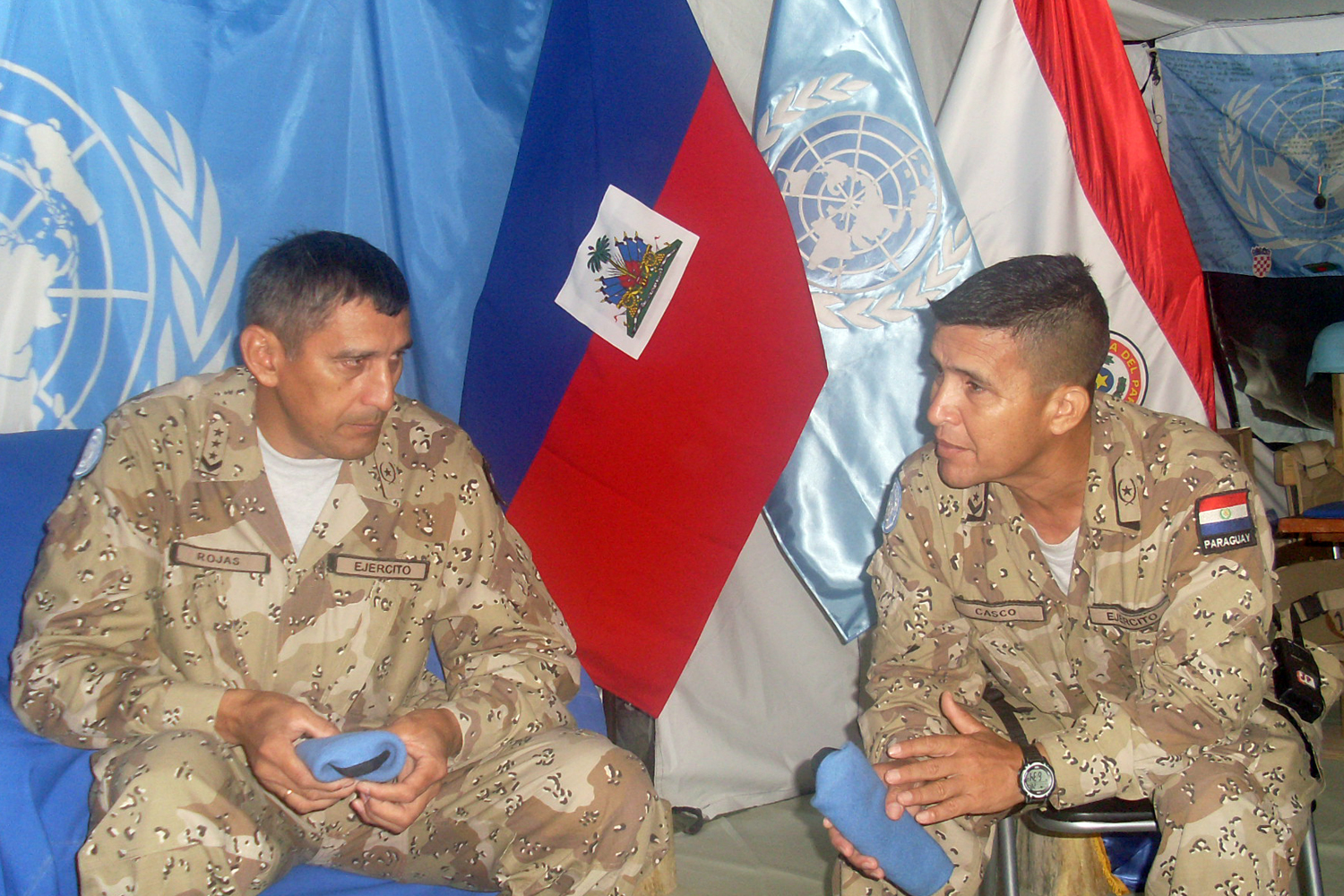

## ペルーの軍服

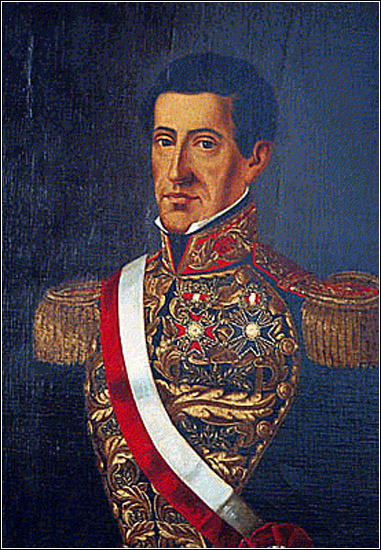
アグスティン・ガマーラ将軍
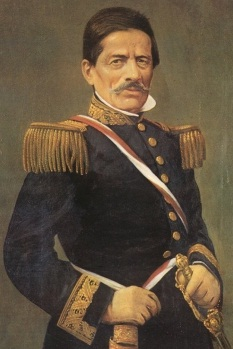
ラモン・カスティーリャ将軍
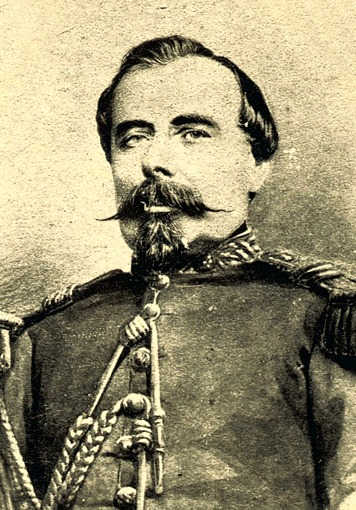
フランシスコ・ボログネシ将軍
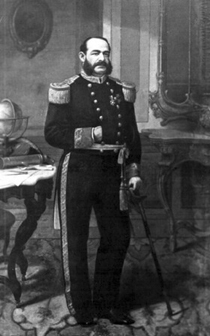
ミゲル・グラウ提督
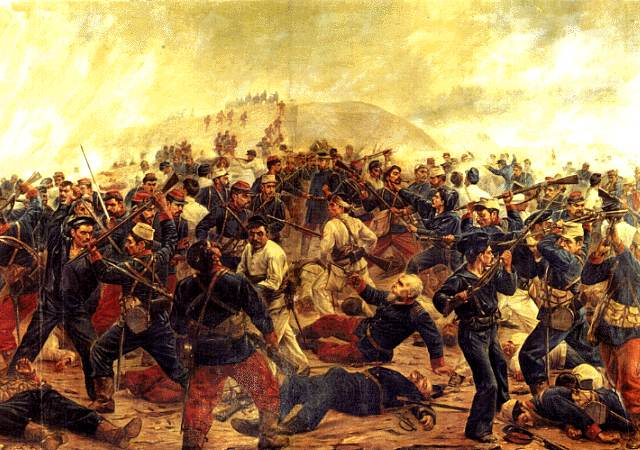
太平洋戦争におけるアリカの戦い（英語版）でチリ軍と激突するペルー軍（白い軍服）
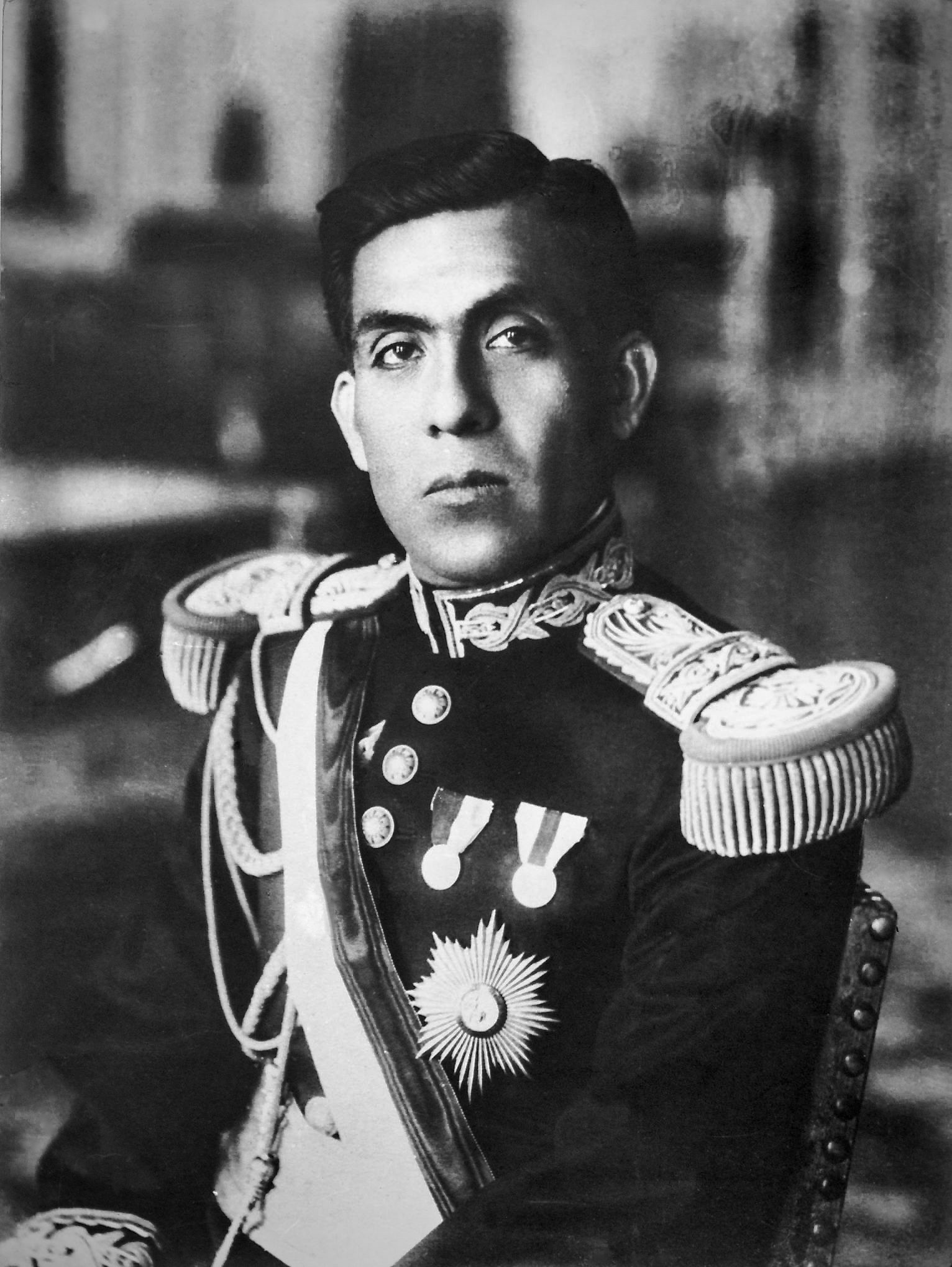
ルイス・ミゲル・サンチェス・セロ中佐
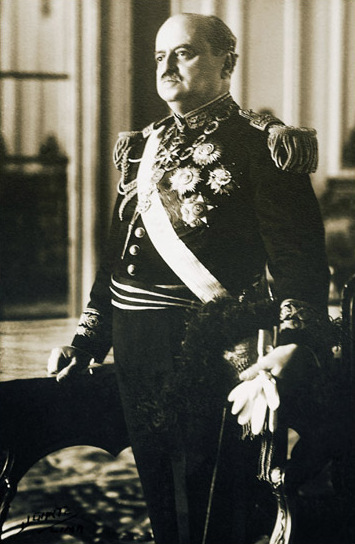
オスカル・ベナビデス将軍
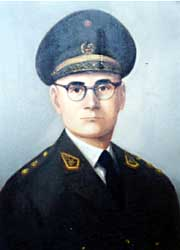
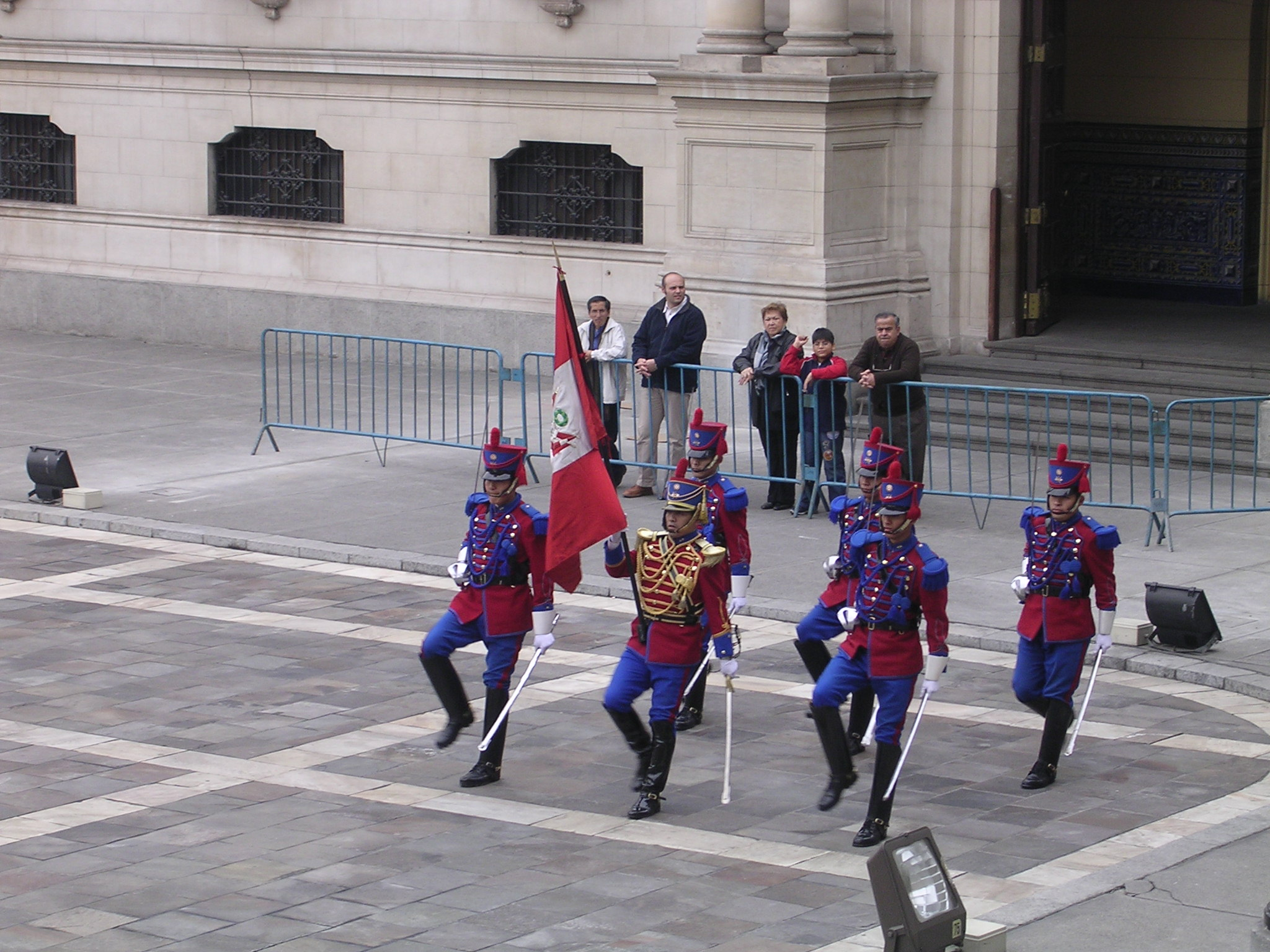
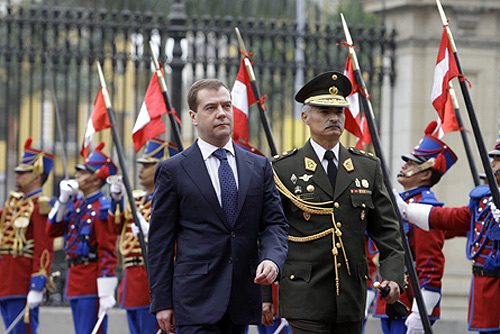
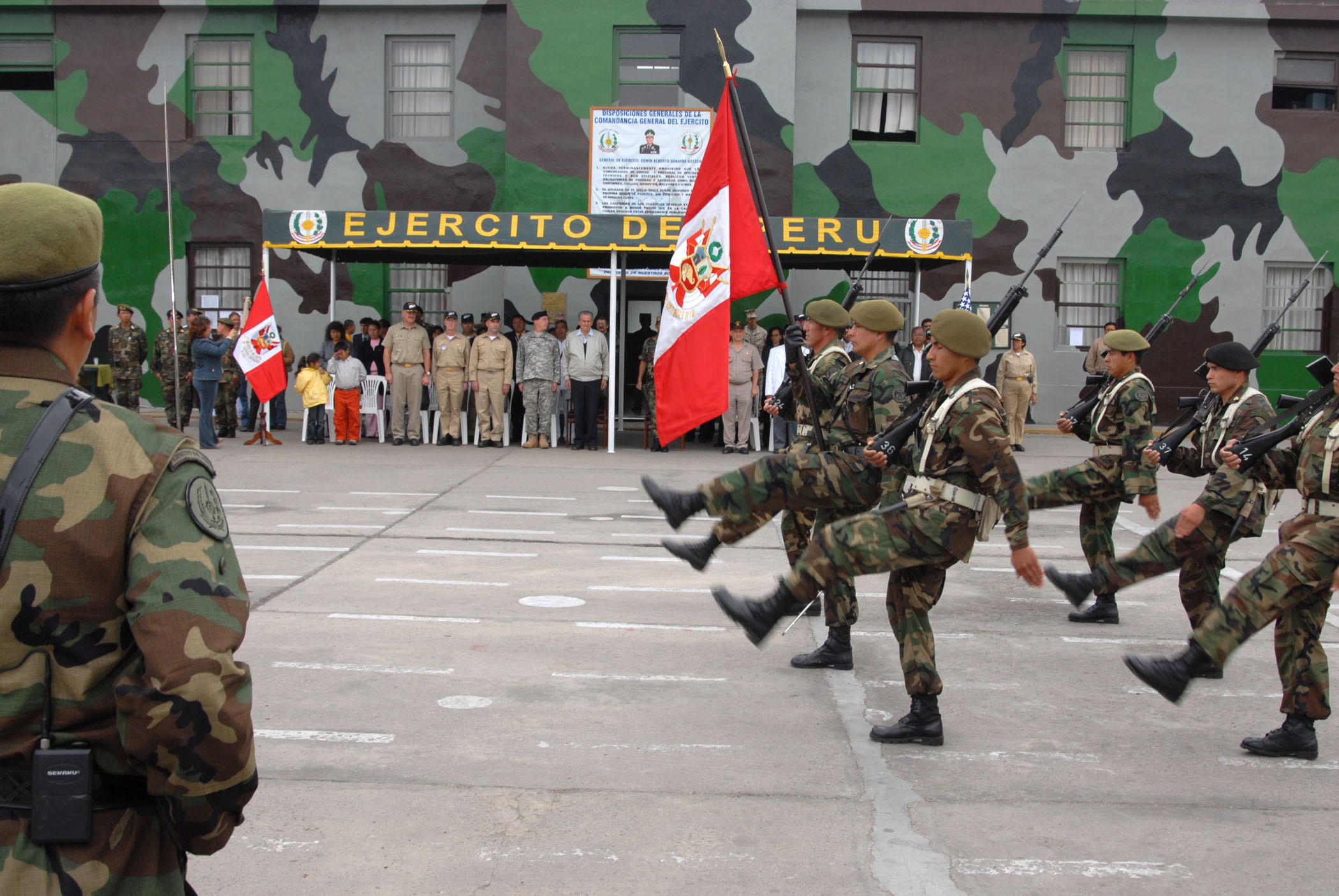
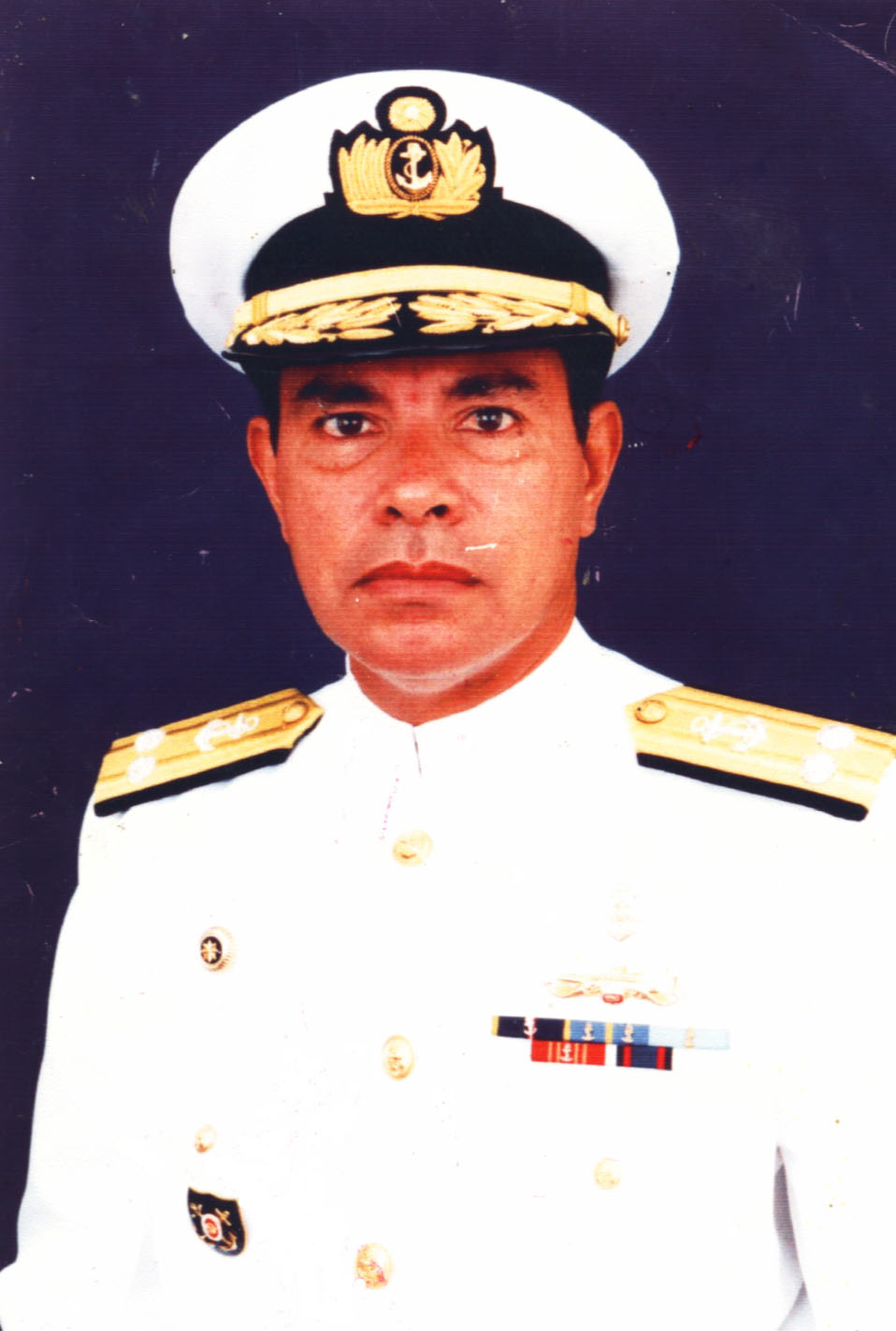
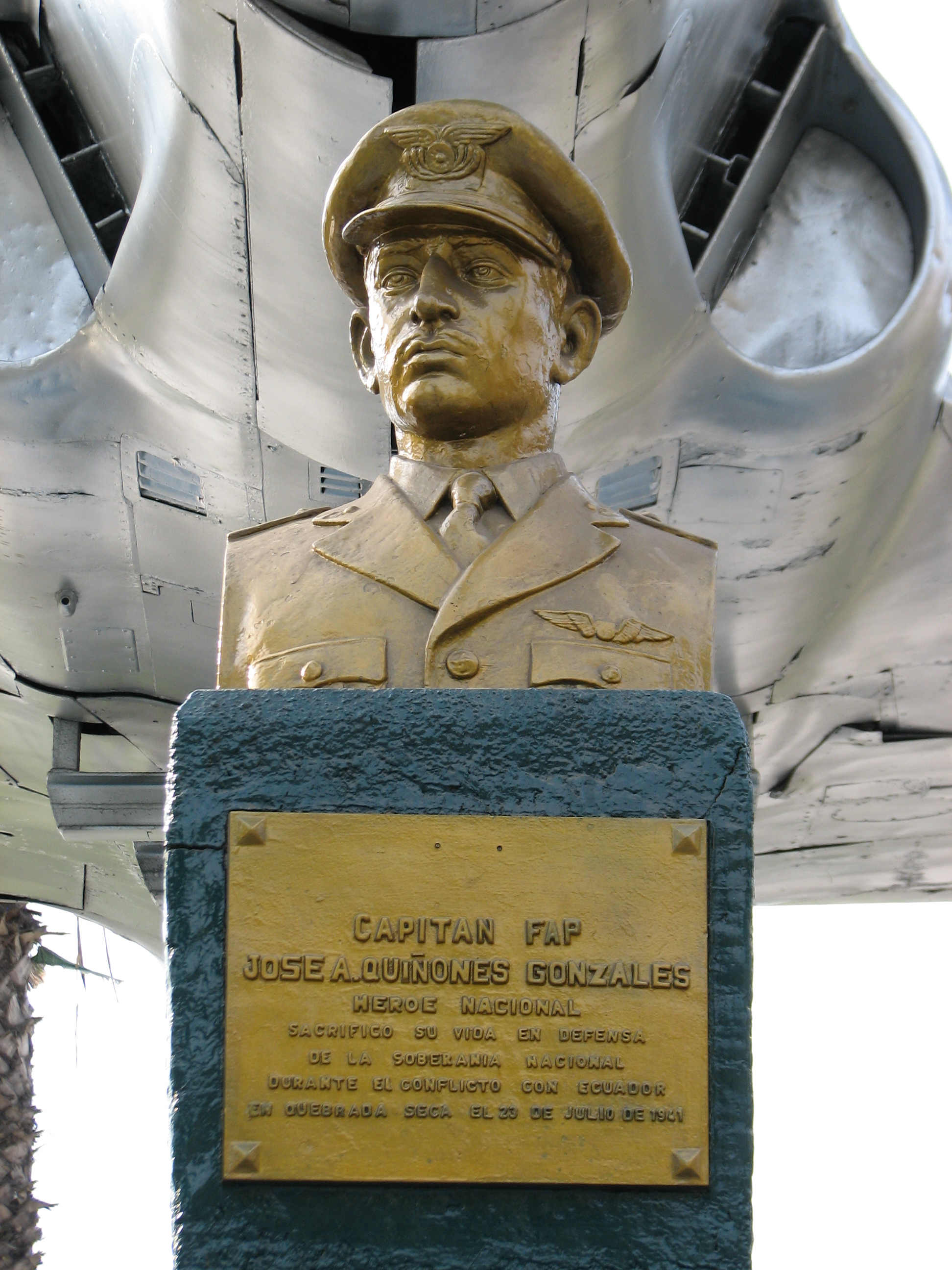
帽章のもとになっている国章
制帽の円形章のもとになっている、国旗色のリボン飾り

## ウルグアイの軍服

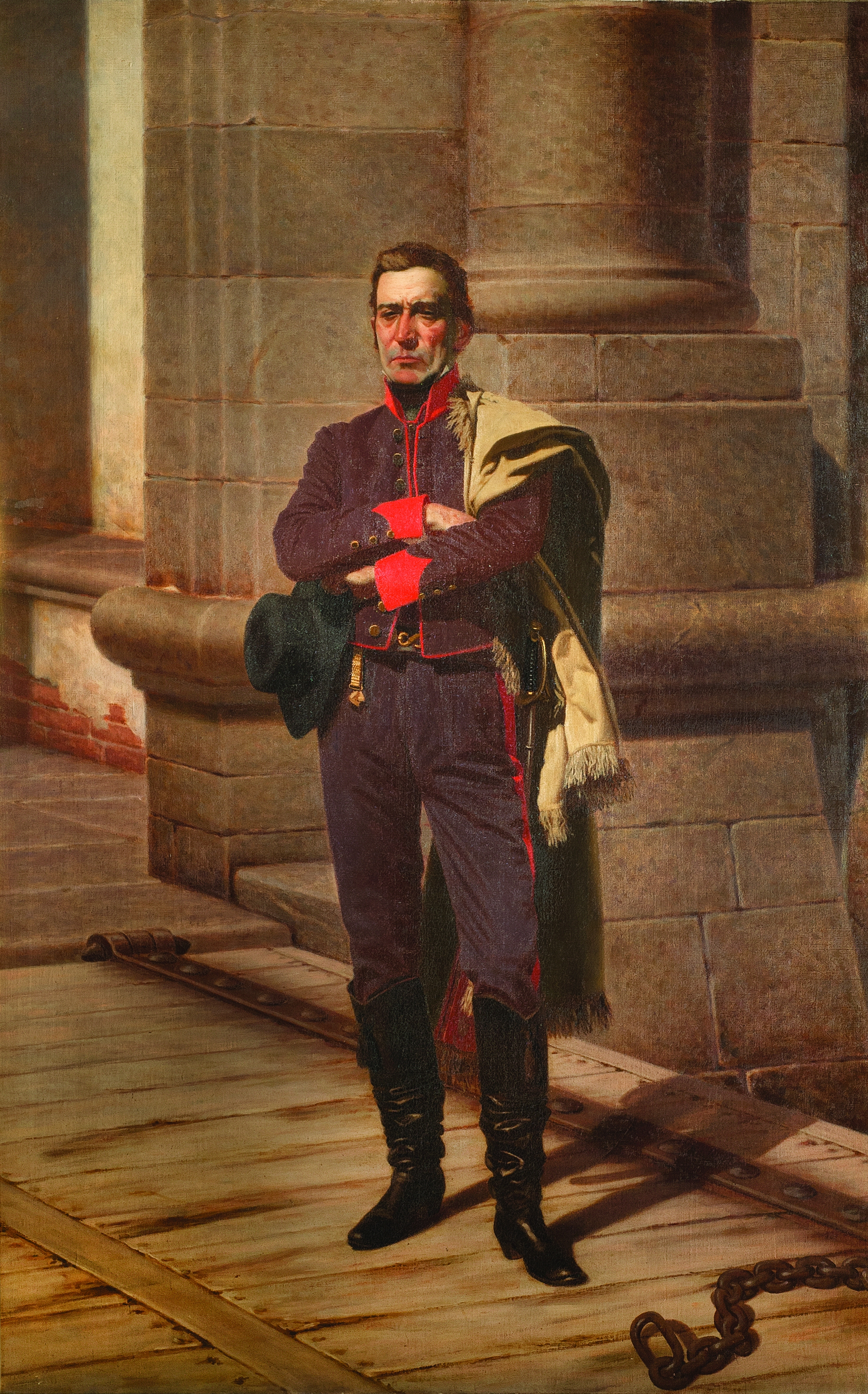
ホセ・ヘルバシオ・アルティーガス将軍
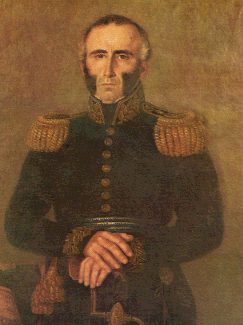
フアン・アントニオ・ラバジェハ将軍
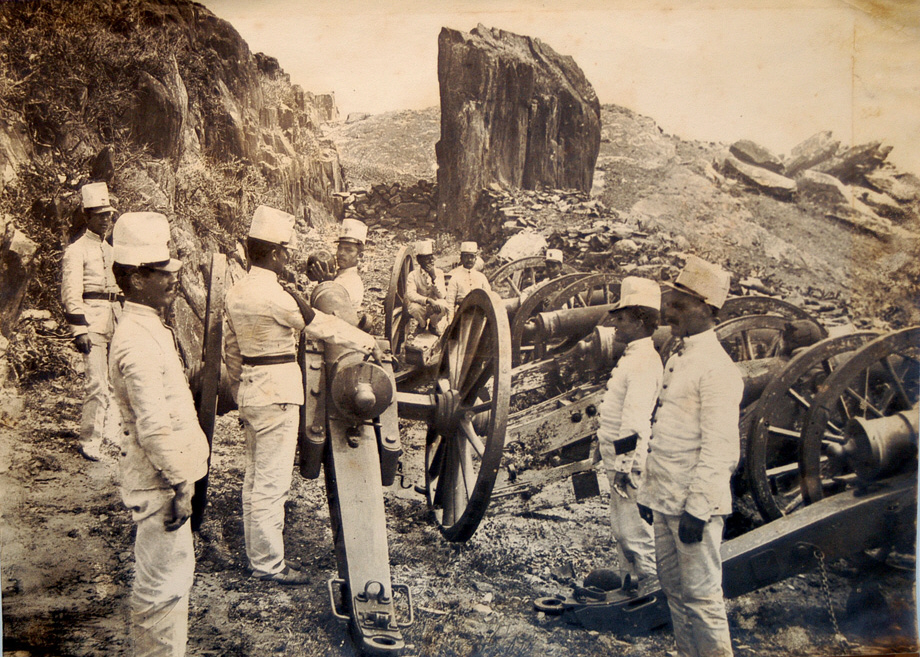
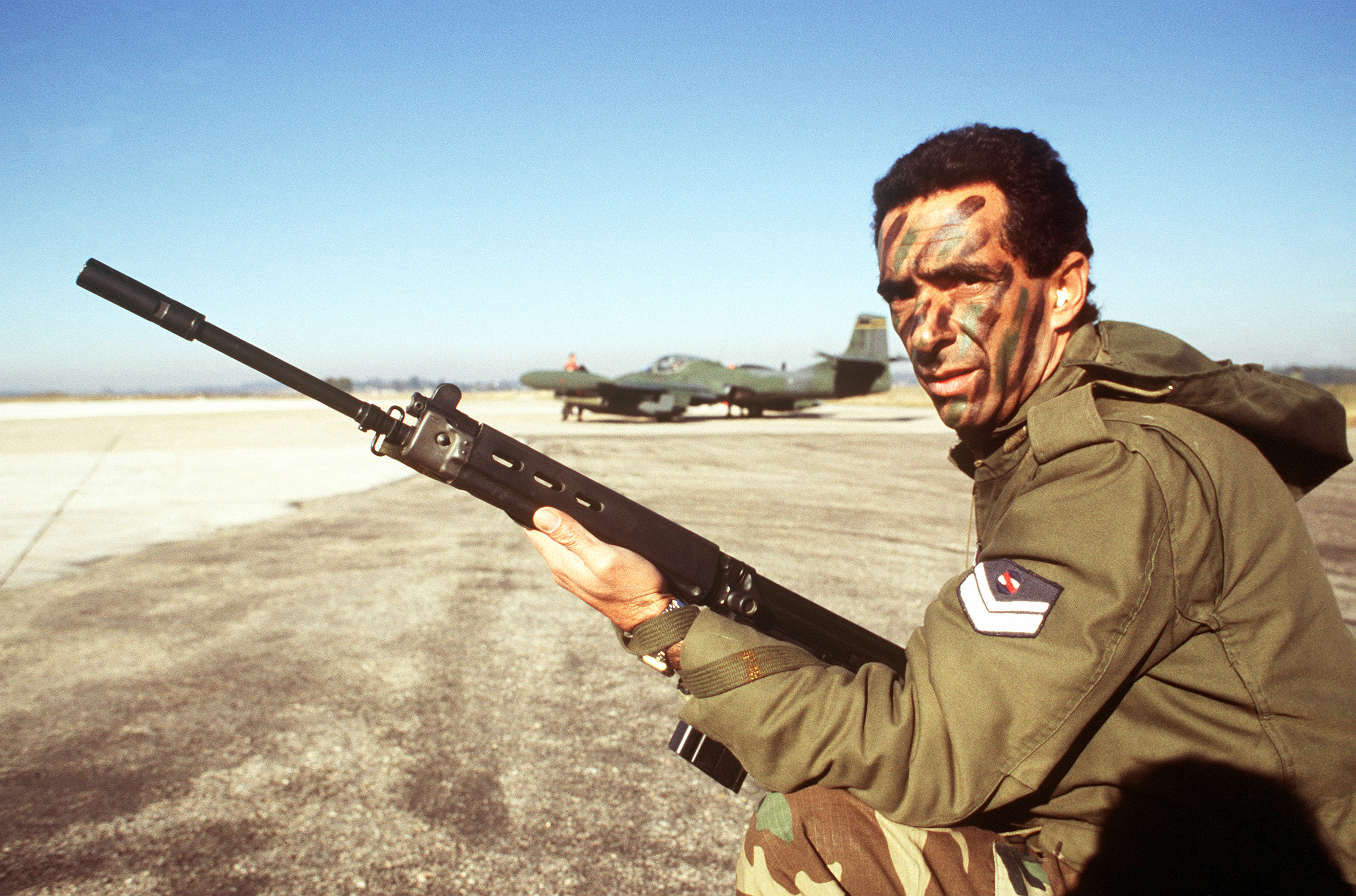

## ベネズエラの軍服

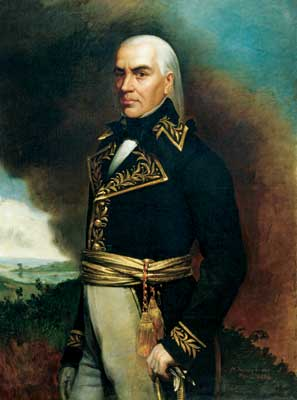
フランシスコ・デ・ミランダ将軍
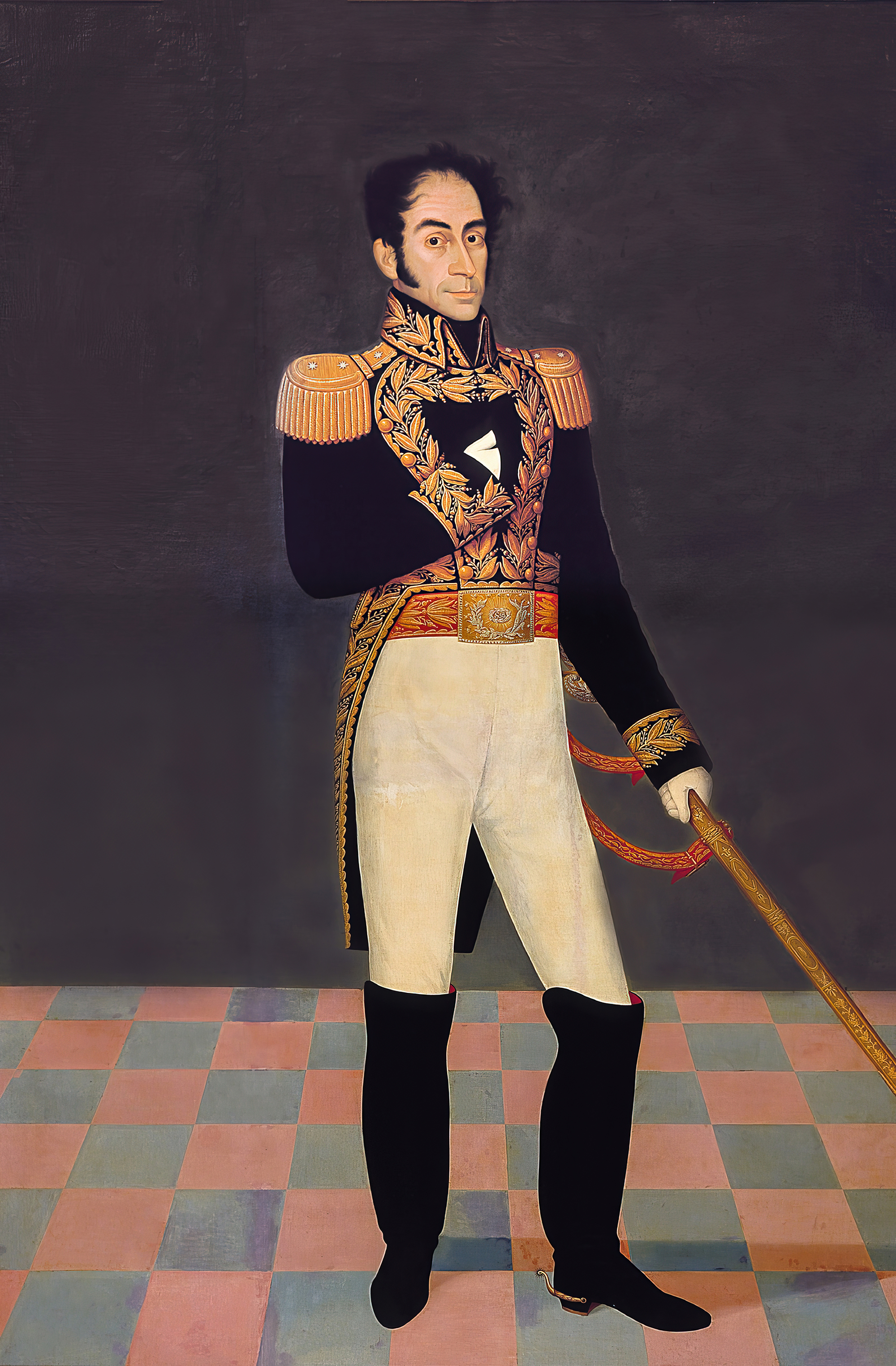
シモン・ボリーバル将軍
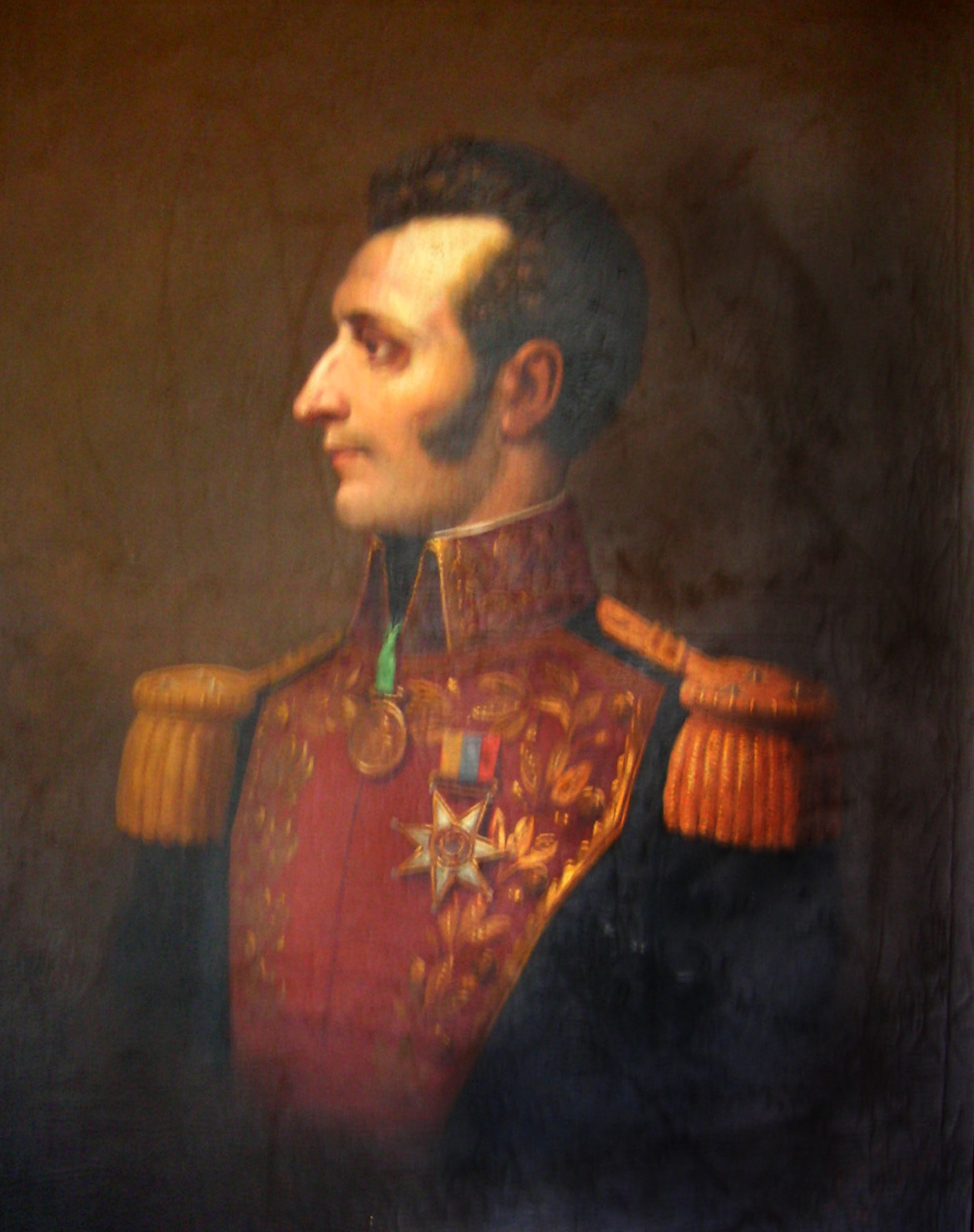
アントニオ・ホセ・デ・スクレ元帥
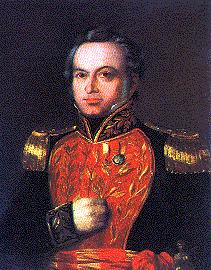
ホセ・アントニオ・パエス将軍
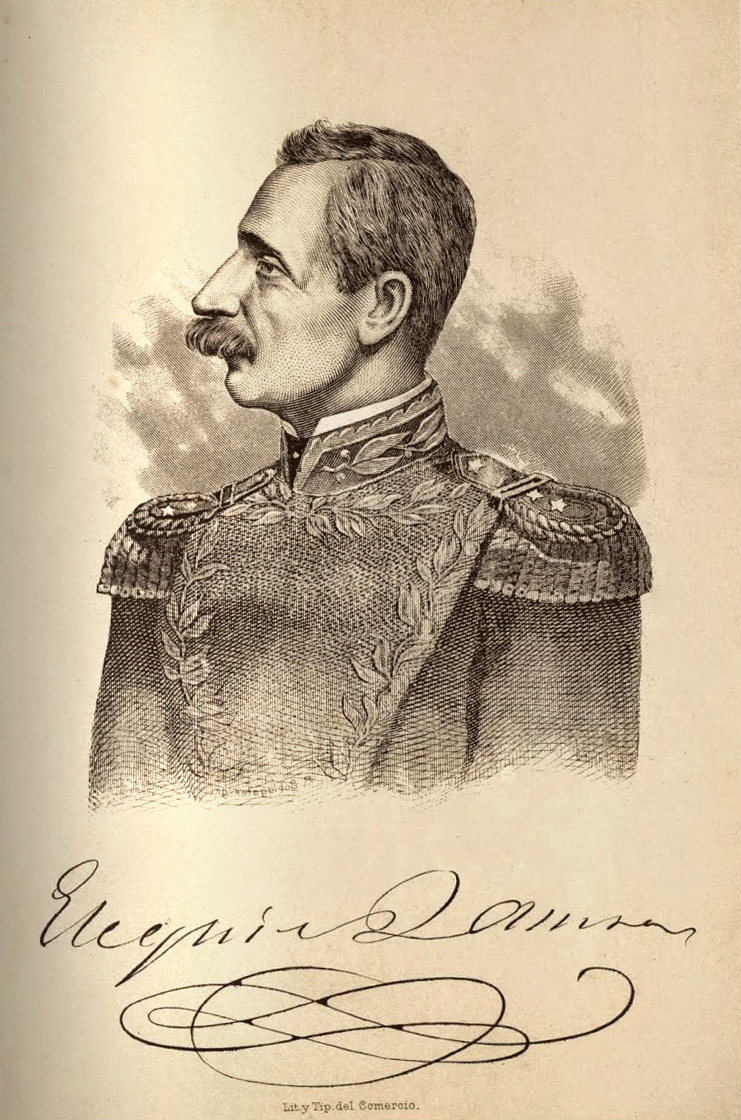
エセキエル・サモーラ将軍
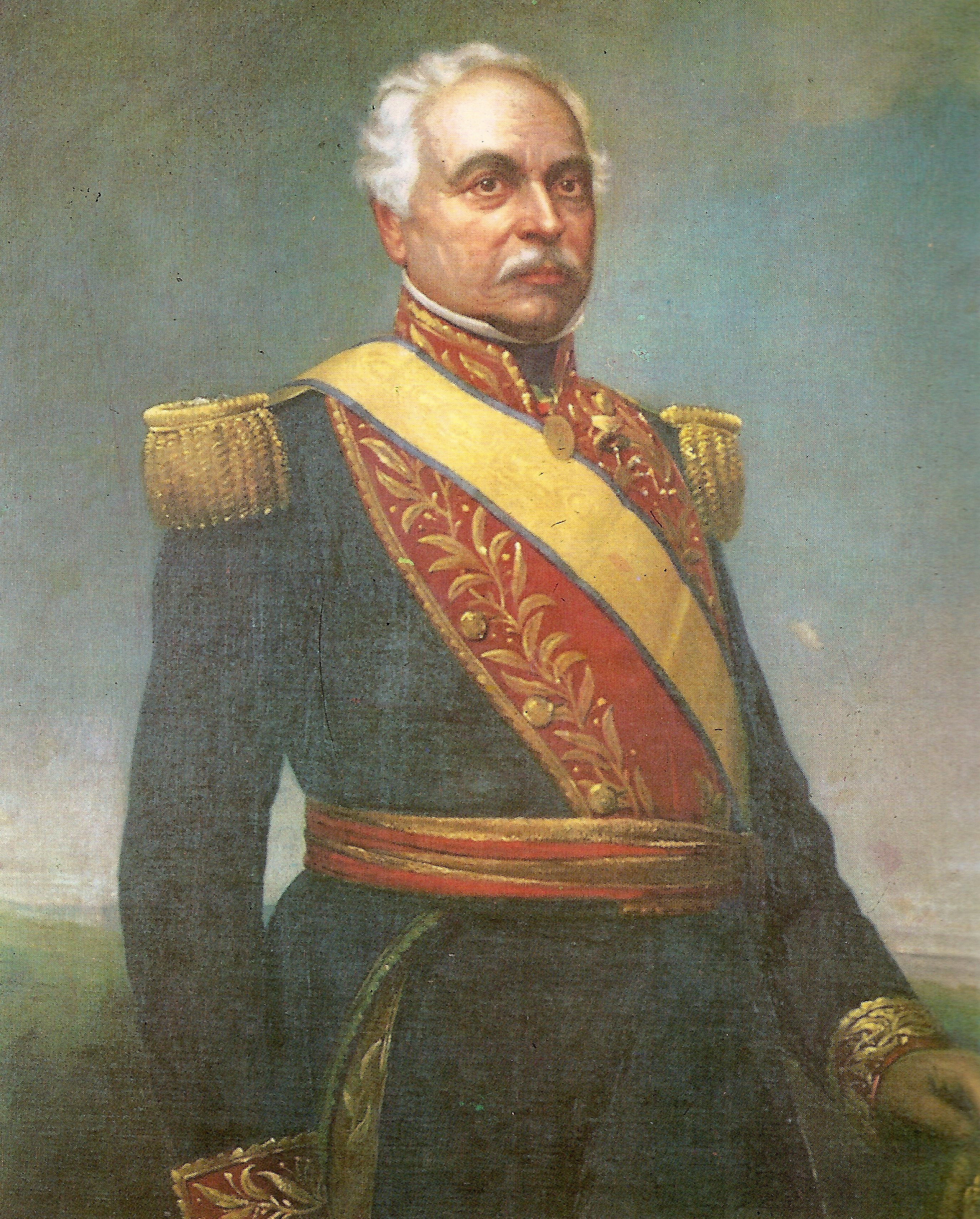
ホセ・アントニオ・パエス将軍
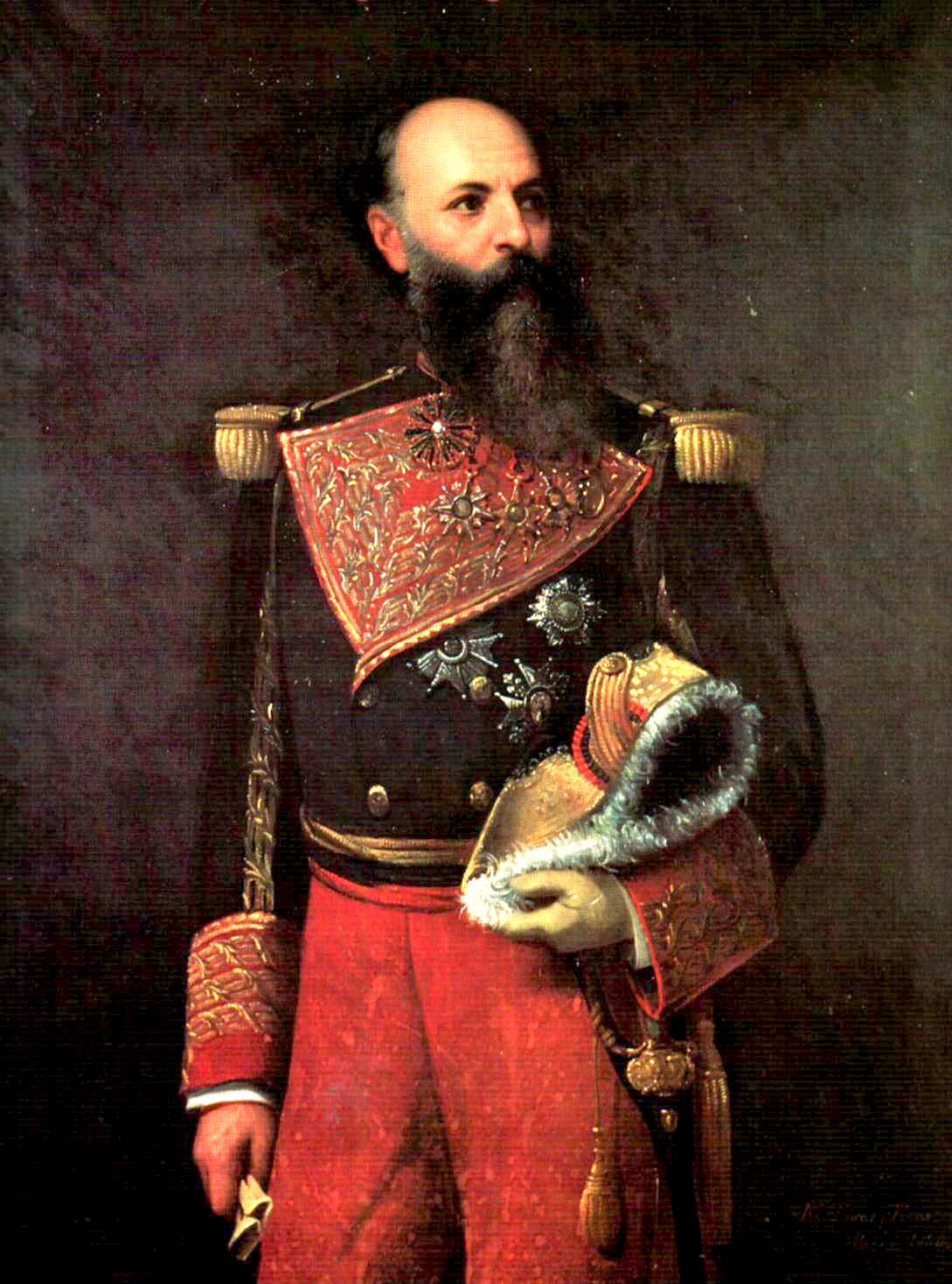
アントニオ・グスマン・ブランコ将軍
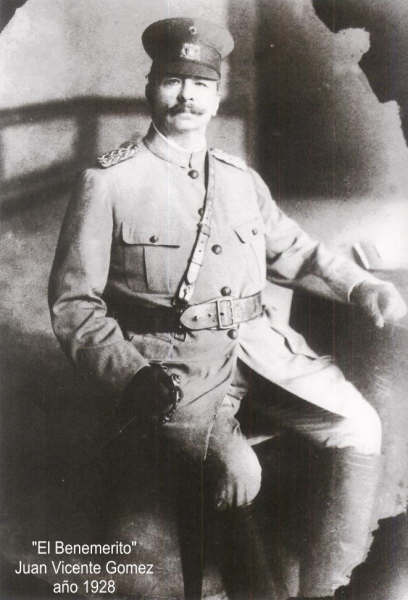
フアン・ビセンテ・ゴメス将軍
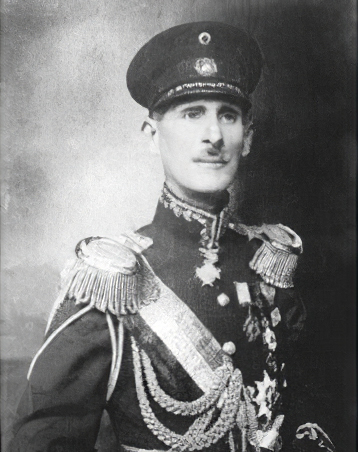
エレアサール・ロペス・コントレーラス
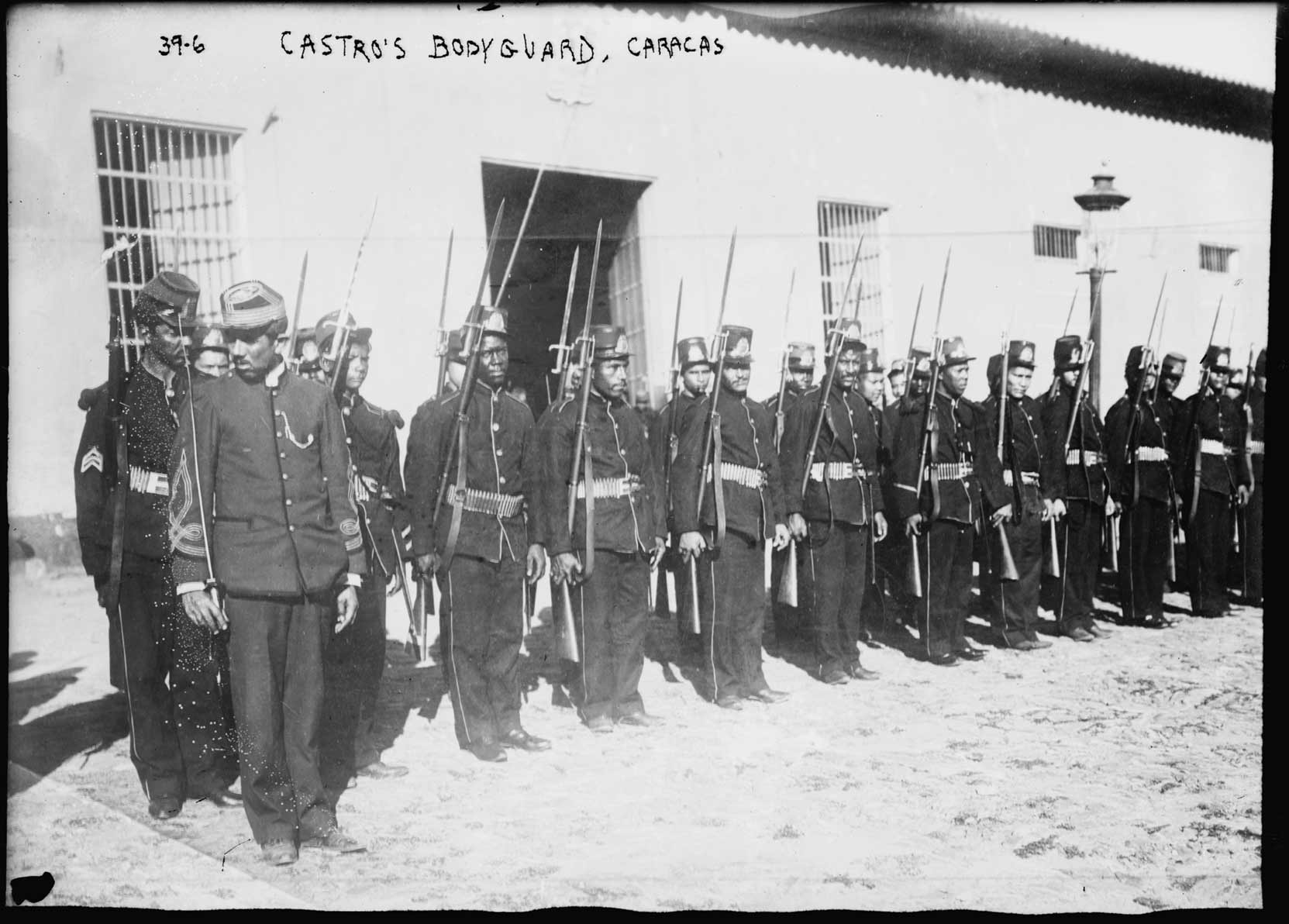
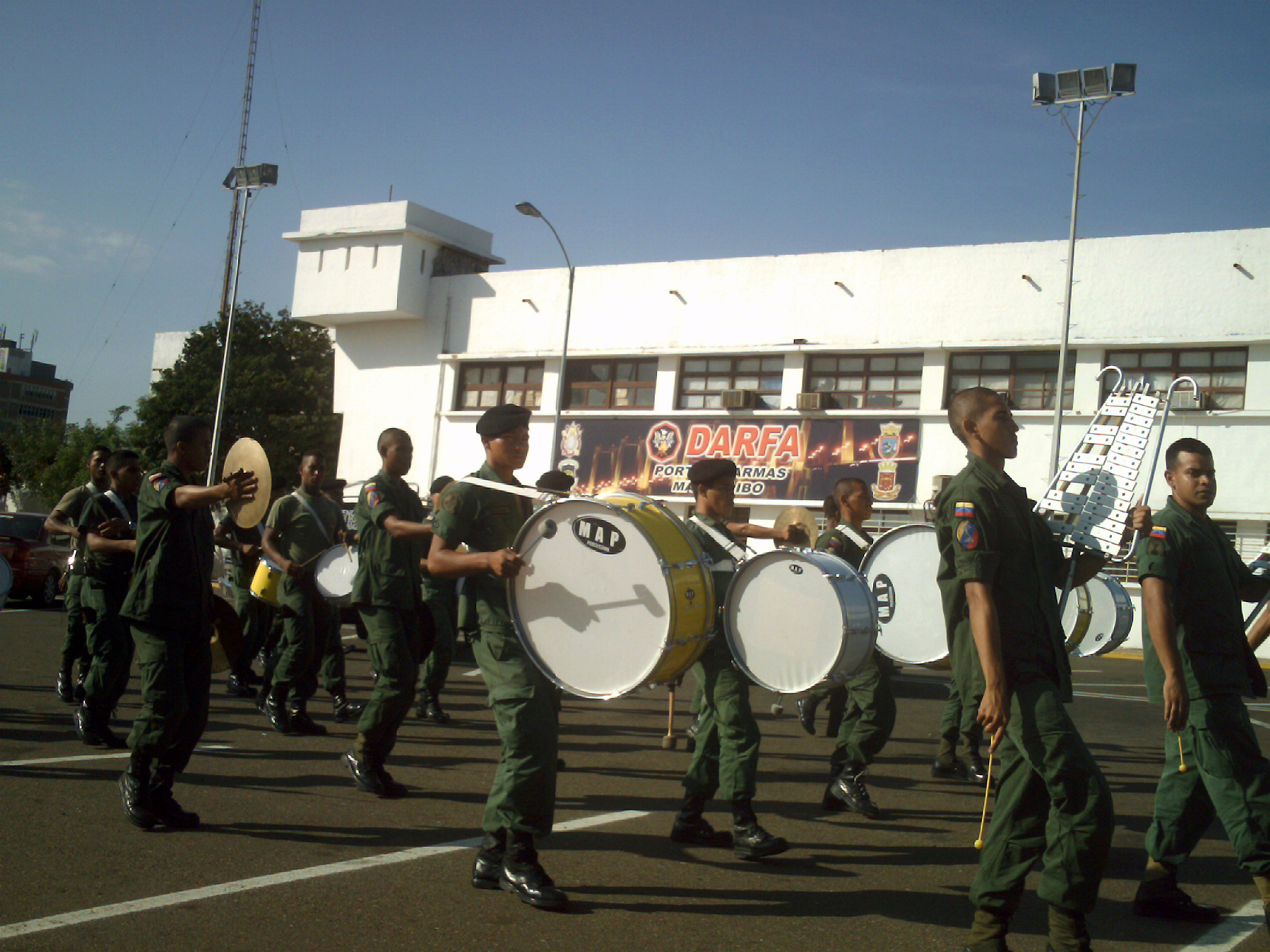